# Guerre de Gaza depuis 2023
Pour des articles plus généraux, voir Conflit Gaza-Israël, Conflit israélo-palestinien, Conflit israélo-arabe et Crise au Moyen-Orient (depuis 2023).
Pour les articles homonymes, voir Guerre de Gaza.
Conflit israélo-palestinien
Conflit Gaza-Israël
Crise au Moyen-Orient depuis 2023
Batailles
La guerre de Gaza, également appelée guerre Israël-Gaza ou guerre Israël-Hamas, aboutissant à la destruction de Gaza, est un conflit asymétrique, principalement urbain, opposant l'armée israélienne au Hamas, organisation politico-militaire islamiste palestinienne, à d'autres groupes armés palestiniens et à la population civile. Elle est déclenchée par l'attaque du Hamas contre Israël d'octobre 2023, et se poursuit avec des bombardements de la bande de Gaza entrepris par Israël, puis avec l'invasion de ce territoire palestinien. Cinquième conflit direct entre Israël et Gaza, la guerre s'inscrit plus largement dans le cadre des conflits israélo-palestinien et israélo-arabe.
L'opération initiale appelée opération Déluge d'al-Aqsa (en arabe : عَمَلِيَّةُ طُوفَانِ ٱلْأَقْصَى ʿAmaliyyaẗu Ṭūfāni al-ʾAqṣāʾ) par ses instigateurs et pogrom du 7 octobre par certains Israéliens et observateurs, consiste en une série d'attaques terroristes lancées depuis la frontière entre la bande de Gaza et Israël par le Hamas, appuyé par le Jihad islamique palestinien, le Front populaire de libération de la Palestine et le Front démocratique pour la libération de la Palestine. Après le tir de plusieurs milliers de roquettes Qassam sur Israël, la barrière entre la bande de Gaza et Israël est enfoncée et plus de 3 000 assaillants palestiniens prennent d'assaut plusieurs installations ainsi que des bases militaires, envahissent plus de vingt villes et kibboutz de l'enveloppe de Gaza, dans le district sud d'Israël, faisant environ 1 160 morts (dont environ 800 civils) avant de prendre 250 Israéliens et étrangers en otage au moins. En réaction, 200 000 Israéliens sont évacués par mesure de sécurité. Cette attaque est sans précédent dans le conflit israélo-arabe avec un nombre de morts et d'otages civils inédit dans l'histoire d'Israël.

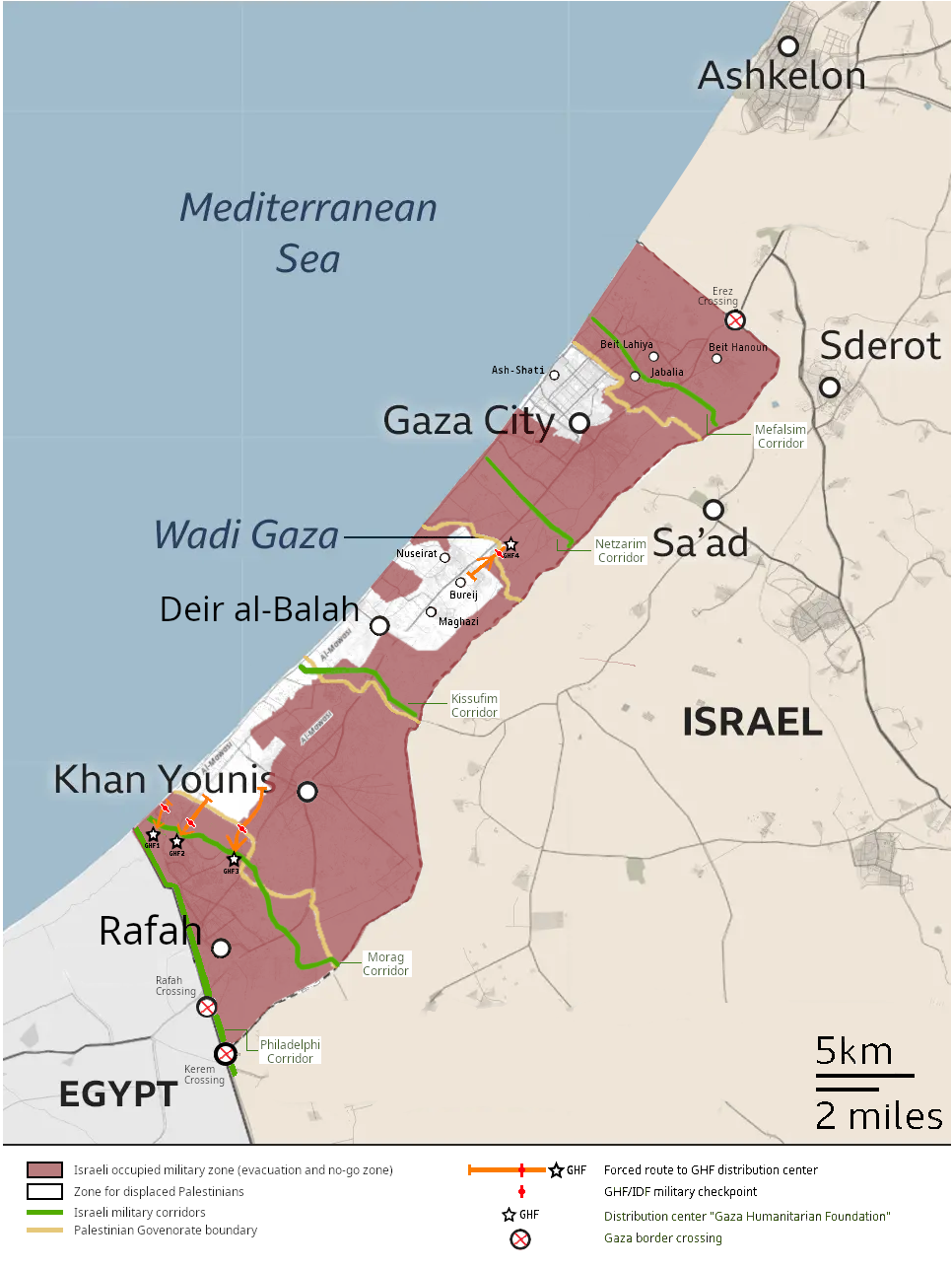
Carte de la situation en juin 2025.

Le même jour, Israël lance l'opération Épées de fer (en hébreu : מִבְצָע חַרְבוֹת בַּרְזֶל ; Mivtsa' haravot barzel), comprenant des bombardements aériens, le renforcement du blocus de la bande de Gaza déjà établi depuis 2007, et la fermeture de l'enclave aux journalistes étrangers. À partir du 13 octobre, Israël entreprend une invasion terrestre de la bande de Gaza, s'intensifiant à partir du 27 octobre, alors que des roquettes palestiniennes continuent d'être tirées sur Israël. Dans l'histoire des Palestiniens, le nombre de morts provoqués par les opérations militaires israéliennes est d'une ampleur inédite. Au 14 août 2025, l'UNICEF comptabilise plus de 61 000 morts palestiniens, dont au moins 18 000 enfants ; plus de 154 000 blessés, dont plus de 45 000 enfants ; et plus de 11 200 disparus. Selon les Nations unies, 70 % des personnes tuées sont des enfants et des femmes. Le nombre de Palestiniens tués par jour atteint des niveaux très élevés comparés aux conflits récents, en Irak, en Syrie et en Ukraine. Il s'explique par l'intensité des bombardements israéliens, supérieure à celle observée durant toutes les guerres y compris la Seconde Guerre mondiale. Israël impose le déplacement de plus de 1,9 million de personnes, soit 85 % de la population de Gaza, du nord vers le sud, rappelant la Nakba de 1948, déplacement forcé de population qui a fait, de 711 000 Palestiniens, des réfugiés. L'Organisation des Nations unies dénonce un risque de génocide palestinien.
Une crise humanitaire est provoquée par le siège militaire imposé par Israël à la bande de Gaza qui était déjà sous blocus depuis 2007. L'acheminement d'eau potable, de nourriture et d'électricité est interrompu par Israël, ce qui entraîne une pénurie de produits d'hygiène et de médicaments. À partir de fin décembre, Gaza est menacée par la famine : 93 % de ses habitants sont « en situation d'insécurité alimentaire aiguë », selon le Programme alimentaire mondial. 92 % des bâtiments résidentiels sont détruits à Gaza. Parmi les trente-six hôpitaux de Gaza, 24 cessent de fonctionner. Du matériel médical et des ambulances sont détruits, et beaucoup de personnel soignant est tué. Les conditions sanitaires dans les camps de réfugiés sont catastrophiques, d'où des risques épidémiques.
La guerre s'étend dans la région du fait de la guerre entre Hezbollah et Israël ; l'évacuation des zones frontalières est massive dans les deux pays. Israël entreprend de nombreuses incursions en Cisjordanie. Les États-Unis envoient deux porte-avions dans la région, et l'intervention des houthis yéménites par le biais de tirs de missiles et l'envoi de drones font craindre son internationalisation.
Le 26 janvier 2024, la Cour internationale de justice rend une décision au titre de la Convention pour la prévention et la répression du crime de génocide, ordonnant à Israël d'empêcher tout éventuel acte génocidaire, et d'autoriser l'accès humanitaire à Gaza. En novembre 2024, la Cour pénale internationale émet des mandats d'arrêt pour crimes de guerre et crimes contre l'humanité contre le Premier ministre israélien Benyamin Netanyahou et son ancien ministre de la Défense Yoav Gallant, ainsi que contre Mohammed Deïf, commandant de la branche armée du Hamas qu'Israël déclare avoir éliminé lors d'un raid aérien à Al-Mawasi.
Un cessez-le-feu est conclu entre Israël et le Hamas le 15 janvier 2025, effectif à partir du 19 janvier suivant. Tsahal procède à des bombardements massifs le 18 mars 2025, rompant ainsi officiellement le cessez-le-feu.
Depuis janvier 2025, Israël a étendu ses buts de guerre au « renforcement des opérations offensives » et sa politique de colonisation en Cisjordanie occupée. Dans le même temps, Israël agrandit son occupation du territoire syrien tout en ayant bombardé la plupart des infrastructures militaires et se lance dans une guerre avec l'Iran pour détruire ses infrastructures nucléaires.

## Terminologie
La guerre en cours à Gaza est fréquemment appelée ainsi (« Guerre à Gaza ») ou guerre Israël-Gaza.
Les multiples violations du droit international, la famine imposée à une partie au moins des habitants et autres crimes de guerre incitent certaines autorités européennes et le parlement français à parler de « destruction de Gaza » tandis que d'autres, devant la volonté affichée de détruire l'ensemble des infrastructures, les déplacements forcés de la population civile, et le nombre important de civils tués, parlent de génocide à Gaza.

## Contexte

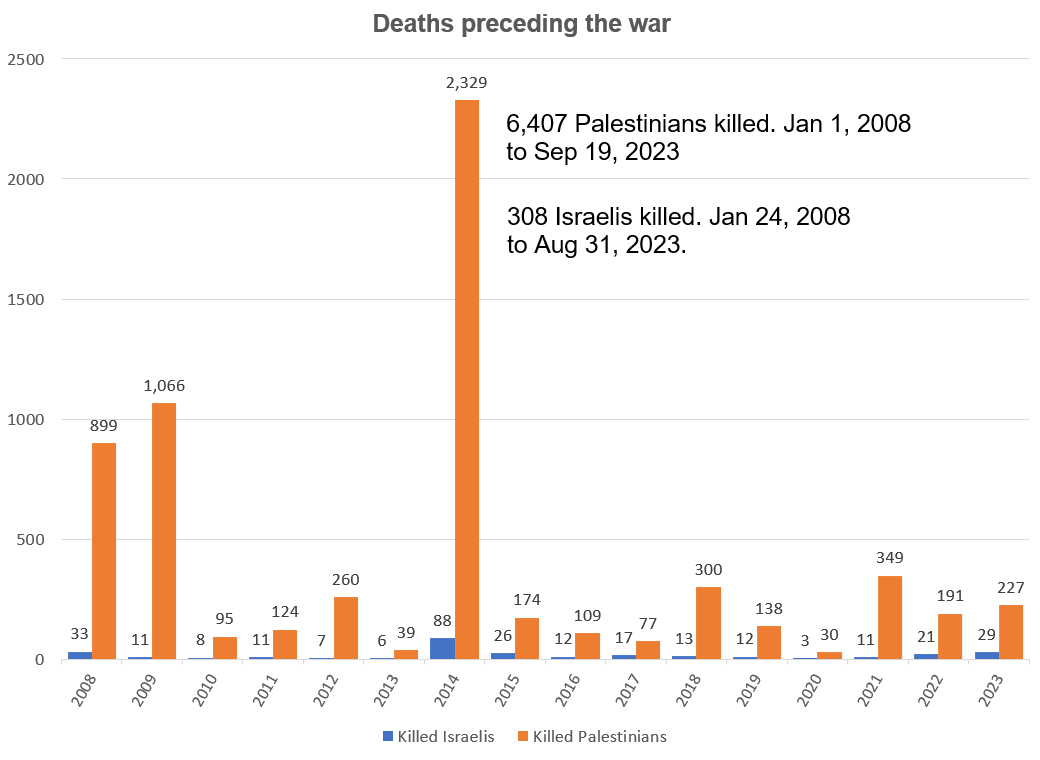
Nombre d'Israéliens et de Palestiniens tués, dans un contexte de conflit et d'occupation, avant l'attaque menée par le Hamas contre Israël en 2023,.

La guerre israélo-arabe de 1948 a conduit à l'établissement d'Israël sur la majeure partie du territoire de la Palestine mandataire, à l'exception de deux territoires disjoints, la Cisjordanie et la bande de Gaza, placés en 1948 sous le contrôle de la Jordanie et de l'Égypte respectivement. Après la guerre des Six Jours de 1967, Israël occupe les territoires palestiniens de Cisjordanie et de la bande de Gaza,. Deux soulèvements populaires des Palestiniens contre l'occupation israélienne ont lieu dans la période suivante : la première Intifada en 1987, et la deuxième Intifada en 2000. En 2005, la deuxième Intifada débouche sur le retrait unilatéral des troupes et colons israéliens de Gaza, Israël conservant le contrôle des frontières terrestres et maritimes, ainsi que de l'espace aérien.
À partir de 2007, la bande de Gaza est gouvernée par le Hamas, un groupe militant islamiste, tandis que la Cisjordanie reste sous le contrôle de l'Autorité palestinienne dirigée par le Fatah. Israël imposé un blocus de la bande de Gaza après la prise de contrôle du Hamas, qui a très largement porté préjudice à l'économie de cette enclave palestinienne,. Le blocus a été justifié par Israël par des raisons de sécurité mais les organisations internationales de défense des droits humains ont qualifié le blocus de forme de punition collective,,,,,. Du fait du blocus israélien de la bande de Gaza, 81 % de la population vit en dessous du seuil de pauvreté en 2023 selon les chiffres de l'UNRWA, et 63 % des Gazaouis sont en situation d'insécurité alimentaire, dépendants de l'aide internationale, toujours selon la même agence onusienne,.
Depuis 2007, Israël et le Hamas, ainsi que d'autres groupes militants palestiniens basés à Gaza, se sont engagés dans des conflits,,, notamment dans quatre guerres en 2008-2009, 2012, 2014 et 2021,. Ces conflits ont tué environ 6 400 Palestiniens et 300 Israéliens,,.
En 2018-2019, de grandes manifestations hebdomadaires organisées ont eu lieu près de la frontière entre Gaza et Israël, violemment réprimées par Israël, dont les forces armées ont tué des centaines de Palestiniens et fait plusieurs milliers de blessés. Peu après le début de la crise israélo-palestinienne de 2021, l’aile militaire du Hamas, les Brigades Al-Qassam, a commencé à planifier l’opération du 7 octobre 2023 contre Israël,.
Les responsables du Hamas ont déclaré que l'attaque était une réponse à l'occupation israélienne, au blocus de la bande de Gaza, à la violence des colons israéliens contre les Palestiniens, aux restrictions à la liberté de mouvement des Palestiniens et à l'emprisonnement de milliers de Palestiniens, que le Hamas cherche à libérer en capturant des otages israéliens. De nombreux commentateurs ont identifié le contexte plus large de l'occupation israélienne des territoires palestiniens comme une cause de la guerre,,,,,,. L'Associated Press a écrit que les Palestiniens sont « désespérés par une occupation sans fin en Cisjordanie et un blocus étouffant de Gaza ». Plusieurs organisations de défense des droits de l'homme, dont Amnesty International, B'Tselem, et Human Rights Watch ont comparé l'occupation israélienne à l'apartheid, bien que les partisans d'Israël contestent cette caractérisation,. Un avis consultatif de la Cour internationale de justice promulgué en juillet 2024 a déclaré l'occupation illégale et a déclaré qu'elle violait l'article 3 de la Convention internationale sur l'élimination de toutes les formes de discrimination raciale, qui interdit la ségrégation raciale et l'apartheid.

## Déroulement

### Événements du 7 octobre 2023

Carte montrant la présence du Hamas en Israël le 7 octobre 2023.

Le 7 octobre 2023 à 6 h 30 du matin (heure locale), alors que les Israéliens célèbrent Sim'hat Torah, le Hamas lance plusieurs milliers de roquettes Qassam sur l'ensemble du territoire israélien, de Dimona au sud jusqu'à Wadi Ara au nord, et à Jérusalem à l'est du pays, tandis que les positions et localités israéliennes proches de la frontière sont continuellement bombardées d'obus de mortier. Mohammed Deïf, commandant des brigades Izz al-Din al-Qassam, appelle les Arabes israéliens ainsi que les musulmans du monde entier à se joindre à la lutte.

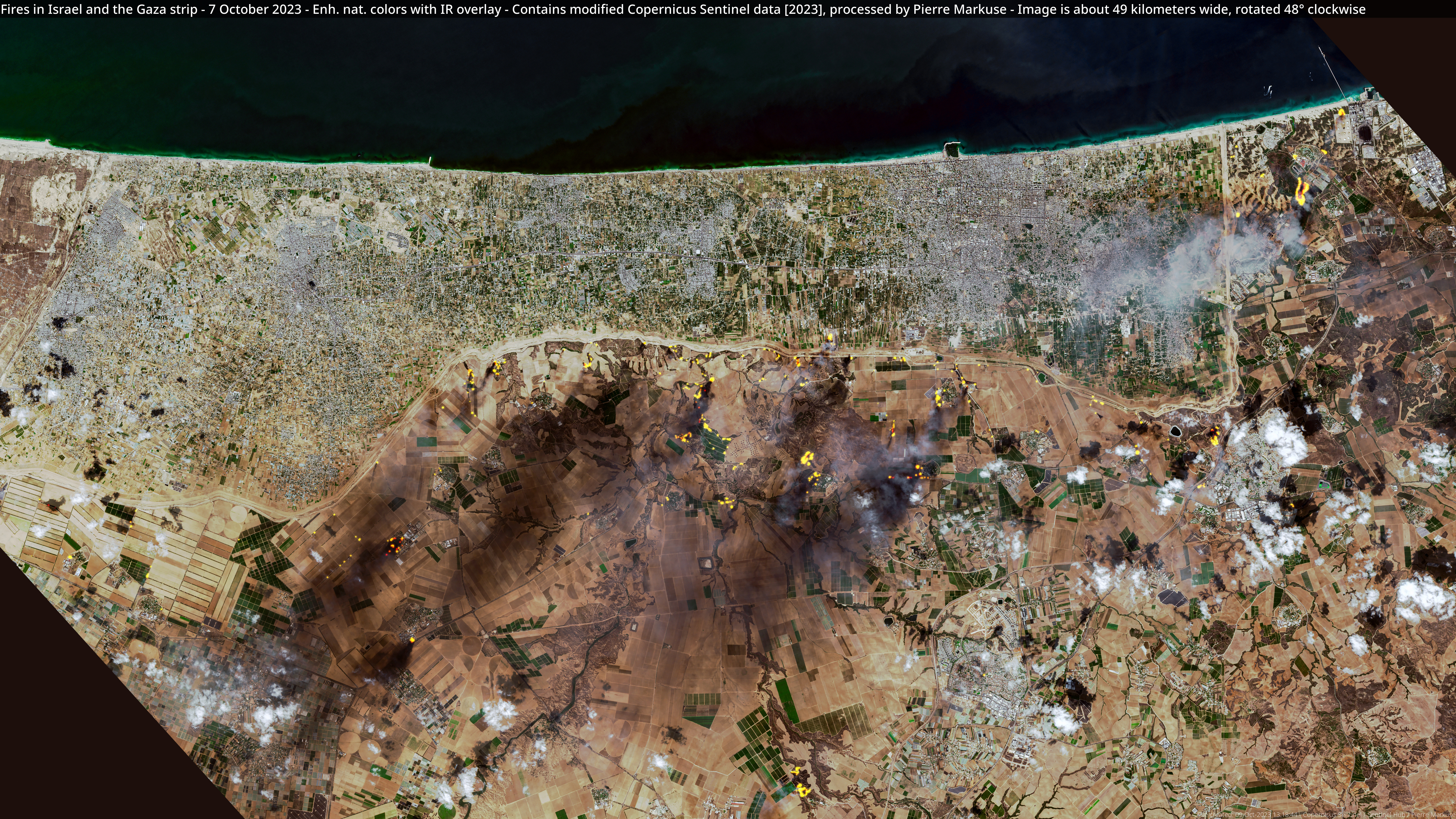
Image satellite prise le 7 octobre 2023, montrant les incendies en Israël autour de la bande de Gaza.

Ces tirs qui font plusieurs victimes, notamment dans les villages bédouins du Néguev,, permettent à environ 200 paramilitaires motorisés de la force Nukhba, division d'élite des brigades Izz al-Din al-Qassam, de se ruer sur la barrière entre la bande de Gaza et Israël ; équipés d'armes légères et lourdes, de roquettes antichars et de grenades, ils sont informés à ce moment qu'il ne s'agit pas d'un exercice, et la font exploser en plus de vingt points de passage, pendant que des drones de combat font éclater les caméras de surveillance sur la clôture, et que des dizaines de paramoteurs palestiniens traversent la frontière par voie des airs. La barrière est défoncée au bulldozer, des centaines de miliciens pénètrent par escouades de quinze dans huit avant-postes de Tsahal, qui sont rapidement conquis tandis que les soldats israéliens sont exécutés ou pris en otages. Les membres de la force Nuhba désactivent les lignes électriques et générateurs près de la clôture, privant Tsahal de tout moyen de communication et d'observation. Une autre vague d'environ 500 combattants motorisés — dont certains vêtus d'uniformes de l'armée ou de la police israéliennes —, se rend alors vers des cibles désignées d'avance pour se livrer au massacre de civils, aux incendies et au pillage d'habitations. Des civils gazaouis traversent aussi la frontière.
Bénéficiant de renseignements de qualité, de radios et de cartes, les assaillants envahissent plus de vingt localités de l'enveloppe de Gaza par voie de terre — à l'aide de tracteurs, camions, fourgonnettes et motos —, de mer et par les airs,, dont les villes de Sdérot et d'Ofakim. À Zikim, se trouve un kibboutz et la base militaire Bahad 4, qui sert à l'entraînement des nouvelles recrues de Tsahal pour constituer des bataillons de sauvetage, qui est déclarée infiltrée et perdue par Tsahal à 7 h tandis que des civils armés dont un officier en congé, repoussent l'assaut du Hamas sur le kibboutz. À Sdérot, les assaillants conquièrent le commissariat mais se heurtent à la résistance farouche des policiers, qui limitera relativement le nombre de pertes civiles.[réf. nécessaire] Les troupes du Hamas se rendent en revanche maîtres de plusieurs villes et kibboutz frontaliers, et l'attaque soigneusement planifiée contre Israël se transforme en un déchaînement de violence et de pillage, où plus de mille civils — Israéliens et étrangers, juifs et non-juifs, hommes et femmes, jeunes et vieux (y compris des rescapés de la Shoah) — sont massacrés à Nir Oz, à Holit, à Be'eri, à Nahal Oz, à Nir Itzhak, à Ein Hashlosha, à Netiv HaAssara, à Kfar Aza, à Nirim, à Kissoufim et au festival de musique de Réïm, où le nombre de victimes semble avoir été le plus important. Quelques heures plus tard, dix fourgons armés de Palestiniens attaquent la division Réïm et éliminent les soldats mais ils ne parviennent pas à s'emparer du QG souterrain, d'où le commandement de la division de Gaza tente d'organiser une riposte.

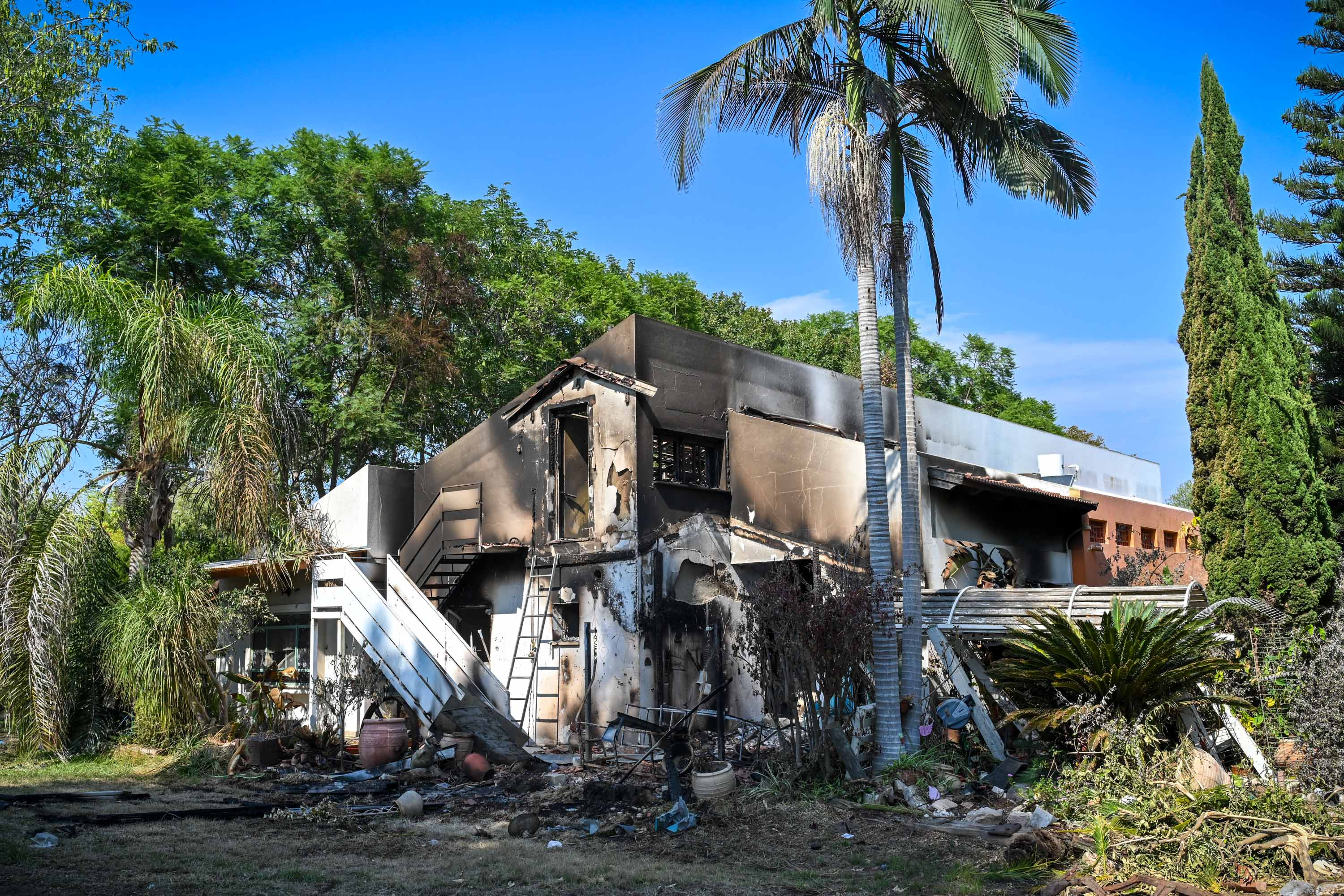
Scène de destruction au kibboutz Be'eri, après l'attaque.

Équipés de caméras d'action ou de portables, les assaillants palestiniens filment leurs actes et atrocités, qu'ils déversent sur les réseaux sociaux, tant dans le cadre d'une guerre de communication et de recrutement des Arabes israéliens, que d'une guerre psychologique contre le reste de la population israélienne,.
À 10 heures, le Premier ministre Benyamin Netanyahou s'adresse à la nation pour déclarer le pays en guerre ; il appelle les chefs des partis d'opposition de la Knesset à former un gouvernement d'union nationale d'urgence et un cabinet de guerre pour la durée de celle-ci. À 10 h 34 du matin (heure locale), la contre-attaque militaire nommée opération Épées de fer est lancée, avec des bombardements sur la bande de Gaza et une reprise du contrôle du territoire israélien. 
Aux équipes de réserve locales qui tentent de contenir les assaillants qui déferlent en vagues sur leurs localités, se joignent les unités d'élite de Tsahal, dont la Sayeret Matkal, la Shayetet 13, l'unité Shaldag et la brigade Oz (en), ainsi que la police, les gardes-frontières et le Shin Bet. Cependant, débordée par le nombre de fronts et d'embuscades où ses forces sont décimées, cette aide « s'effondre sous [les] yeux » du Hamas et arrive souvent trop tard sur lieux pour empêcher les exactions que des assaillants palestiniens ont perpétrés sur les civils : l'armée israélienne et des organisations paramédicales dont ZAKA, ont retrouvé des corps d'hommes, femmes, enfants, bébés et vieillards, décapités, énucléés, démembrés, émasculés, calcinés ou carbonisés,,. Les autorités israéliennes ont récolté des témoignages de viols de guerre. En outre, plus de 200 personnes sont enlevées,, — plus que prévu, selon Ali Barakeh — car une récompense de 10 000 dollars et d'un appartement a été promise pour qui ramènerait un otage dans la bande de Gaza,.
Dans la soirée, une autre salve d'environ 150 roquettes est lancée depuis Gaza vers le centre d'Israël, avec des explosions signalées à Yavné, Givatayim, Bat Yam, Beit Dagan, Tel Aviv et Rishon LeZion ; le ministre israélien de l'Énergie, Israël Katz, signe au même moment un décret ordonnant à Israel Electric Corporation de « cesser [sa] fourniture d'électricité à Gaza ».
Au terme du 7 octobre 2023, au terme de la contre-offensive israélienne qui a permis de reconquérir la base de Réïm, le Hamas et ses alliés contrôlent sept communautés ainsi que le poste-frontière d'Erez par lequel d'autres combattants continuent d'entrer en Israël,, en ayant emprunté un vaste tunnel qui sera trouvé trois mois plus tard par l'armée israélienne.

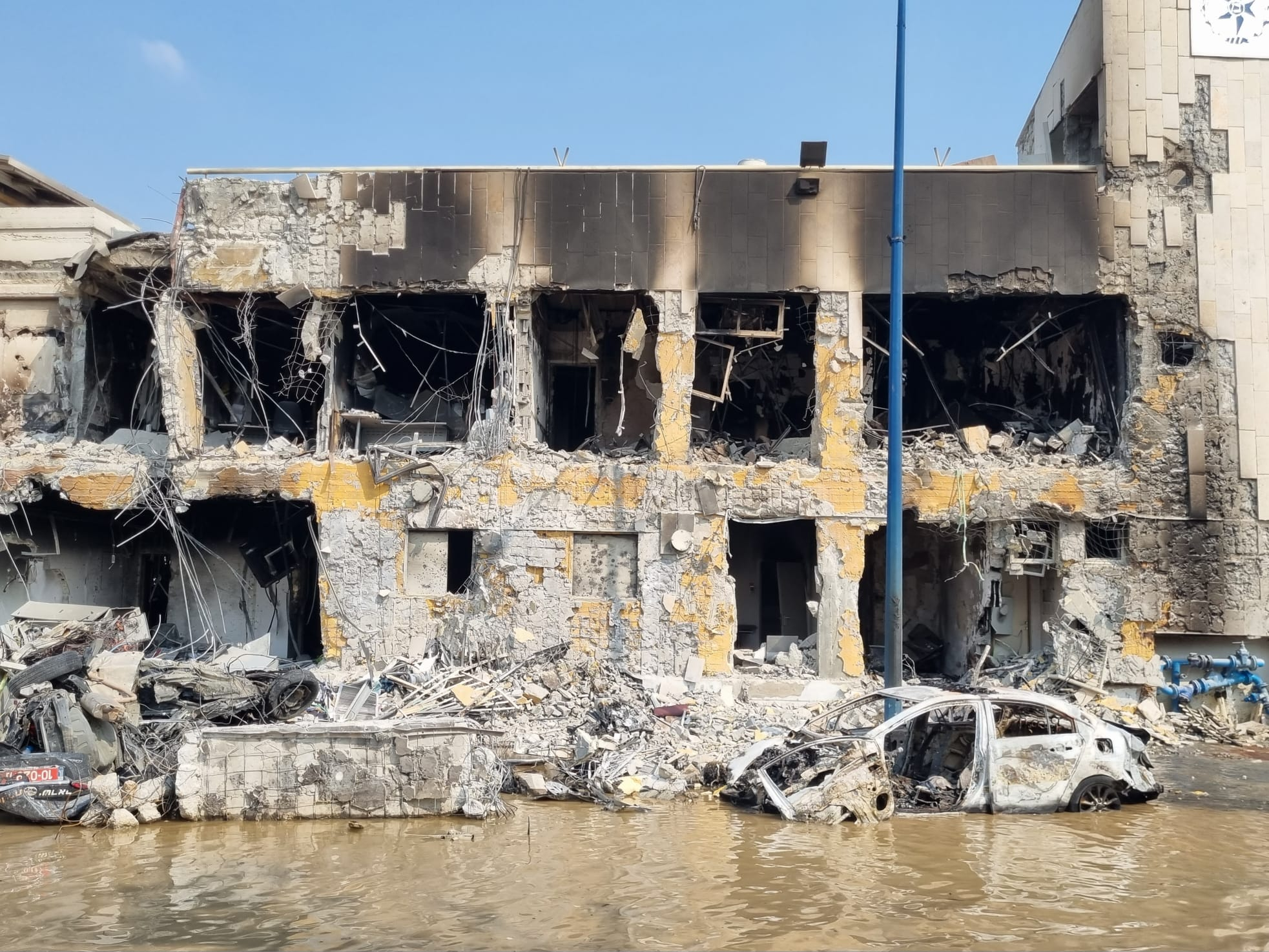
Vestiges du commissariat de Sdérot, détruit par des frappes et des bulldozers (8 octobre 2023).

Ce qui avait commencé comme un jour de fête s'est terminé par la journée la plus meurtrière en Israël depuis la fondation de l'État, 75 ans plus tôt, avec un bilan qui ne cesse de gonfler — de 250 lors des premières estimations, on passe à 1 400 morts au bout d'une semaine, dont plusieurs centaines de militaires, plusieurs dizaines de policiers et dix agents du Shin Bet (il sera établi en novembre que quelque 200 corps sont ceux de miliciens palestiniens, ramenant le nombre de victimes israéliennes ou étrangères aux environs de 1 140) —, et un nombre d'otages et de prisonniers tout aussi inédit dans les annales du pays, dont certains se sont barricadés dans les zones envahies tandis que d'autres ont déjà été transférés dans les tunnels du Hamas et serviront, vraisemblablement, de boucliers humains.

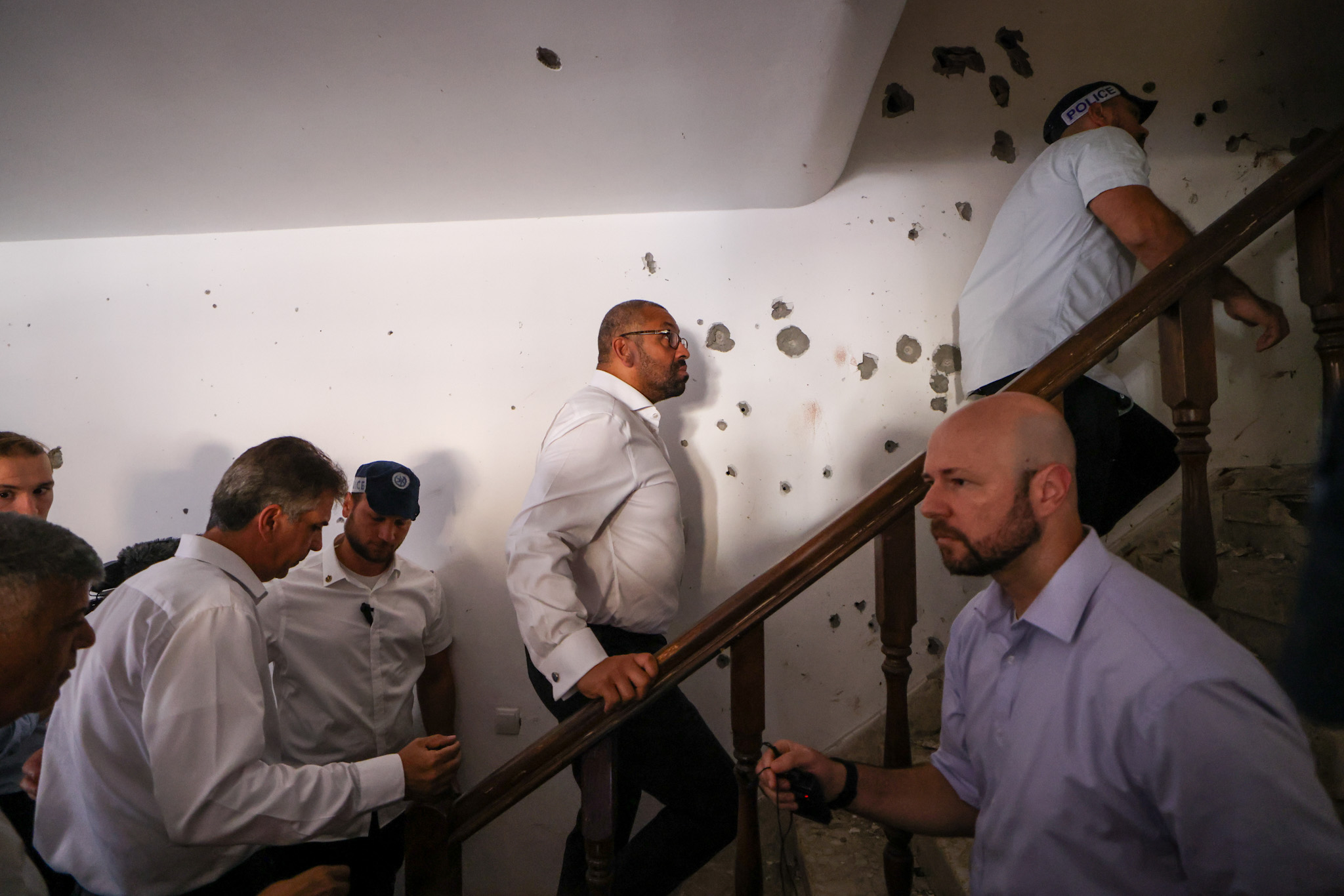
James Cleverly visite la maison mitraillée du couple Edri à Ofakim, le 11 octobre 2023.

Les blessés sont transportés dans les hôpitaux Soroka (en), Kaplan, Shamir, Sheba et Barzilaï. Les corps sont transportés jusqu'aux morgues où le travail d'identification se poursuit plus d'un mois après les évènements. Pour identifier les corps des victimes devenus méconnaissables et les rendre à leurs familles, diverses techniques de médecine légale sont utilisées, dont la reconnaissance faciale et la génétique,,,,.
Israël appréhende par ailleurs l'ouverture d'un front supplémentaire au nord et à l'est voire d'un front intérieur dans les villes mixtes, comme en 2021. Il existe des parallèles entre l'attaque du 7 octobre et celles de la guerre de Kippour cinquante ans plus tôt : attaque-surprise, faillite du renseignement, demande de comptes et limogeage des responsables, visant en particulier la personne déjà polarisée de Benyamin Netanyahou. Ce dernier appelle à une « seconde guerre d'indépendance ».
Des combats ont lieu dans la région israélienne proche de la bande de Gaza, sur la plage de Zikim. À Sdérot, un commissariat de police est pris par des miliciens palestiniens puis détruit. D'autres combats ont lieu dans les petites villes d'Ofaqim et de Netivot, dans les villages ou kibboutzim de Nahal Oz, Magen, Kfar Aza, Be'eri, kibboutz de 1 200 habitants resté pendant dix-sept heures sous le contrôle du Hamas.
Le 9 octobre, le Hamas tire à nouveau sur Jérusalem et Tel Aviv, et une roquette atterrit près d'un terminal de l'aéroport Ben Gourion. Le lendemain, des roquettes sont lancées sur Tel Aviv et Ashkelon, également le 11 octobre, ce qui oblige le ministre britannique des Affaires étrangères, James Cleverly, en visite dans la ville d'Ofaqim (près de Beer-Sheva), à se mettre à l'abri.
Les semaines suivantes, le sud d'Israël et ses infrastructures très majoritairement civiles restent bombardés par les roquettes venues de Gaza, et ensuite de sa frontière nord,.
Le même jour, Benjamin Netanyahu et son rival de l'opposition Benny Gantz annoncent s'être mis d’accord pour créer un gouvernement d'union nationale d'urgence et un cabinet de guerre pour la durée de celle en cours.
Pour sa part, Ismaël Haniyeh, chef du bureau politique du Hamas, se félicite de la victoire palestinienne avec d’autres responsables du Hamas, dans ses locaux à Doha, capitale du Qatar. Le 14 octobre, Ismaël Haniyeh rencontre, au Qatar, le ministre iranien des Affaires étrangères Hossein Amir Abdollahian. Ce dernier évoque un éventuel « élargissement du conflit » si le « régime sioniste » s'attaque à la population de Gaza.

### Opérations militaires israéliennes

#### Bombardement du nord de Gaza et blocus

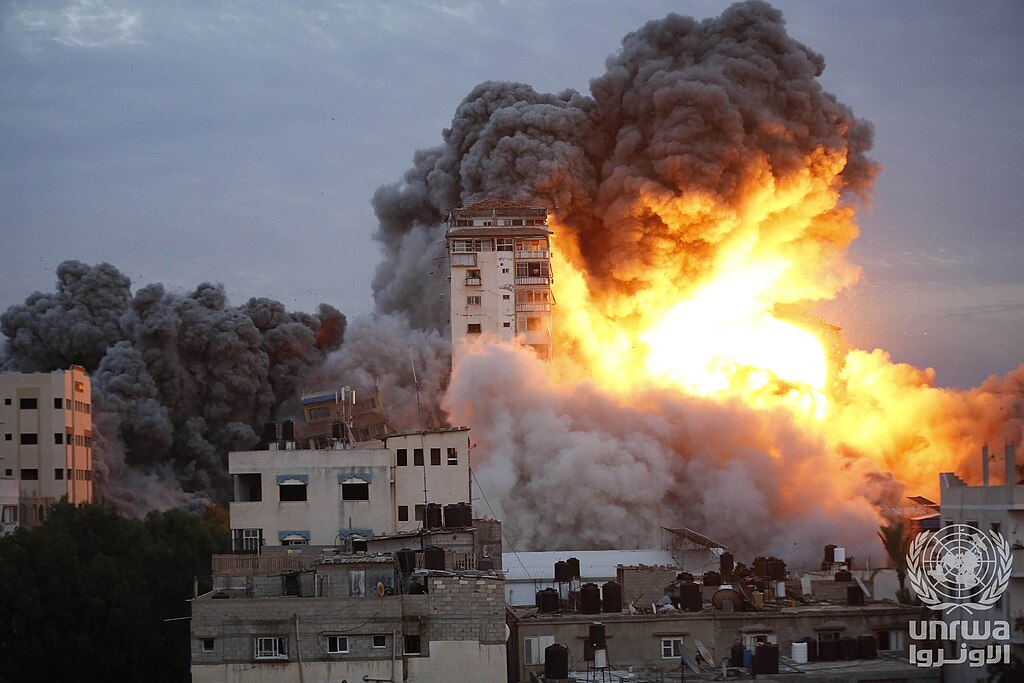
Destruction d'une tour résidentielle à Gaza à la suite d'un bombardement israélien le matin du 8 octobre 2023-.

Le 8 octobre, tandis qu'une roquette Qassam frappe le centre médical Barzilaï à Ashkelon malgré la protection du Dôme de fer, et que cent autres sont lancées sur Sdérot,,, l'armée israélienne bombarde la bande de Gaza, visant selon les autorités locales, de nombreuses infrastructures dont des écoles, mosquées, hôpitaux ainsi que des quartiers résidentiels, identifiées par Israël comme « cibles terroristes »,. Le Hamas, qui détient 240 otages dont des enfants, des personnes âgées et des jeunes capturés lors du festival Nova de musique de Réïm, menace de commencer à les tuer à chaque attaque israélienne non précédée d'un avertissement (roof knocking) sur des civils dans la bande de Gaza.

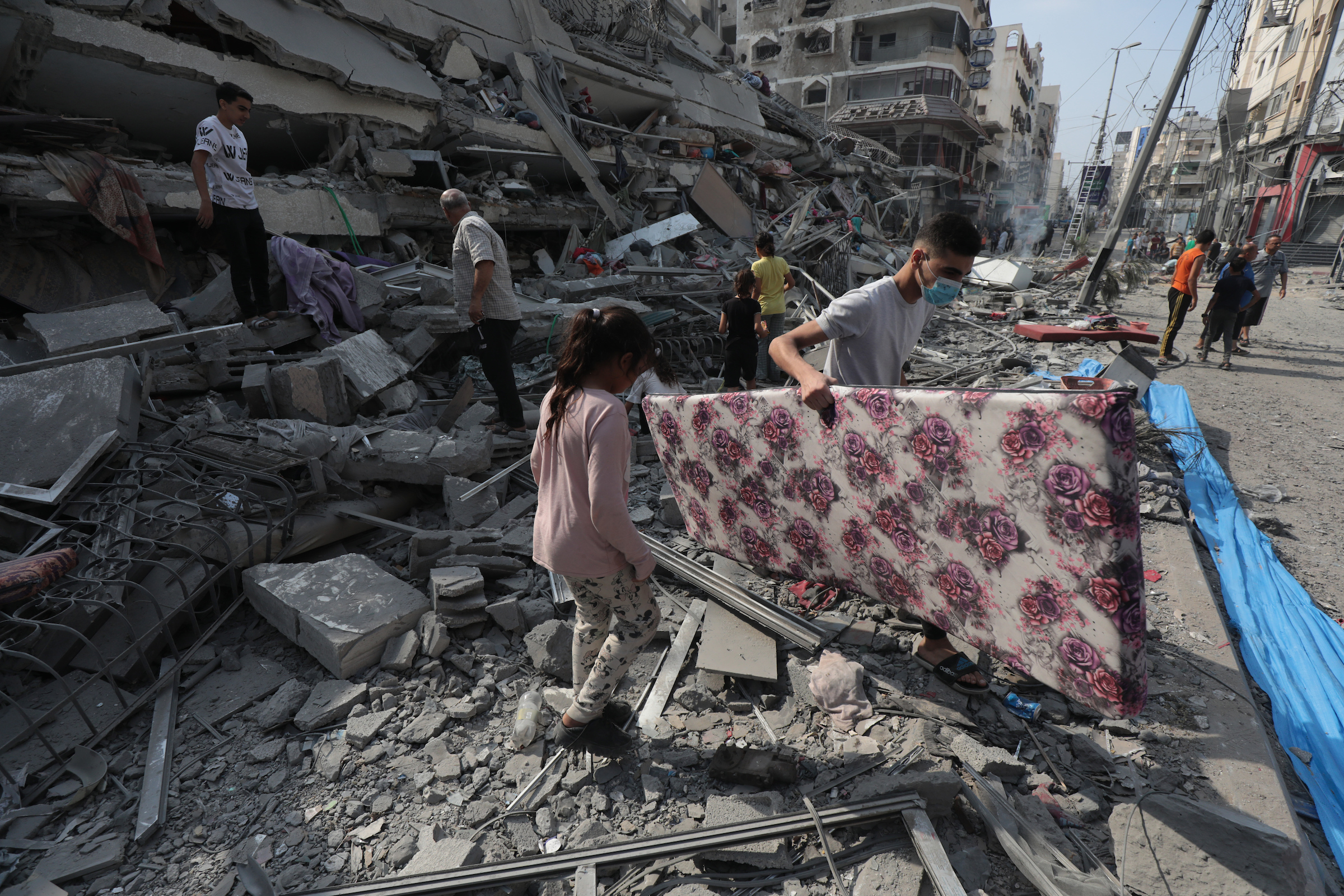
Destruction dans la bande de Gaza le 8 octobre 2023.

Le 9 octobre 2023, Yoav Gallant, ministre de la Défense d'Israël, annonce un « siège complet » de la bande de Gaza où vivent 2,3 millions de Palestiniens, avec la suppression de l'approvisionnement, de l'eau potable, du gaz et de l'électricité. Yoav Gallant justifie ce blocage en indiquant : « Nous combattons des animaux et nous agissons en conséquence ». Le ministère de la Défense annonce la mobilisation de 300 000 réservistes de l'armée. L'Organisation des Nations unies considère que le « siège complet » de la bande de Gaza est prohibé par le droit international humanitaire et s'y oppose, tout comme l'Union européenne.
Parallèlement, une quinzaine de villes et villages israéliens sis dans l'enveloppe de Gaza sont évacués en 24 heures de leurs quelque 200 000 résidents, selon un plan appelé Safe Distance,.
Le 12 octobre 2023, le lancement d'une offensive terrestre dans la bande de Gaza est annoncé comme imminent. Le même jour, Israël avertit qu'il n'y aura pas d'exception humanitaire à son blocus de la bande de Gaza tant que tous les otages n'auront pas été libérés.
Le 13 octobre 2023, Tsahal demande à 1,1 million de civils gazaouis vivant au nord du Wadi Gaza, d'évacuer la zone pour le sud de la bande de Gaza, sous 24 heures. Le porte-parole du secrétaire général des Nations unies, Stéphane Dujarric, estime « impossible qu'un tel déplacement de population ait lieu sans provoquer des conséquences humanitaires dévastatrices ». Le Hamas demande à la population de rester sur place pour éviter une seconde Nakba. Le Croissant-Rouge palestinien rejette également l'ultimatum, ses volontaires ne se résignant pas à « abandonner les plus nécessiteux ». Le 13 octobre, un convoi humanitaire de civils gazaouis suivant l'ordre d'évacuation est atteint par une explosion sur l'itinéraire d'évacuation tracé par Tsahal ; au moins 70 personnes sont tuées et 200 autres blessées,,, les deux belligérants s’accusant l'un l'autre soit via une frappe de l'aviation israélienne ou part l'explosion d'une voiture piégée par le Hamas.
Six milles bombes sont larguées par Israël pendant les six premiers jours de guerre, plus que par les États-Unis en un an en Afghanistan et le double employées par la coalition contre l'État islamique sur un mois.
Un document d'orientation du Shin Bet, datant du 13 octobre 2023, partagé par WikiLeaks le 30 octobre, préconise le déplacement des habitants de Gaza vers le Sinaï, en établissant d'abord des villes de campements dans cette région, suivi de la construction de villes dans le nord du Sinaï. Le document suggère que l'Égypte devrait accepter les déplacés en vertu du droit international humanitaire, et Israël devrait promouvoir une initiative diplomatique pour obtenir le soutien d'autres pays pour accueillir les personnes évacuées. Le ministère envisage également des campagnes de communication pour convaincre la population de Gaza de l'absence de perspectives de retour dans un avenir proche.
Le 17 octobre 2023, l'annonce d'une explosion dans la cour extérieure de l'hôpital Al-Ahli Arabi à Gaza et qui aurait fait entre 50 et 500 morts voire 800, provoque l'ire de nombreux manifestants dans le monde. Les deux parties, Israël et Hamas, s'accusent mutuellement de cette frappe mais selon Human Rights Watch, s'appuyant sur les analyses des vidéos, il paraît peu probable que cette explosion soit due à un bombardement israélien mais plutôt à une roquette palestinienne. Différentes enquêtes d'Associated Press, Libération, Le Monde, CNN ou Wall Street Journal relaient la confirmation d'un tir palestinien,. Après avoir accusé Israël de cette frappe, la BBC admet qu'il était « erroné de spéculer » qu'Israël était à l'origine de l'explosion de l'hôpital gazaoui. De la même façon, le New York Times admet qu'il s'est « trop fortement appuyé » sur les allégations du Hamas dans son rapport initial sur l'explosion de l'hôpital de Gaza. La France par la voix de la Direction du renseignement militaire français (DRM) tente également de corriger l'« emballement médiatique » avec une dépêche à l'AFP affirmant que « rien ne permet de désigner une frappe israélienne » - trop tardive, selon un chercheur à Sciences Po. Le bilan humain de cette frappe dans le parking de l'hôpital, qui n'a causé aucun dommage structurel aux bâtiments, mais transmis par des organes ou médias affiliés au Hamas puis repris dans le monde, passe de plusieurs centaines de morts à 100 à 300 selon l'agence Reuters et quelques dizaines, selon l'AFP,.
Dans une interview donnée le 24 octobre sur une chaîne libanaise, le vice-ministre des Affaires étrangères et porte-parole du Hamas, Ghazi Hamad, déclare que « le déluge d'Al-Aqsa [du 7 octobre] n'est que la première fois, et il y en aura une deuxième, une troisième, une quatrième… Nous sommes appelés une nation de martyrs (chahid), et nous sommes fiers de sacrifier des chahids ». Il ajoute qu'Israël est un pays qui n'a pas sa place sur terre : « Nous devons éliminer ce pays, car il constitue une catastrophe sécuritaire, militaire et politique pour la nation arabe et islamique ».

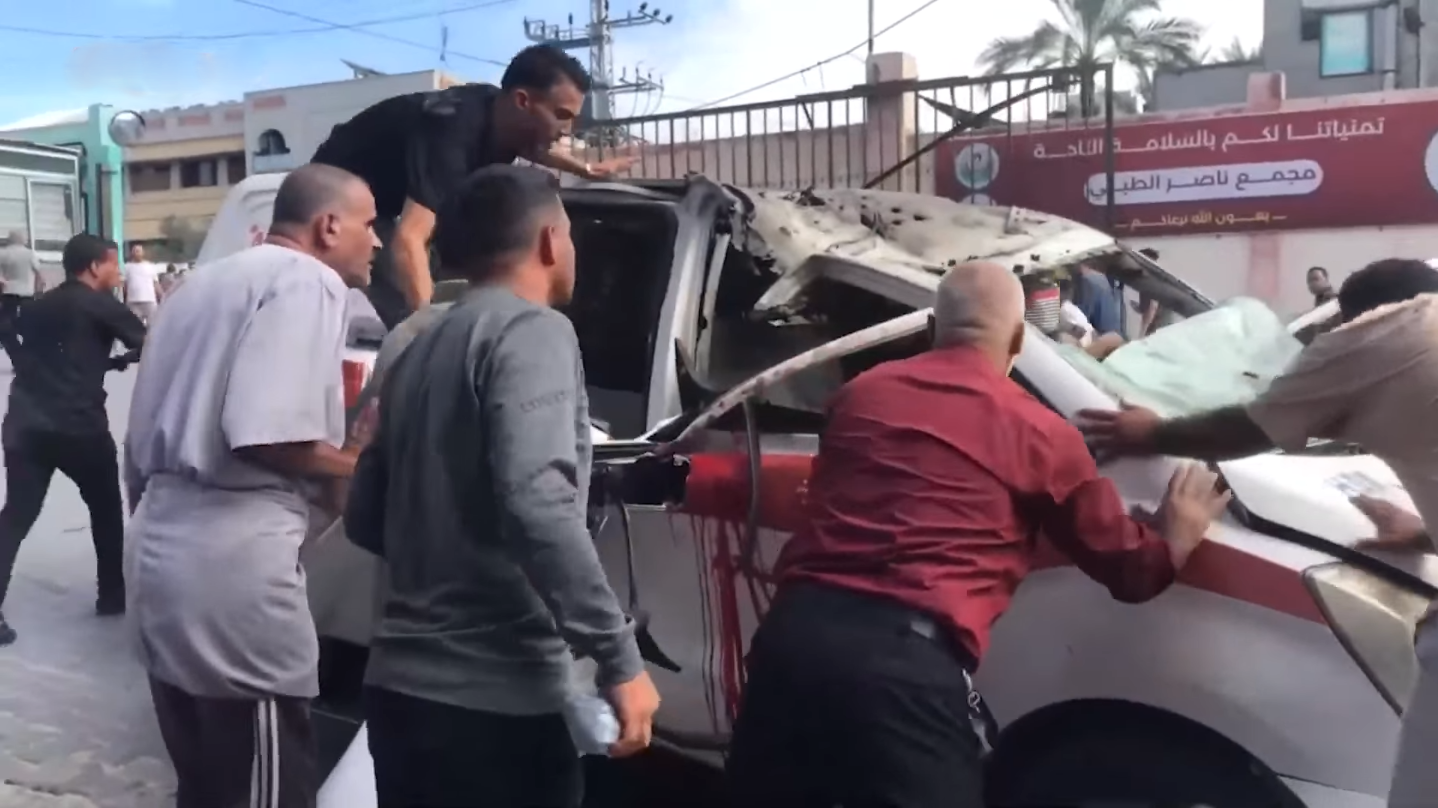
Une ambulance du Croissant-Rouge palestinien touchée par un missile israélien à Khan Younès.

Comme demandé par le président américain, des convois d'aide humanitaire venus d'Égypte commencent à pénétrer le 21 octobre 2023 dans la bande de Gaza par le poste-frontière de Rafah. À la suite d'une conversation entre Joe Biden et Benyamin Netanyahou, la bande de Gaza, assiégée par l'armée israélienne, peut bénéficier d'un « flux continu » d'aide humanitaire, alors qu'un troisième convoi d'aide humanitaire pénètre le 23 octobre dans la bande de Gaza. Au 29 octobre, ce sont 117 camions d'aide humanitaire qui sont entrés dans l'enclave. Les jours suivants, l'aide humanitaire internationale augmente. Le 13 novembre, 756 camions d'aide humanitaire sont passés depuis le 21 octobre.
Entre le 10 et le 31 octobre, l'armée israélienne tue une trentaine de figures (dirigeants politiques, cadres du parti, chefs de la branche armée…) parmi les hauts responsables du Hamas qu'elle cible aux fins d'anéantir l'organisation terroriste à l'origine des massacres du 7 octobre et de précédentes agressions sur son sol.
Le 31 octobre, l'armée israélienne tue 106 civils, dont 54 enfants, en bombardant un immeuble d'habitation à Gaza. Human Rights Watch indique n'avoir « trouvé aucune preuve qu'une cible militaire se trouvait à proximité du bâtiment au moment de l'attaque, ce qui signifie qu'il s'agissait d'une frappe (arbitraire) et illégale en vertu des lois de la guerre ».
Le 2 mai 2025, un navire de la flottille de la liberté transportant de l’aide humanitaire est attaqué par un drone israélien dans les eaux internationales, près de Malte.

#### Début de l'invasion de Gaza

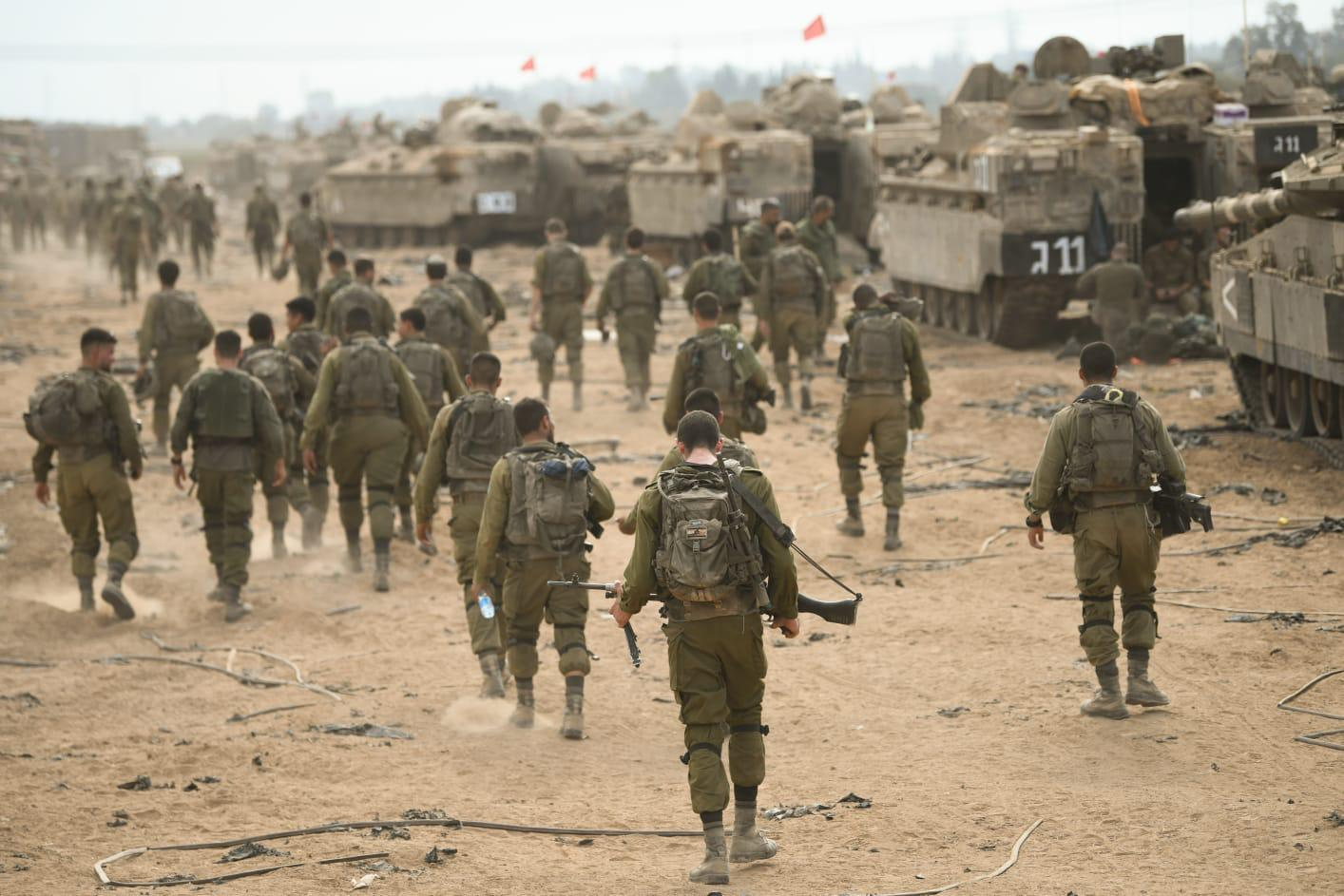
Soldats israéliens se préparant pour l'offensive terrestre le 29 octobre 2023.

Le 27 octobre 2023, l'armée israélienne annonce entrer dans la « deuxième phase de sa guerre contre le Hamas ». Dans la nuit menant au 28 octobre, elle intensifie « de manière significative » ses attaques sur Gaza avec une offensive terrestre frappant « 150 cibles souterraines », et accuse le Hamas d'utiliser les hôpitaux civils de Gaza et particulièrement celui d'Al-Shifa comme quartier général militaire, d'où il pomperait ses provisions (fuel, oxygène, eau et électricité) « destinées à l'hôpital pour mener ses opérations terroristes »,. Le Hamas, ainsi que plusieurs médias arabes récusent ces affirmations.
Le lendemain, après avoir reçu les familles des otages, Benyamin Netanyahou aux côtés de Yoav Gallant et Benny Gantz, membres du gouvernement d'union nationale, s'adresse à la nation lors d'une conférence de presse et confirme que les opérations terrestres en cours constituent la seconde phase d'une « guerre longue et difficile » et que vaincre le Hamas constitue un « défi existentiel ». Il appelle à nouveau les civils de Gaza « à continuer à évacuer vers le sud » de l'enclave et il promet « que toutes les possibilités seront explorées pour ramener à la maison [les otages]. Leur captivité est un crime contre l’humanité ». Le 30 octobre, Netanyahou répète son refus d'un éventuel cessez-le-feu qui serait « une reddition face au Hamas » ; sa position est soutenue par la Maison-Blanche.
Des chars israéliens sont aperçus momentanément pour la première fois en lisière de la ville de Gaza. Le Hamas confirme des « combats intenses » au nord de la ville.
L'évacuation lente de blessés palestiniens et civils bi-nationaux s'effectue par le poste-frontière de Rafah vers l'Égypte mais pour cela, Israël doit approuver la liste de blessés qui est transmise par les autorités du Hamas à celles d'Égypte.

#### Intensification des combats terrestres et des bombardements

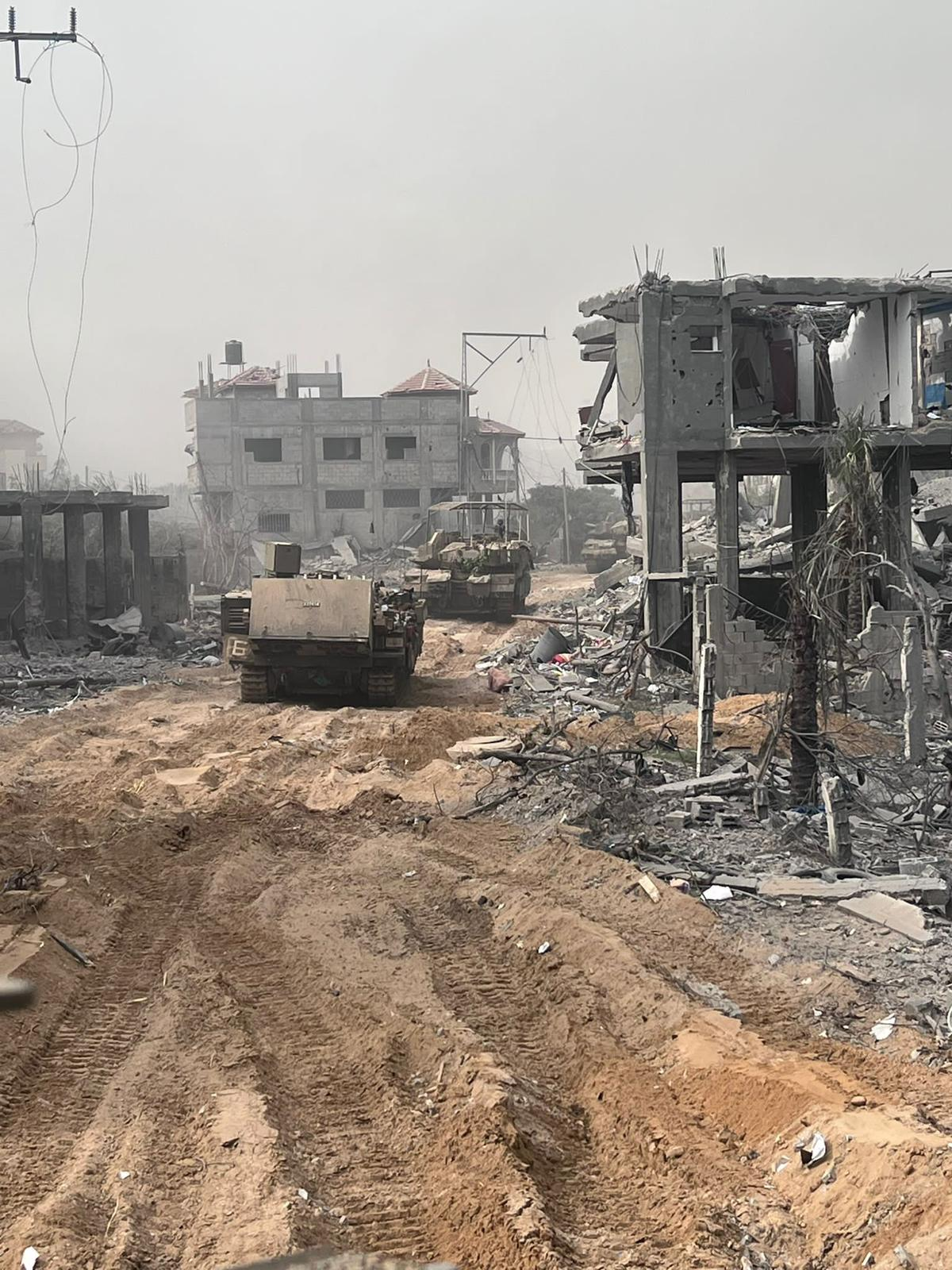
Tanks israéliens dans la bande de Gaza le 31 octobre 2023-.

Le 30 octobre, 24e jour de la guerre, Benyamin Netanyahou annonce que la riposte israélienne est entrée dans sa « troisième phase ». Elle étend son incursion terrestre précédente dans la bande de Gaza par étapes méthodiques, par un positionnement des troupes de Tsahal « équipées de véhicules lourdement blindés, de chars, de bulldozers et de véhicules blindés de combat… dans différentes parties du nord de la bande de Gaza… qui est le centre de gravité du Hamas », pour y traquer ses « commandants » et en continuant à frapper « leurs infrastructures et chaque fois qu'il y a une cible importante », précise un lieutenant-colonel israélien.
Netanyahu réitère et justifie son refus d'un quelconque cessez-le-feu : « Tout comme les États-Unis n'auraient pas accepté un cessez-le-feu après Pearl Harbor ou le 11 septembre, Israël n'acceptera pas une cessation des hostilités après l'horrible attaque du 7 octobre… Ceci est le temps de la guerre ».
L'armée israélienne confirme parallèlement l'aggravation de la situation humanitaire à Gaza mais estime que cette situation « n'est pas de (son) fait ».
Le 31 octobre 2023, par la voix d'Abou Obaïda, le Hamas menace directement Israël et Benyamin Netanyahou : « Gaza sera un cimetière et un bourbier pour l'ennemi, ses soldats et sa direction politique et militaire » et promet au Premier ministre une « cuisante défaite » sonnant la fin de sa carrière politique.

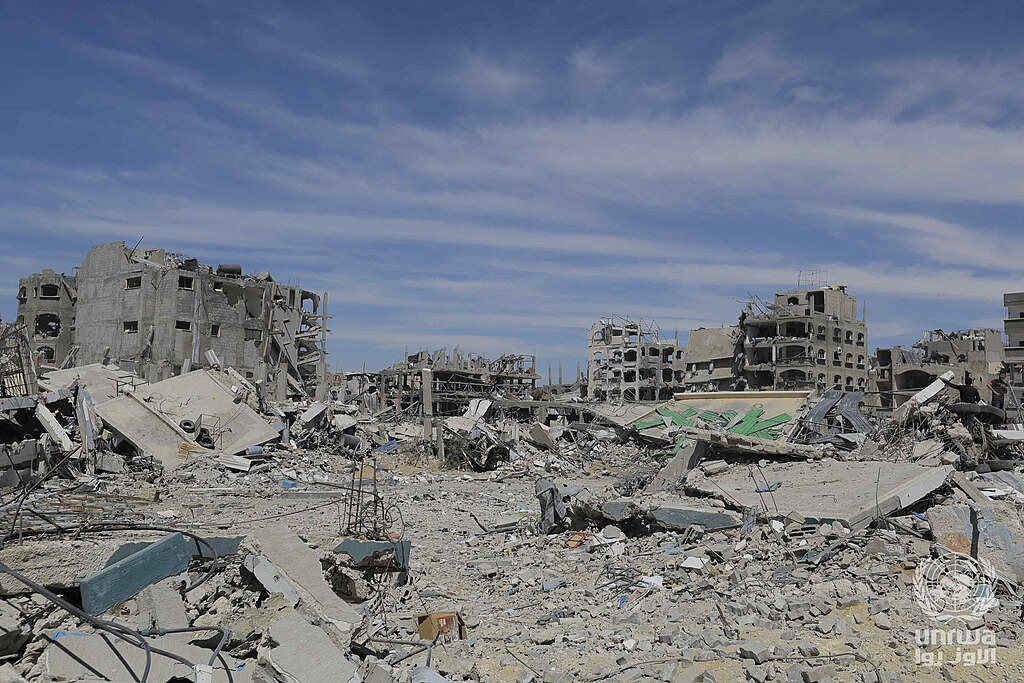
Destruction causée par les bombardements israéliens du camp de Jabaliya, le 16 octobre 2024.

Le même jour, l'armée israélienne bombarde le camp de réfugiés de Jabaliya situé au nord de la bande de Gaza faisant au moins 126 morts civils selon l'organisation indépendante AirWars, dont 69 enfants et 22 femmes, et 280 blessés. 12 à 24 combattants auraient par ailleurs été tués selon elle, tandis que Tsahal parle de « douzaines » de combattants. Tsahal revendique y avoir tué Ibrahim Biari, un haut commandant du Hamas parmi les responsables de l'attaque lancée en Israël le 7 octobre, et indique que son objectif était « les infrastructures terroristes » et le « bataillon central de Jabaliya, qui avait pris le contrôle de bâtiments civils dans la bande de Gaza ». Plus de 20 bâtiments ont été détruits. Les brigades Ezzedine al-Qassam du Hamas annoncent également la mort de sept otages dont trois étrangers dans ces bombardements.
Parallèlement, les autorisations d'exportations sont délivrées pour 303 millions d'euros d'équipements militaires allemands vers Israël, soit près de dix fois plus que les autorisations accordées il y a un an.
Le 2 novembre 2023, la ville de Gaza est totalement encerclée par l'armée israélienne et le nord de la bande de Gaza est coupé du sud,. Ce même jour, le cabinet de sécurité israélien décide que seront renvoyés à Gaza tous les travailleurs palestiniens travaillant en Israël le jour du début de la guerre, parmi les 18 500 bénéficiant d'un permis de travail, afin de couper tout lien avec cette ville.
Malgré les nombreux appels dont celui de la France et du Vatican à une véritable trêve humanitaire et ceux de cessez-le-feu après un mois de conflit, Israël refuse d'entendre ces voix tant que les otages aux mains du Hamas ne sont pas libérés, et aux fins de poursuivre sans relâche la recherche de Yahya Sinouar, le chef du groupe islamiste palestinien à Gaza et son projet d'anéantissement du Hamas dans son ensemble,. Benjamin Netanyahu déclare : « Qu'ils suppriment complètement ce terme (cessez-le-feu) du vocabulaire… Nous le disons à nos ennemis comme à nos amis. Nous continuerons jusqu'à ce que nous les battions ; nous n'avons pas d'autre choix. »
Après l'encerclement de Gaza, la bande de Gaza est coupée en deux, le 5 novembre, avec l'ambition pour Israël d'y « détruire le centre de commandement du Hamas ». Les forces de Tsahal indiquent avoir pris le contrôle d'un avant-poste du Hamas où se trouvaient des postes d'observation, des complexes d'entraînement ainsi que des tunnels utilisés par le Hamas. Selon le chercheur de l'université Columbia Stephen Biddle, l'objectif de cette scission de la bande littorale palestinienne serait pour Tsahal d'empêcher l'approvisionnement et le transfert de combattants du Hamas d'une partie vers l'autre, afin de les vaincre « pas à pas ».

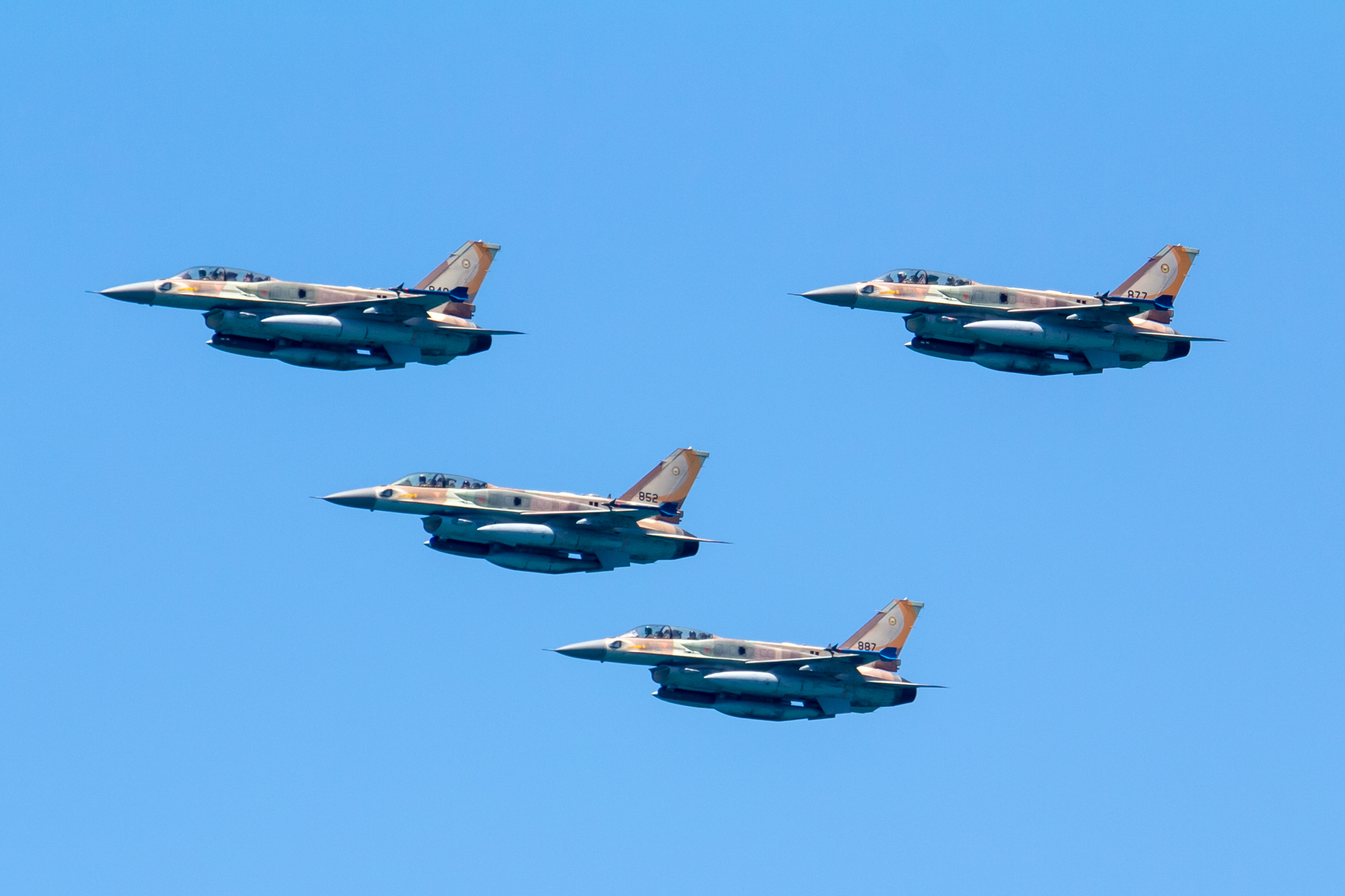
Le F-16l Sufa, utilisé par Israël pour le bombardement de la bande de Gaza.

L'armée de l'air israélienne indique que ses avions de combat ont attaqué environ 450 cibles du Hamas, dont des complexes militaires, des postes d'observation, des postes antichars…, tandis que la marine israélienne a attaqué le quartier général, les positions de lancement de missiles antichars et d'autres postes d'observation du Hamas.
Alors que le 6 novembre, les frappes s'intensifient sur Gaza et que les brigades Ezzedine al-Qassam du Hamas palestinien annoncent avoir tiré des roquettes en visant la ville de Haïfa, à partir du Liban, des frappes aériennes israéliennes sont menées contre des centres opérationnels dans les tunnels du Hamas, selon Tsahal, et à Jabaliya et Beit Hanoun, les forces du Hamas subissent de lourds dégâts.
La Jordanie de son côté, avec le soutien d'Israël et des États-Unis, largue une aide médicale d'urgence à Gaza destinée à son hôpital de campagne sur le point de manquer de fournitures, pour « aider (ses) frères et sœurs blessés dans la guerre contre Gaza ».
Les porte-parole de Tsahal et du Shin Bet indiquent que le commandant du bataillon Deir al-Balah du Hamas, qui a participé aux massacres du 7 octobre et planifiant d'autres attaques après cette date, est éliminé par un avion de chasse israélien,.
Pour contredire les propos du ministère de la Santé de Gaza qui accuse les « couloirs de sécurité » d'être des « couloirs de mort », Tsahal répète demander aux Gazaouis du nord d'évacuer les zones qu'il bombarde et diffuse les images d'un itinéraire dit « sécurisé » avec l'ouverture d'un couloir d'évacuation de civils palestiniens se dirigeant vers le sud. Pourtant, l'armée israélienne attaque à plusieurs reprises les Palestiniens qui fuient la ville de Gaza,.

##### Traque du Hamas dans la bande de Gaza
L'armée israélienne affirme le 8 novembre que le Hamas a perdu le contrôle du nord de la bande de Gaza. Ce même jour, les sirènes retentissent au kibboutz Kissufim qui avait été l'une des cibles de l'attaque du 7 octobre dernier.
Le président philippin Ferdinand Marcos Jr. annonce le 8 novembre que 40 ressortissants philippins (sur 135) sont passés en toute sécurité de Gaza vers l'Égypte. Le ministère canadien des Affaires étrangères informe également que « 59 Canadiens, résidents permanents et membres de leur famille ont traversé la frontière de Gaza en Égypte au poste frontalier de Rafah » (sur les 400 Canadiens ayant demandé à quitter la bande de Gaza).
Les premières estimations du ministère israélien des Finances évaluent le coût global de la guerre contre le Hamas au minimum à 50 milliards de dollars.
Le 9 novembre, Israël accepte d'officialiser et d'élargir les pauses localisées de quatre heures annoncées trois heures à l'avance dans les combats de Tsahal à Gaza pour la première fois depuis le déclenchement de la guerre.
Israël accuse le Hamas de mener des opérations militaires et de cacher des otages dans des hôpitaux et dans des tunnels situés en dessous,. Le 14 novembre, le porte-parole du Conseil de sécurité nationale des États-Unis, John Kirby, déclare que les renseignements américains confirment les affirmations israéliennes selon lesquelles le Hamas dispose de centres de commandement et de dépôts de munitions dans les hôpitaux gazaouis, y compris l'hôpital Al-Shifa, ce qui constitue un crime de guerre,. Dans un rapport publié en 2015, Amnesty International avait déjà accusé le Hamas d'avoir torturé et exécuté des Palestiniens dans un bâtiment désaffecté de l'hôpital al-Shifa, durant l'offensive militaire israélienne contre Gaza de 2014,.
Le lendemain matin 15 novembre, des soldats israéliens pénètrent à l'intérieur du complexe de l'hôpital al-Shifa, pour mener une opération « ciblée […] contre le Hamas dans un secteur spécifique de l'hôpital ». Israël affirme que l'armée y est entrée « sur la base de renseignements exploitables » et avoir trouvé dans la zone d'imagerie médicale IRM des armes, des équipements militaires et de combat et des équipements technologiques. Toujours d'après les forces israéliennes, dans un autre service, les soldats trouvent un centre de commandement opérationnel et des équipements technologiques du Hamas — allégations que le Hamas dément immédiatement, ainsi que la direction du centre hospitalier, par la voix de son directeur général Mohammed Abou Salmiya. Pour le journaliste Wassim Nasr de France 24 et d'autres experts et spécialistes du terrorisme, les trouvailles que l'armée israélienne a montrées dans ses vidéos ne sont « pas à la hauteur d'un centre de commandement, mais au mieux de la sécurité de l'hôpital ou d'un poste de police du Hamas ». De plus, une des images publiées par l'armée israélienne montrerait un sac près d'un IRM contenant un AK-47 du Hamas. Plus tard, ils invitent des photojournalistes de la BBC et de Fox News filmer cette même salle, où deux AK-47 sont filmés au lieu d'un seul. Des soupçons de manipulation émergent et des doutes apparaissent quant au discours israélien. Selon Clive Jones, spécialiste d’Israël et du Moyen-Orient à l’université de Durham, au Royaume-Uni, « il est très, très difficile de vérifier une grande partie du récit que les Israéliens veulent présenter alors qu’ils n'autorisent pas les journalistes indépendants à se rendre à Gaza pour recueillir des témoignages de première main sur ce qui se passe réellement sur le terrain ».
Comme aucun tunnel n'est encore mis au jour par l'armée israélienne sous l'hôpital, sur les 500 kilomètres de souterrains et de tunnels construits par le Hamas, surnommé « métro de Gaza », l'expert en stratégie militaire Pierre Servent estime pour sa part qu'il faut « un certain temps » pour découvrir ces tunnels et vérifier si leurs entrées ne sont pas piégées. Dans la soirée, les chars israéliens se retirent de l'hôpital pour se repositionner autour du complexe hospitalier. Le CICR et l'OMS se disent « horrifiés » puis « extrêmement inquiets » de la situation pour le personnel médical, les patients et les nombreux civils réfugiés dans l'enceinte hospitalière.
Ce même jour, une résolution du Conseil de sécurité de l'ONU, préparée par Malte est adoptée par 12 voix pour et 3 abstentions (États-Unis, Royaume-Uni, Russie). Elle insiste sur la situation des enfants, appelle à des « pauses et des couloirs humanitaires étendus et urgents pendant un nombre de jours suffisants » dans la bande de Gaza,. Pour l'ambassadeur d'Israël auprès des Nations unies, Gilad Erdan, cette résolution est « détachée de la réalité… il est regrettable que le Conseil continue d'ignorer et refuse de condamner ou même de mentionner le massacre perpétré par le Hamas ». Dans la soirée, 27 malades du cancer et 13 accompagnateurs quittent Gaza via l'Égypte pour atterrir en Turquie afin d'y être soignés.
Le 16 novembre, la Jordanie publie une déclaration condamnant un bombardement israélien à proximité de l'hôpital militaire jordanien à Gaza, le qualifiant de « crime de guerre » et déclare qu'elle ne signera pas d'accord d'échange d'énergie et d'eau avec Israël initialement prévu.
Le 18 novembre, Israël permet que deux camions-citernes fournissent 60 000 litres de carburants par jour, malgré l'opposition des ministres d'extrême droite.
Le 19 novembre, l'armée israélienne annonce et montre la découverte d'un tunnel long de 55 mètres dissimulé sous l'hôpital Al-Shifa,. Par la suite, elle déclare avoir forcé une porte anti-explosion à l'extrémité d'un des tunnels du Hamas découverts, et publie deux images à ce propos. L'ancien premier ministre israélien Ehud Barak rappelle que les tunnels sous cet hôpital ont été construits non par le Hamas mais par l'État israélien quand celui-ci occupait Gaza. L'armée israélienne diffuse également des images de surveillance de l'hôpital datées du 7 octobre, montrant des hommes du Hamas amenant par la grande entrée du centre hospitalier un citoyen népalais blessé et un citoyen thaïlandais. D'autres de ces images montreraient des combattants du Hamas à l'intérieur de l'hôpital ainsi que des véhicules volés à l'armée israélienne amenés au centre hospitalier.
Le 22 novembre, Israël arrête Mohammad Abu Salmiya, directeur de l'hôpital Al-Shifa de Gaza, alors qu'il tentait d'évacuer vers le sud de la bande de Gaza via un corridor humanitaire ouvert par Tsahal, ainsi que cinq autres personnels de santé. Il est libéré le 1er juillet 2024.

##### Trêve du24 novembreau1erdécembre 2023
Dans la nuit du 22 au 23 novembre est annoncée par le Qatar une trêve de quatre jours pour libérer 150 prisonniers palestiniens incarcérés en Israël contre 50 Israéliens, avec un rythme minimum de dix otages par jour. Cet accord n'inclut pas de militaires ou policiers. La trêve s'accompagne d'un important volet humanitaire incluant le passage de 200 à 300 camions dont huit de carburant et de gaz, remis à des organisations d'aide internationale travaillant dans le sud de la bande de Gaza,,,. Les belligérants s'engagent à suspendre les combats et Israël à ne pas survoler, même à l'aide de drones, le territoire de la bande de Gaza.
La trêve des combats prend effet le samedi 24 novembre à 7 heures,.
La libération des 13 premiers otages (des femmes et des enfants de 2 à 85 ans) a lieu, contre celle de 39 femmes et mineurs palestiniens de Cisjordanie et de Jérusalem-Est, n'ayant pas commis de crime de sang. En parallèle, 11 otages thaïlandais et un Philippin sont également libérés sans être échangés,. À l'arrivée des anciens prisonniers palestiniens en Cisjordanie, des scènes de liesse ont lieu, alors qu'à Jérusalem-Est occupé par Israël, les manifestations de joie étaient interdites.Le 25 novembre, 17 otages, dont 13 Israéliens (femmes et enfants âgés de trois à 67 ans) figurant dans les accords du jour, en échange de 39 prisonniers palestiniens, sont libérés ainsi que 4 Thaïlandais sans contrepartie. À Tel-Aviv, des dizaines de milliers de manifestants étaient rassemblés pendant plusieurs heures sur la Place des otages, qui fait face au musée des beaux-arts de Tel Aviv, pour demander et attendre leur libération. Le troisième jour de la trêve, le 26 novembre, 14 Israéliens dont 9 enfants, 4 femmes et un homme, sont libérés en échange de 39 prisonniers palestiniens. De plus, un otage israélo-russe est libéré par le Hamas à la demande du président russe Vladimir Poutine ainsi que trois ressortissants thaïs. Au dernier jour prévu de la trêve, 11 otages israéliens dont trois franco-israéliens et six Thaïlandais sont libérés par le Hamas qui annonce que la trêve est prolongée de deux jours, jusqu'au jeudi 30 novembre 7 h (heure locale), le temps d'établir de nouvelles listes de personnes à libérer.
La trêve est reconduite chaque jour du 28 au 30 novembre. Parmi les prisonniers libérés le 29 novembre, figure Ahed Tamimi (22 ans), icône de la lutte contre l'occupation israélienne,. Le lendemain, quatre Franco-israéliens dont trois mineurs et Mia Schem (21 ans) dont la presse a souvent fait écho sont libérés. Finalement, ce sont 110 otages, dont 80 femmes, enfants et jeunes de moins de 19 ans qui ont été libérés, et il resterait 145 otages dont 15 civils détenus à Gaza. 80 femmes, enfants et jeunes de moins de 19 ans. 210 prisonniers palestiniens incarcérés pour atteinte à la sécurité en Israël ont été libérés. Ces libérations portent à 110 le nombre d'otages libérés pendant la trêve, Israéliens et étrangers, soit plus de 45 % des quelque 240 personnes séquestrées à Gaza depuis leur rapt le 7 octobre.
Le 30 novembre, au dernier jour de la trêve, un attentat revendiqué par le Hamas fait quatre morts civils à Jérusalem et le communiqué du Hamas appelle également à une « escalade de la résistance » contre Israël.

##### Reprise des combats
Le 1er décembre 2023 au matin, Tsahal déclare que le Hamas a rompu la trêve en ne fournissant pas de nouvelle liste d'otages à libérer plus tard dans la journée et en ayant tiré des roquettes sur Israël. En face, le Hamas affirme avoir proposé un échange de prisonniers et de personnes âgées, ainsi qu'une offre de restitution de corps des morts sous les bombardements israéliens. En riposte à la violation de la trêve, Tsahal reprend son offensive. Une « pluie de bombes » s'abat sur le sud de Gaza, les zones de Khan Younès et de Rafah. Dès le 1er décembre, l'armée israélienne communique de nouvelles zones à évacuer pour les civils, incluant une partie de la ville de Gaza, mais également autour de la ville de Khan Younès. Sur X (anciennement Twitter), l'agence des Nations unies pour les réfugiés palestiniens (UNRWA) parle de « point de non-retour à Gaza », et de « mépris flagrant à l'égard du droit international. » Les jours suivants, une offensive importante est menée sur la ville de Khan Younès. Ainsi le 10 décembre, des tanks israéliens sont présents au centre de la ville de Khan Younès.
De hauts responsables israéliens estiment que 5 000 hommes du Hamas ont été tués et que pour chaque combattant du Hamas tué dans la bande de Gaza, environ deux civils ont également été tués. Le Hamas estime que 16 000 personnes ont été tuées à Gaza sans faire de différence entre combattants et civils, mais selon lui 70 % des victimes seraient des femmes et des enfants. Ces proportions de 70 % sont conformes aux chiffres obtenus par une ONG indépendante se concentrant sur le décompte et l'identification des victimes civiles, pour la part des décès qu'elle a pu documenter (67 % sur une fourchette basse). Selon une responsable de l'Unicef, « plus de 5 300 enfants palestiniens auraient été tués dans 48 jours de bombardement incessant. Un chiffre qui ne comprend pas beaucoup d’enfants toujours portés disparus et présumés enterrés sous les décombres ».
Au 11 décembre 2023, plus de 17 900 morts sont recensés dont les trois quarts seraient femmes et enfants, et 7 780 personnes seraient sous les débris d'une frappe israélienne.
Le 2 janvier 2024, Israël abat à Beyrouth avec un drone le numéro 2 du bureau politique du Hamas Saleh al-Arouri.
Le 19 février 2024, Israël lance un ultimatum au Hamas de libérer les otages avant le ramadan (le 10 mars 2024), faute de quoi que Rafah serait attaquée.
Plusieurs leaders européens se déclarent soucieux d'une solution à propos de la situation dans la bande de Gaza. Ainsi à la mi-mars, le chancelier allemand Olaf Scholz a appelé depuis Jérusalem, à un « accord sur les otages et à un cessez-le-feu durable », alors que plus de 90 Palestiniens dont douze membres d'une même famille venaient de perdre la vie en moins de 24 heures dans des raids aériens israéliens ayant touché plusieurs parties de la bande de Gaza dont la ville de Rafah.

##### Propositions de cessez-le-feu et invasion de Rafah

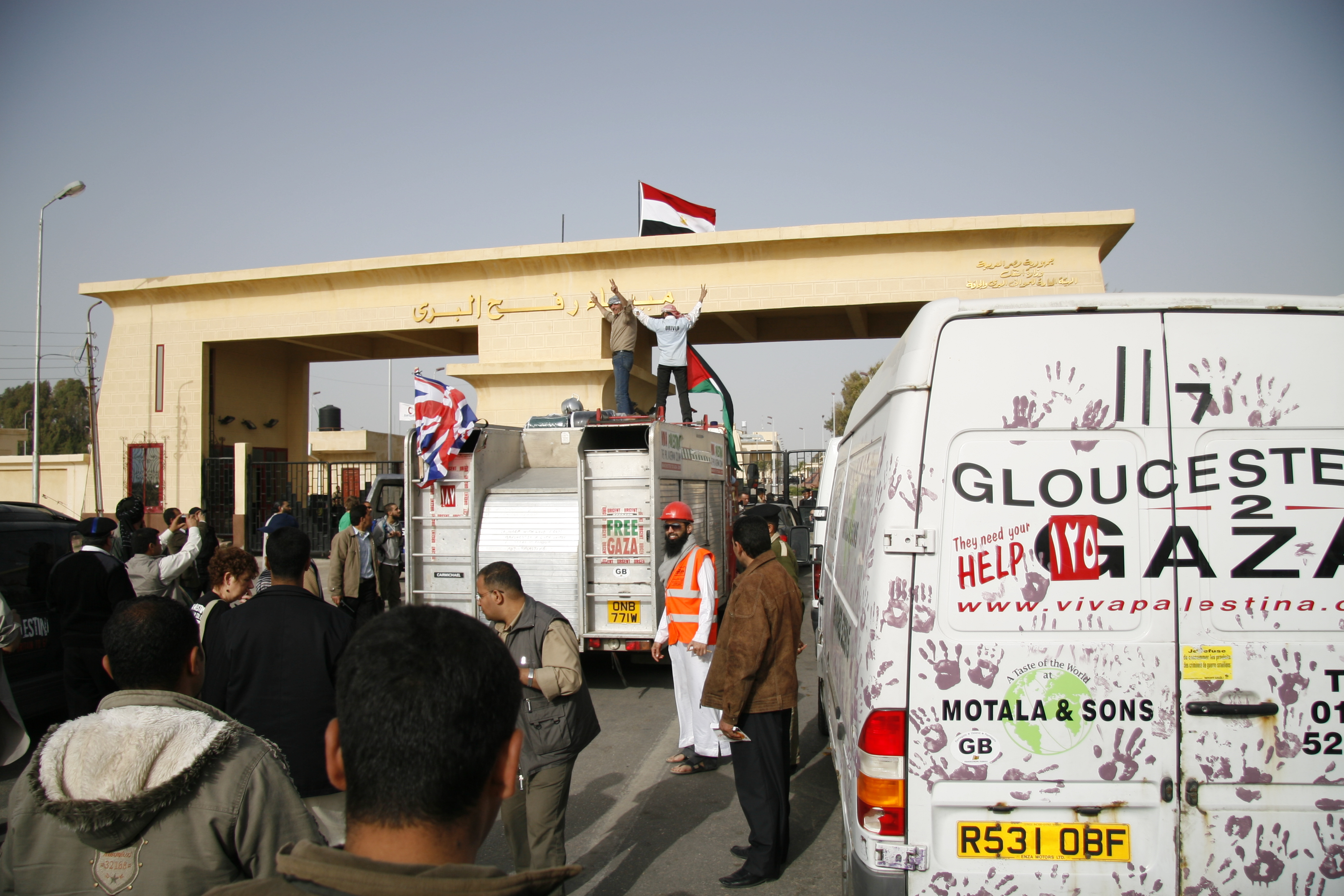
Poste-frontière de Rafah, point de passage entre l'Égypte et la bande de Gaza.

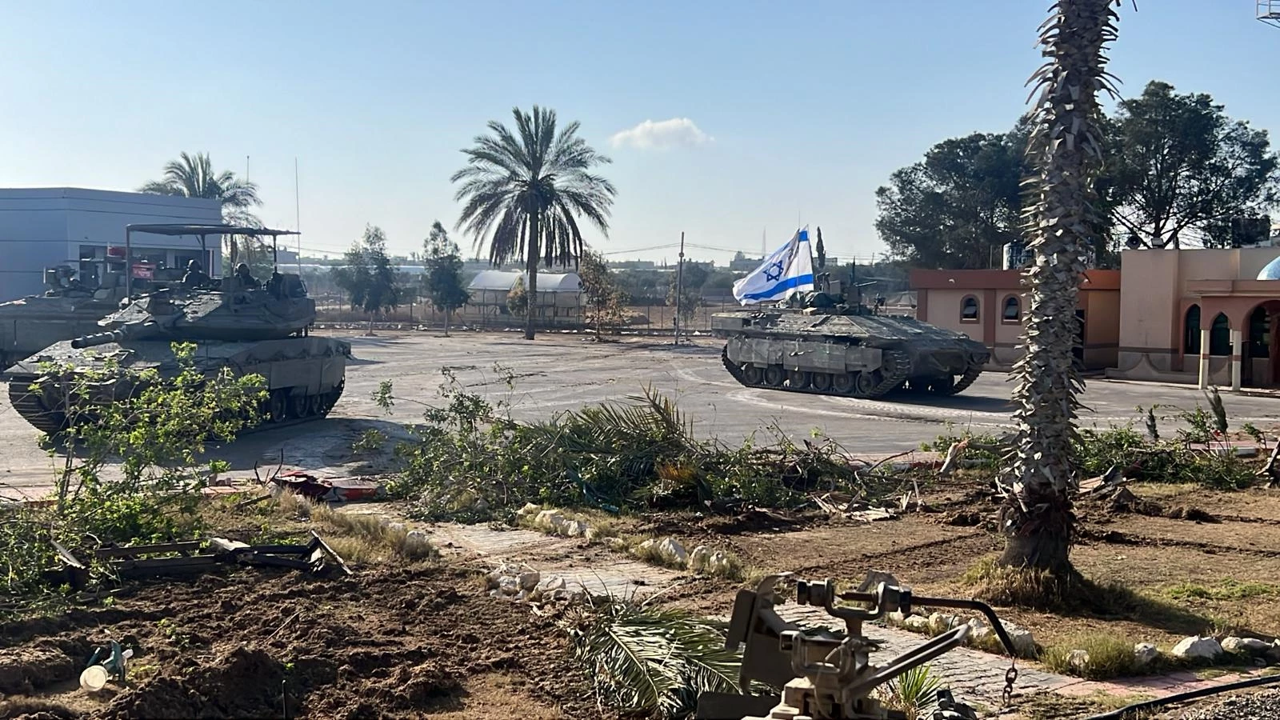
Chars israéliens à Rafah le 7 mai 2024.

Le 7 avril, Israël annonce le retrait de ses troupes de Khan Younès.
En raison des bombardements israéliens puis de l'invasion de la bande de Gaza, plus de 1,4 million de Palestiniens sont déplacés dans la ville de Rafah. Le 28 avril 2024, le Hamas en Égypte souhaite discuter d'une potentielle trêve dans les combats à Gaza, proposée par Israël,. Le 6 mai 2024, le Hamas accepte une proposition de cessez-le-feu présentée par l'Égypte et le Qatar, mais Israël la rejette. Le même jour, Israël ordonne l'évacuation de 100 000 personnes de l'est de Rafah. L'ONU et les États-Unis réitèrent alors leur opposition à une invasion israélienne de la ville de Rafah.
Quelques heures après l'annonce du Hamas, Israël envahit certains quartiers de Rafah avec des chars, et attaque le poste-frontière de Rafah, seul poste-frontière restant à Gaza.
Le 8 mai, le président américain Joe Biden affirme que les États-Unis suspendront les livraisons d'armes à Israël en cas d'invasion de Rafah. Un responsable américain confirme que Washington avait par conséquent suspendu un envoi composé de 3 500 bombes.
Le 24 mai, la Cour internationale de justice demande à Israël de cesser immédiatement son offensive militaire et toute autre action à Rafah. Israël répond quelques minutes plus tard en bombardant le camp de Shaboura, en plein centre de Rafah. Dans la nuit du 26 mai, Israël bombarde un camp de réfugiés à Rafah, tuant au moins 45 personnes et en blessant au moins 65. La frappe israélienne est condamnée par l’ensemble de la communauté internationale,,.
Le 26 mai, un échange de tirs à lieu à la frontière entre Rafah et l'Égypte, lors duquel un militaire égyptien est tué.
Fin mai, les forces israéliennes, avec notamment des chars, atteignent le centre de Rafah avec le contrôle du rond-point d'al-Awda et de la colline de Zoroub.
Le 8 juin 2024, l'armée israélienne libère à Nuseirat quatre otages détenus dans des appartements, dont Noa Argamani, dans une opération tuant au moins 274 Palestiniens selon le service de presse du Hamas. Les responsables hospitaliers annoncent la mort de 236 personnes, et le porte-parole de l'armée israélienne estime que 100 Palestiniens sont morts. Un officier israélien est mort dans l'attaque selon la police israélienne,.

#### Assassinat du chef du Hamas et menaces iraniennes
Le 31 juillet 2024, Ismaël Haniyeh, chef du bureau politique du Hamas, est tué à Téhéran — selon les sources par une frappe aérienne israélienne contre sa résidence ou par une bombe placée dans sa résidence et télécommandée — où il se trouvait pour assister à l'investiture de nouveau président iranien Massoud Pezechkian,. Lors des funérailles d'Ismaël Haniyeh, le guide suprême de la République islamique, l'ayatollah Ali Khamenei prévient Israël qu’« à la suite de cet événement amer et tragique survenu à l’intérieur des frontières de la République islamique, il est de notre devoir de nous venger ».
Le successeur d'Ismaël Haniyeh est Yahya Sinwar, le cerveau organisateur des attentats du 7 octobre. Ce dernier est tué lors d'une opération en surface à Rafah le 17 octobre 2024.

#### Cessez-le-feu de 2025
Un accord de cessez-le-feu est conclu entre Israël et le Hamas le 15 janvier 2025, avant d'entrer en application le 19 janvier suivant. Cet accord prévoit des échanges d'otages israéliens et de prisonniers palestiniens. Au 27 février 2025, ce sont 1 778 prisonniers palestiniens qui ont été échangés contre 25 otages israéliens et 5 otages thaïlandais. De plus, les corps de huit Israéliens ont été remis aux Israéliens bien que, le 23 février 2025, Benyamin Netanyahou ait annoncé que les libérations de prisonniers palestiniens par Israël seraient reportées tant que le Hamas ne mettra pas fin aux « cérémonies humiliantes » pour les otages libérés,.
Israël refuse d'appliquer la deuxième phase de l'accord, qui prévoyait le retrait de ses troupes de la bande de Gaza et la libération des derniers otages israéliens, puis interdit à partir du 2 mars le passage de l'aide humanitaire vers l'enclave palestinienne.

#### Reprise des attaques israéliennes à partir de mars 2025
Le 18 mars 2025, après consultations de la Maison-Blanche, et à la suite du « refus répété du Hamas de libérer des otages », Israël bombarde Gaza, tuant au moins 413 personnes selon le ministère de la Santé gazaoui. Le bombardement tue Essam al-Dalis (en), chef du gouvernement du Hamas ainsi que d'autres cadres du mouvement, violant ainsi le cessez-le-feu. En réponse, le Hamas indique qu'Israël « et son gouvernement extrémiste tente de torpiller l'accord de cessez-le-feu » et exhorte l'ONU à adopter une résolution pour contraindre Israël à « cesser l'agression » et retirer ses troupes de la Bande de Gaza,.
Les bombardements continuent dans les semaines qui suivent ; au 22 avril, le ministère de la Santé de la bande de Gaza fait état de 1 890 morts, dont 600 enfants selon l'Unicef, et 4 950 blessés.
Le 5 mai 2025, après un vote à l'unanimité du cabinet de sécurité du Premier ministre Benyamin Netanyaou, Israël annonce son projet de pérenniser sa présence militaire dans l’enclave palestinienne et d’entasser la population à l’extrémité sud du territoire,.
Le 6 mai 2025, le Hamas affirme qu'« Il n'y a aucun sens à engager des négociations, ni à examiner de nouvelles propositions de cessez-le-feu tant que se poursuivent la guerre de la faim et la guerre d'extermination dans la bande de Gaza » et appelle la communauté internationale « à faire pression sur le gouvernement Netanyahou  pour mettre fin aux crimes de la faim, de la soif et des meurtres » à Gaza. Ces déclarations surviennent après qu'Israël annonce sa volonté de maintenir une présence militaire dans la bande de Gaza.

### Internationalisation et extension du conflit

#### Liban

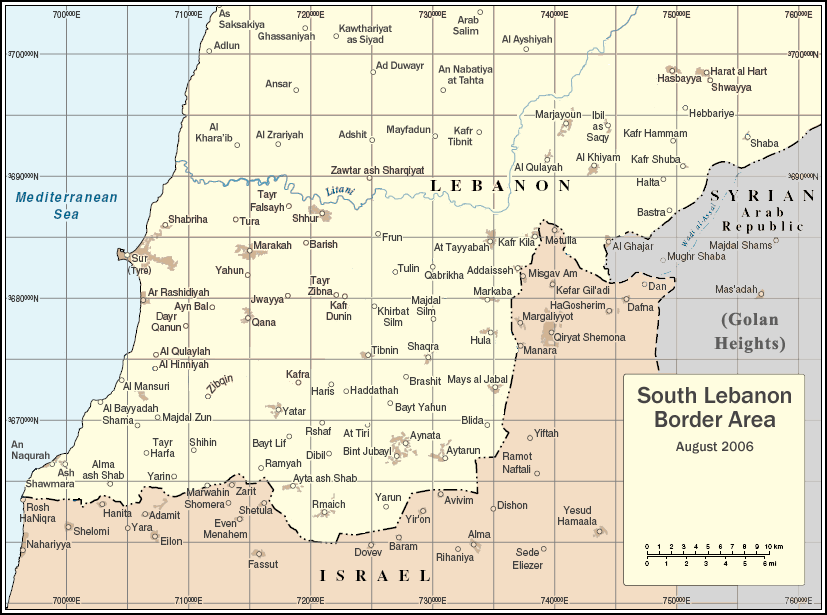
Frontière sud du Liban.

Des attaques du Hezbollah soutenu par l'Iran ont lieu le 8 octobre, avec des tirs d'artillerie depuis le Liban du Sud vers Israël. Israël réplique en frappant les positions du groupe au Liban et met en place des points de contrôle à la frontière entre Israël et le Liban,. Le 9 octobre, Tsahal annonce que des « terroristes infiltrés » depuis le Liban ont été tués à proximité de la frontière, en territoire israélien ; ces infiltrations sont revendiquées par le Jihad islamique palestinien (JIP).
Le 9 octobre 2023, huit personnes — un officier et deux soldats israéliens, trois membres du Hezbollah, ainsi que deux militants du JIP — sont tuées lors d'un raid transfrontalier de ces derniers.
Le 10 octobre, des tirs de chaque côté de la frontière israélo-libanaise perdurent. Tsahal bombarde des positions du Hezbollah.
Le 11 octobre, le Hezbollah revendique de nouveaux tirs de missiles guidés depuis le sud du Liban contre le nord d'Israël, en affirmant agir en solidarité avec l'offensive du Hamas et « en riposte aux agressions sionistes ». Au cours de ces affrontements, un soldat israélien est tué par un missile antichar du Hezbollah.
Le 13 octobre, un journaliste de l'agence Reuters est tué et plusieurs journalistes blessés dans un bombardement israélien en territoire libanais, près de la frontière sud avec Israël. Des roquettes sont tombées sur un secteur où se trouvait un groupe de journalistes d'au moins trois médias différents, dans le village frontalier de Aalma ech Chaab.
Le 14 octobre, un civil israélien et un officier de l'armée israélienne sont tués dans des attaques de missiles en provenance du Liban et le lendemain, sur fond d'incidents transfrontaliers, Tsahal commence l'évacuation des milliers de résidents du nord d'Israël qui vivent dans la zone située à deux kilomètres de la frontière libanaise.
Le 17 octobre, quatre personnes qui tentaient de s'infiltrer dans le nord d'Israël depuis le Liban sont tuées par l'armée israélienne.
Le 20 octobre, la branche libanaise du Hamas tire un barrage d'une trentaine de roquettes vers le nord d'Israël. Le 21 octobre, les autorités israéliennes décident d'évacuer la localité de Kiryat Shmona sise au nord et ses 25 000 habitants.
Des forces de Al-Fajr de la branche militaire de la Jamaa Islamiya annoncent participer aux hostilités au-delà des frontières libanaises israéliennes « en défense de la souveraineté libanaise, de la mosquée Al Aqsa et en solidarité avec Gaza et la Palestine » et lancent également fin octobre des missiles vers Kiryat Shmona.
Début novembre, le chef du Hezbollah pro-iranien, Hassan Nasrallah, s'exprime pour la première fois sur le conflit. Il accuse d'abord Israël d'avoir « commis des massacres » en défendant puis reprenant le contrôle des kibboutz et localités israéliens que les paramilitaires du Hamas avaient attaqués le 7 octobre. Ensuite, il accuse les États-Unis d'être à l'origine et « entièrement responsables » de la guerre à Gaza quand Israël ne serait « qu'un instrument » d'exécution ; il les prévient en outre à se préparer à « toutes les options » en cas de dégradation de la situation et d'une intervention de leur part, c'est-à-dire à l'éventualité d'une « guerre régionale » - alors qu'en parallèle, la Maison-Blanche veut éviter l'extension du conflit,.
Le 6 novembre, les brigades Izz al-Din al-Qassam du Hamas palestinien annoncent avoir tiré seize roquettes sur le nord d'Israël, affirmant avoir visé le sud de la ville de Haïfa, à partir du Liban, en réponse aux massacres de l'occupation. La ville de Kiryat Shmona est touchée par sept roquettes. Elle a été en grande partie évacuée et les habitants restés sur place sont priés de rester à proximité des abris anti-bombes.
Le 19 février 2024, Israël lance des frappes sur la localité de Ghaziyeh (en).
Le 27 juillet 2024, douze enfants druzes de 10 à 16 ans sont tués, par un tir de roquette sur un terrain de football de Majdal Shams, dans le Golan occupé par Israël, Tsahal accuse le Hezbollah d'être responsable de l'attaque et promet une réponse sévère. Le 30 juillet, Fouad Chokr, conseiller militaire de Hassan Nasrallah recherché par le gouvernement américain et identifié par Israël comme étant responsable de la frappe sur Majdal Shams est tué à Beyrouth lors d'une attaque aérienne israélienne ciblée qui fait cinq autres victimes.
En réponse à l'élimination de Fouad Chokr, le Hezbollah annonce avoir lancé le 25 août 2024 une attaque de « plus de 320 roquettes » Katioucha sur 11 bases militaires en Israël et sur le plateau du Golan. Toutefois, Israël annonce pour sa part avoir mené des attaques préventives au Liban et qu'« une centaine » de ses avions ont détruit « des milliers de rampes de lancement de roquettes » du mouvement libanais, cette réplique faisant trois morts en territoire libanais. Les dégâts seraient mineurs du côté israélien,.
Le 17 septembre 2024, le gouvernement israélien ajoute aux buts de guerre antérieurs avec le Hamas un nouvel objectif, le retour des habitants qui avaient fui le nord d'Israël en raison des tirs du Hezbollah libanais. Les 17 et 18 septembre 2024, des explosions de bipeurs et de talkies-walkies au Liban attribuées à Israël tuent au moins 42 personnes et en blessent 3 500,. Le 20 septembre sont tués Ibrahim Aqil, chef de la Force Redwan du Hezbollah et les membres de son état-major

##### Intensification des bombardements dès le 23 septembre 2024
Le 23 septembre, les bombardements israéliens deviennent particulièrement massifs et meurtriers ; 1 500 personnes ont été tuées à la date du 10 octobre selon les Nations unies ; la majorité sont des civils selon le ministère libanais de la Santé. Il y a 1,2 million de personnes déplacées en raison du conflit,, dans un pays de 5 millions d'habitants. Le bilan humain en un an - depuis le 8 octobre 2023, début des affrontements frontaliers entre Israël et le Hezbollah - est de plus de 2 229 morts et 10 380 blessés à la date du 10 octobre 2024.
« Les experts militaires ont qualifié la campagne israélienne qui a commencé le 23 septembre 2024 de l'une des plus violentes de l'histoire de l'armée israélienne », selon le New York Times. Ses conséquences sont « dévastatrices » pour les civils libanais, estiment les spécialistes Chiara Ruffa et Vanesa Newby.
Au-delà des objectifs officiels affichés, le choix de l'escalade par Benyamin Netanyahou serait lié au calendrier de l'élection présidentielle américaine, selon l'analyste Nimrod Goren : si le 5 novembre 2024, Kamala Harris est élue, Joe Biden disposerait alors d'une plus grande marge de manœuvre pour faire aboutir un cessez-le-feu à Gaza avant de quitter le pouvoir en janvier 2025.
Le 27 septembre 2024, le bombardement israélien sur le quartier général du Hezbollah cause la mort de plusieurs centaines de personnes selon des estimations préliminaires ; il a pour cible principale Hassan Nasrallah, le secrétaire général du parti, tué durant le bombardement.
Les Nations Unies dénoncent « le coût humain de la violence pour les civils ». Le New York Times et le Washington Post soulignent que la campagne israélienne de bombardements est l’une des plus violentes et meurtrières de l’histoire de l’armée israélienne,.
Le Haut Commissaire des Nations unies pour les réfugiés déclare le 6 octobre à propos des bombardements israéliens depuis le 23 septembre au Liban avoir constaté « de nombreux cas de violations du droit humanitaire international dans la manière dont les frappes aériennes sont menées, détruisant ou endommageant des infrastructures civiles, affectant les opérations humanitaires »,. Filippo Grandi souligne le fait que la destruction de maisons civiles n'est pas conforme au droit de la guerre, de même que les déplacements forcés de population, ou « le fait de forcer les gens à fuir ». L'analyse de Grandi est corroborée par les chiffres de l'Organisation mondiale de la santé selon lesquels l'aviation israélienne a bombardé à trente-sept reprises des établissements de santé, tuant 70 professionnels de santé et blessant soixante-cinq personnes travaillant dans le même secteur d'activité.

##### Invasion israélienne du Liban le 30 septembre 2024
Cette invasion israélienne est la troisième au Liban, après celles de 1978, 1982 et 2006. Selon Israël elle vise à éradiquer les forces et les infrastructures du Hezbollah qui pourraient constituer une menace pour les civils du nord d'Israël. La Force intérimaire des Nations unies au Liban estime le 1er octobre 2024 que « tout passage au Liban est une violation de la souveraineté et de l’intégrité territoriale libanaises ».

#### Cisjordanie

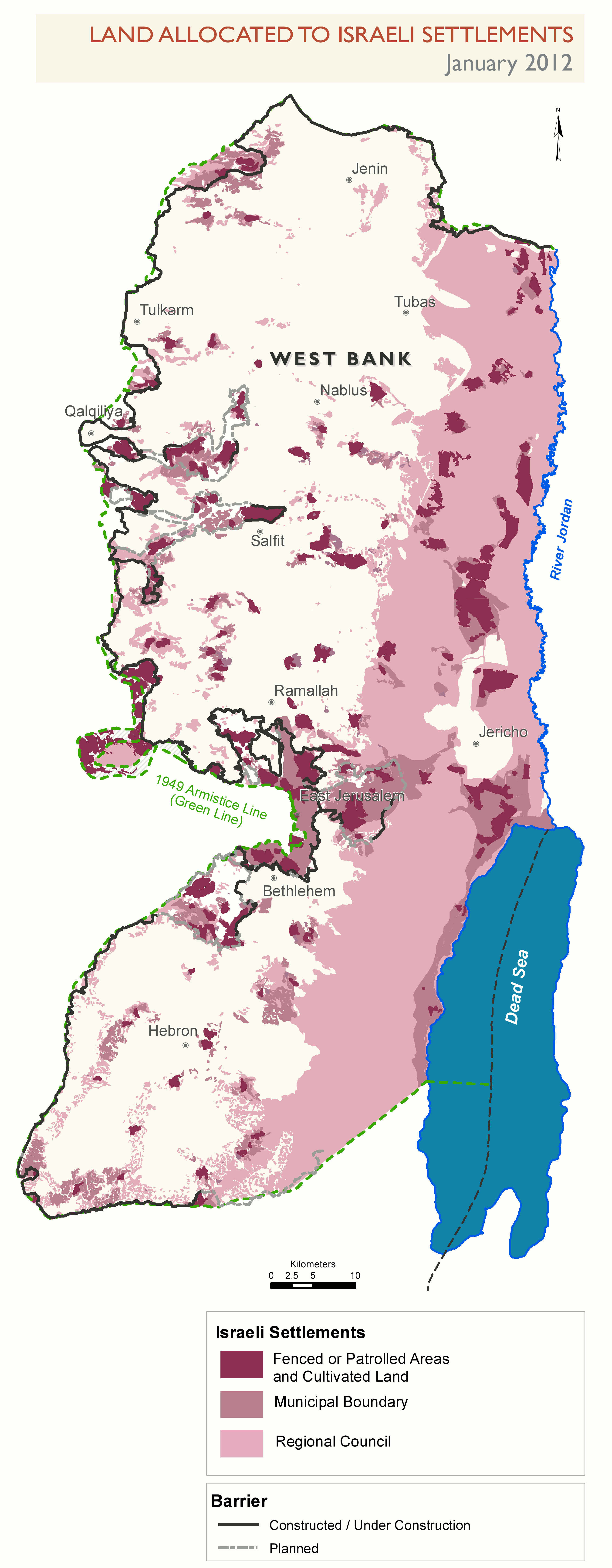
Carte de 2012 : Zones en rouge : colonies israéliennes en Cisjordanie, territoire palestinien occupé. Ligne en tirets verts : ligne verte de 1949. Ligne noire : mur de séparation israélien.

En Cisjordanie, depuis le 7 octobre, 300 Palestiniens sont tués par l'armée israélienne et dans certains cas par des colons à la date du 27 décembre 2023.
Dans la nuit du 21 au 22 octobre, l'armée israélienne bombarde la mosquée Al-Ansar de Jénine y faisant plusieurs morts, qui selon Tsahal, étaient des combattants dans un souterrain de la mosquée.
Au 21 octobre, l'armée israélienne affirme avoir arrêté 450 activistes du Hamas en Cisjordanie depuis le début de la guerre.
L'Autorité palestinienne déclare le 25 octobre 2023 que plus de 100 Palestiniens ont été tués en Cisjordanie depuis le 7 octobre lors d'opérations de Tsahal.
Le 29 octobre, la France et les États-Unis réagissent en condamnant les attaques de colons israéliens contre des Palestiniens en Cisjordanie.
Le dernier jour du mois, l'agence palestinienne de presse Wafa informe que des « mista'arvim » (militaires israéliens en tenue civile se faisant passer pour des Palestiniens) sont entrés à Toubas (peut-être le village de Tuba près de At-Tuwani dans le sud du mont Hébron) avant d'y être suivis par des renforts de l'armée israélienne.
Le 9 novembre, d'intenses combats opposent l'armée israélienne et les groupes armés de Jénine, « célèbre pour sa résistance à l'occupation israélienne », avec des combattants du Fatah, du Djihad islamique et du Hamas.

#### Syrie
Le 12 octobre, l'armée de l'air israélienne bombarde simultanément les aéroports internationaux de Damas et d'Alep, en Syrie au nord, les rendant inutilisables en détruisant les pistes d'atterrissage.
Le 22 octobre, les aéroports internationaux de Damas et d'Alep sont de nouveau bombardés par Tsahal, les rendant une fois encore inutilisables et causant la mort d'un civil dans la capitale syrienne.
Dans la nuit du 24 au 25 octobre, des raids aériens israéliens visent des positions de l'armée syrienne près de Deraa en riposte à des tirs de mortiers provenant du territoire syrien. Ces frappes font huit morts et sept blessés dans les rangs des forces armées syriennes.
Israël intensifie ses frappes en Syrie depuis le début de la guerre contre le Hamas, ciblant notamment des positions du Hezbollah, allié du mouvement palestinien, du régime syrien et de l'Iran, tous des ennemis jurés d'Israël. En mars 2024, l'armée israélienne annonce avoir atteint « environ 4 500 cibles du Hezbollah » au Liban et en Syrie, dont « plus de 1 200 » par des frappes aériennes, depuis le début de la guerre à Gaza. Le 29 mars 2024, au moins 36 soldats syriens et 6 combattants du Hezbollah libanais sont tués dans des frappes israéliennes à Alep, dans le nord de la Syrie, selon l'Observatoire syrien des droits de l'homme (OSDH).
Le 1er avril 2024, lors d'un raid israélien contre le consulat iranien à Damas, au moins onze personnes dont huit membres des gardiens de la révolution iraniens sont tués dont le chef de la force Al-Qods, le général Mohammad Reza Zahedi et son adjoint. L'Iran répond à ce raid par une attaque sur Israël le 13 avril. Le 19 avril 2024, Israël réplique par une attaque sur le centre de l'Iran menée par de petits drones qui ne font pas de dégâts notables.

#### Mer Rouge
Le 19 octobre 2023, le destroyer américain USS Carney, croisant en mer Rouge, intercepte au moins trois missiles de croisière et huit drones se dirigeant possiblement vers Israël ; certaines sources parlent de quatre missiles et 19 drones,. Les interceptions ont lieu à l'aide de missiles surface-air RIM-66M. Le même jour, l'Arabie saoudite aurait intercepté un cinquième missile pouvant toucher Djeddah en visant Eilat en Israël. Selon le Pentagone, ils auraient été lancés par les milices pro-iraniennes chiites houthis au Yémen, qui sont en révolte contre le pouvoir en place depuis 2014 et ont conquis Sanaa et la partie ouest du pays.
Les interceptions de missiles et de drones tirés depuis le Yémen se succèdent et les avions de chasse israéliens interceptent des cibles au-dessus de la mer Rouge entre l'Afrique et le Moyen-Orient. L'un de ces engins s'écrase par erreur sur la ville égyptienne de Taba, faisant des blessés.
Le 31 octobre, les rebelles houthis lancent une nouvelle attaque vers le sud d'Israël. Le système de défense anti-missile israélien Arrow-3 intercepte et détruit dans l'espace, soit à plus de 100 km au-dessus du sol, un missile balistique à longue portée Qadr H (version améliorée du Shahab-3 iranien), se dirigeant vers Eilat. Réussir à détruire un missile balistique dans l'espace est une première mondiale dans l'histoire militaire,. Israël intercepte également plusieurs missiles de croisière et drones yéménites, dont certains abattus par des pilotes de F35I,. Les Houthis promettent de poursuivre leurs attaques contre Israël jusqu'à la fin de sa guerre contre le Hamas,.
Début novembre, l'armée israélienne renforce la zone de la mer Rouge avec des corvettes Sa'ar VI armées du système naval « C-Dome » (système d'interception d'obus et de roquettes) qui est la version navale du système terrestre Dôme de fer.
Le 15 novembre, un autre destroyer américain de la classe Arleigh Burke également, l'USS Thomas Hudner, croisant en mer Rouge abat un drone en provenance du Yémen.
Dans la nuit du 9 au 10 décembre 2023, la frégate multi-missions française Languedoc patrouillant en mer Rouge à la hauteur d'Al-Hodeïda abat deux drones qui se dirigeaient sur elle et qui provenaient du nord du Yémen sous contrôle des rebelles houthis, qui ont menacé plus tôt d'attaquer tout navire dans la mer Rouge se dirigeant vers Israël si la population de la bande de Gaza ne recevait pas une aide d'urgence. Le 11 décembre vers 22h (heure de Paris), le pétrolier Strinda (sous pavillon norvégien) subissait une attaque de missile antinavire tiré depuis le territoire yéménite contrôlé par les rebelles houthis. Le missile, en explosant, déclenche un incendie à bord sans faire de victime. L'appel de détresse du pétrolier est intercepté par la frégate Languedoc présente dans les environs. En s'approchant du pétrolier en détresse, les radars du bâtiment français détectent un drone menaçant directement le pétrolier en feu. Le drone est abattu par la frégate. L'incendie à bord est maîtrisé. L'État-Major des armées françaises précise : « La [frégate] s'est ensuite placée en protection du bâtiment touché, empêchant la tentative de détournement du navire. ». Un navire américain a ensuite escorté le pétrolier norvégien hors de la zone de menaces.
Le 19 juillet 2024, un drone houthi atteint Tel-Aviv où son explosion tue une personne. Le lendemain, l'aviation israélienne bombarde le port d'Hodeïdah tenu par les Houthis au Yémen, provoquant 6 morts et un énorme incendie dans le port.
Le 29 septembre 2024, après que les Houthis ont revendiqué un tir de missile vers l’aéroport de Tel-Aviv la veille, l'aviation israélienne attaque des centrales électriques et le port d'Hodeïda utilisé pour les importations de pétrole ; quatre personnes sont tuées et une trentaine est blessée.
Le 20 avril 2025, les Houthis abattent le 21e drone MQ-9 Reaper américain portant un coût de 735 millions de dollars à l'Armée des États-Unis.

## Conséquences humanitaires, sanitaires et destructions matérielles

### Catastrophe sanitaire à Gaza

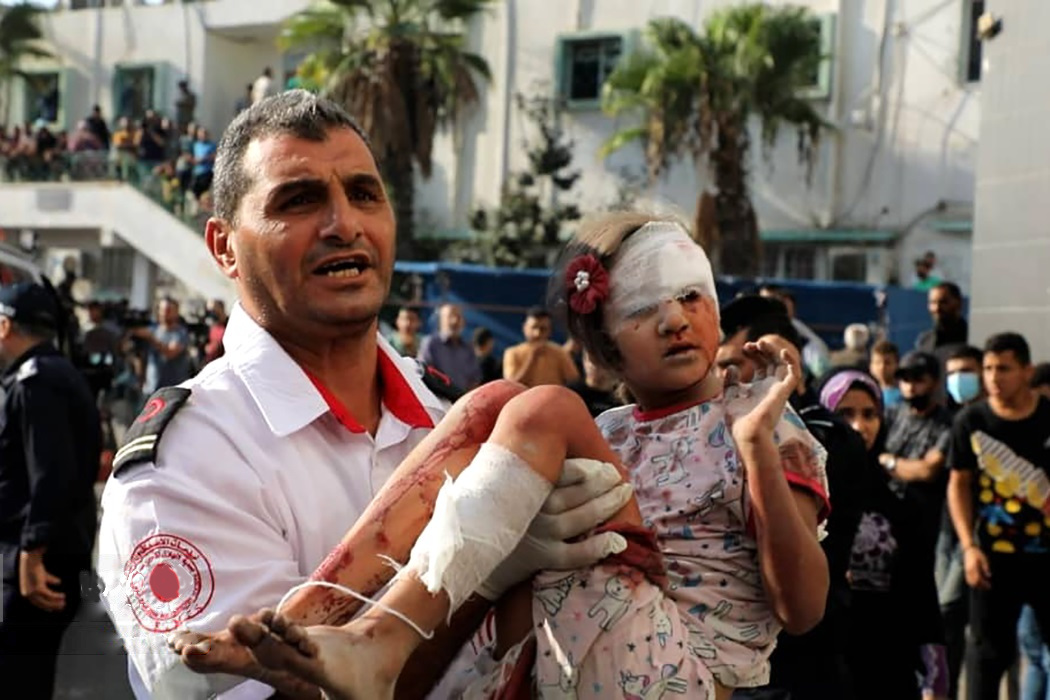
Secouriste portant un enfant blessé à Gaza.

Les blocus, les bombardements puis l'invasion de la bande de Gaza par Israël provoque une crise humanitaire sans précédent à Gaza : 93 % des Gazaouis sont « en situation d'insécurité alimentaire aiguë », selon le Programme alimentaire mondial le 23 décembre 2023.

#### Effondrement du système de santé
Fin décembre, sur les 36 hôpitaux de la région de Gaza, 21 ne fonctionnent plus et les autres le font au-delà de leurs capacités. En mai 2024, trois autres hôpitaux ne fonctionnent plus. L'hôpital Al-Shifa, le plus grand et plus important hôpital dans la bande de Gaza, ne peut plus traiter de patients à cause des assauts de ce dernier par l'armée israélienne. Entre le 25 mars et le 6 avril, cette dernière refuse à 6 reprises que l'OMS y évacue les patients. La majorité des bâtiments et des équipements médicaux sont détruits, dont 115 lits et 14 incubateurs, et le site de production d'oxygène. Pendant le siège, les patients n'ont pas d'accès suffisant à la nourriture, à l'eau, aux soins, à l'hygiène. Des patients sont forcés de se déplacer entre les bâtiments sous la menace d'armes à feu. Au moins 20 personnes meurent dans l'hôpital entre le début de l'assaut et le 6 avril. Amnesty International a recensé 700 attaques israéliennes contre les hôpitaux de Gaza entre le début de la guerre et mai 2025.
Entre le 7 octobre 2023 et le 10 mai 2024, 493 travailleurs de la santé sont tués à Gaza, et 130 ambulances sont détruites. En avril 2025, 290 employés des Nations unies ont été tués dans la bande de Gaza depuis le début de la guerre, ainsi que plus de 400 humanitaires et 1 300 professionnels de santé.
Quelque 380 autres soignants ont été capturés par l'armée israélienne et emprisonnés. En février 2025, un rapport de l'ONG israélienne Physicians for Human Rights Israel relevait les tortures dont les soignants gazaouis étaient victimes en détention. Quatre d'entre eux sont morts en prison en Israël : le docteur Adnan Al-Bursh, chirurgien orthopédiste renommé de l'enclave, mort après quatre mois de détention à Ofer et qui, selon l'ONU, « aurait été battu en prison, son corps présentant des signes de torture » ; le gynécologue-obstétricien Iyad Al-Rantisi, le médecin Ziad Al-Dalou et le secouriste Hamdan Abou Inaba.

#### Crise sanitaire
1,4 million de personnes sont réfugiées dans des abris où il y a en moyenne une toilette pour 400 personnes et une douche pour 4 500 personnes. L'accès difficile à l'eau potable, la pénurie de produits d'hygiène et la surpopulation dans les abris forment un terrain favorable à la propagation des maladies ; l'OMS compte 14 maladies à « potentiel épidémique » en augmentation dans la bande de Gaza. En moyenne, chaque habitant de ces abris ne dispose que d'un mètre carré. Au moins 41 % des abris manquent de ventilation et 57 % sont affectés par des infiltrations d'eau de pluie.
Selon l'OMS, le 21 décembre 2023, 170 000 habitants de Gaza sont atteints d'infections respiratoires. À cette date, le système de santé de Gaza est « dévasté » : seuls 9 des 36 centres de santé gazaouis fonctionnent encore en partie. Toujours selon l'OMS, au 10 mai 2024 à Gaza, il y a eu 710 000 cas d'infection respiratoire sévère, 380 000 cas de diarrhée sévère, 1 125 enfants sont hospitalisés à cause de la malnutrition et 1 million d'enfants ont besoin de support psychiatrique et psychologique.
En décembre 2023, « même les blessures les plus graves ne peuvent être correctement soignées » selon France Info. Les personnes ayant des maladies de longue durée comme le cancer ne sont plus soignées selon la BBC ; les maladies non traitées en raison du siège de Gaza pourraient faire plus de victimes que les bombardements selon l'OMS.
En juillet 2024, le virus de la poliomyélite est détecté dans plusieurs échantillons d'eaux usées de la bande de Gaza par le ministère de la Santé du Hamas. Le ministère de la Santé israélien confirme également la présence de la poliomyélite dans la région de Gaza. Après neuf mois de guerre, le manque de carburant a provoqué l'arrêt des stations de pompage des eaux usées à Deir el-Balah, ce qui aggrave les risques épidémiques. Les conditions de surpopulation dans lesquelles vivent les habitants de Gaza favorisent également la transmission du virus,. L'armée israélienne démarre une campagne de vaccination de ses soldats contre le virus.
En août 2024, l'OMS annonce l'envoi de plus d'un million de vaccins contre la polio dans la bande de Gaza et demande un cessez-le-feu pour assurer la réussite de la vaccination,.
Le 25 février 2025, Rik Peeperkorn, représentant de l’OMS dans les territoires palestiniens, fait un bilan de la situation sanitaire dans la bande de Gaza : après qu'un enfant de dix mois a été touché par la poliomyélite en août 2024, deux campagnes de vaccination ont eu lieu en septembre et en octobre et plus de 95 % des enfants ciblés par cette campagne ont reçu les deux doses du vaccin oral indispensables pour les protéger. Mais des échantillons prélevés en décembre 2024 et janvier 2025 sur deux sites montrent que le poliovirus était toujours en circulation. Une nouvelle campagne de vaccination ciblant 591 000 enfants âgés de moins de dix ans a commencé le 22 février. 18 des 36 hôpitaux de Gaza sont en partie opérationnels, ainsi que 59 sur les 144 centres de soins primaires. Sept hôpitaux de campagne sont également opérationnels. Gaza comptait plus de 3 500 lits d’hôpitaux avant la guerre, un nombre qui est tombé à 1 110. Le 25 février, « il est probablement revenu à 1 500 » lits. 40 % à 50 % des 25 000 professionnels de santé actifs avant la guerre étaient toujours à leur poste.
Le 16 avril 2025, l'ONG Médecins sans frontières (MSF) annonce que « Gaza est devenue une fosse commune pour les Palestiniens et ceux qui leur viennent en aide ». Toute aide humanitaire est bloquée depuis la reprise de l’offensive israélienne le 18 mars, entrainant de multiples pénuries tel qu'antidouleurs, antibiotiques, matériel chirurgical essentiel et carburant pour les générateurs des hôpitaux. Pour MSF « il ne s'agit pas d'un échec humanitaire, mais d'un choix politique et d'une attaque délibérée contre un peuple, menée en toute impunité » et « d'un mépris flagrant pour la sécurité des travailleurs humanitaires et médicaux à Gaza ».

#### Blocus humanitaire, émeutes de la faim et pillages
Les entrées quotidiennes de camions d'approvisionnement dans la bande de Gaza sont passées de 500 avant la guerre à moins de 70 en 2024. L'aide alimentaire étant désormais largement insuffisante pour répondre aux besoins de la population, la famine s'est installée, frappant tout particulièrement les enfants, plus fragiles. Toutefois, à la différence des enfants morts dans les bombardements, aucun bilan ne recense ceux qui sont décédés à la suite de malnutrition ou de déshydratation.
Le 20 février 2024, la situation devient si grave que le Programme alimentaire mondial décide de stopper ses livraisons d'aide après que des camions ont été pillés par des Gazaouis affamés.

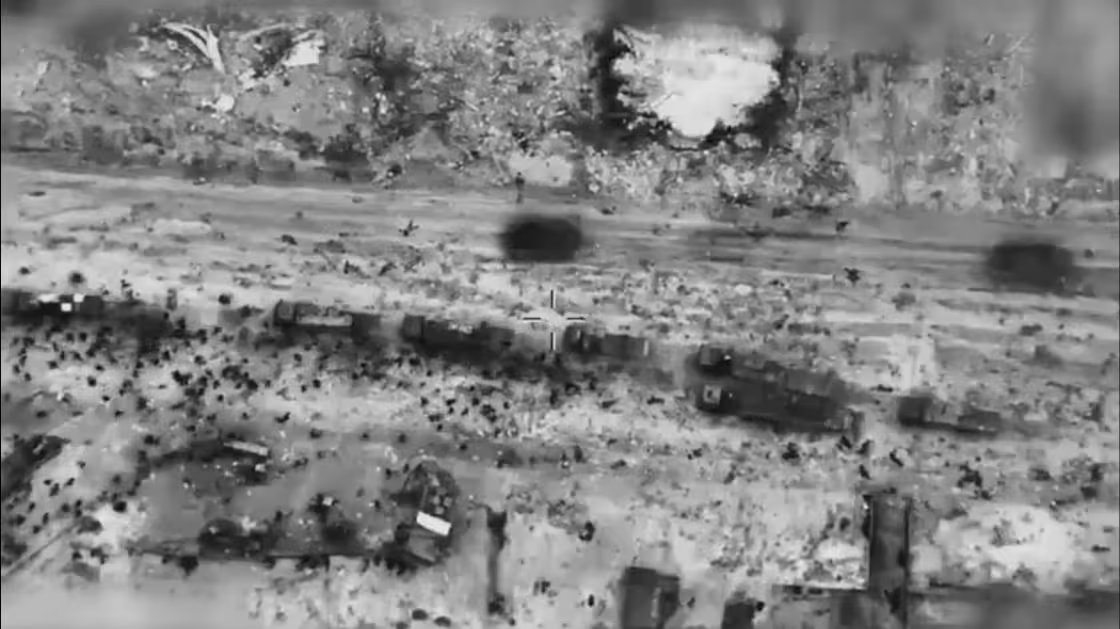
Cadavres palestiniens près des camions d'aide alimentaires et des chars israéliens, lors du massacre de la farine.

Le 29 février au matin, un convoi humanitaire de 30 camions affrété sans aucun dialogue avec les agences des Nations unies arrive par le boulevard côtier dans la ville de Gaza au nord du territoire. Ce convoi est déjà attendu par des milliers de civils poussés par la faim, d'autant que certains camions d'aide sont pillés dès leur passage à Rafah. France 24 rapporte que des tirs israéliens sur une foule affamée et une vaste bousculade pendant une distribution d'aide, ont alors fait plus de 118 morts selon le ministère de la Santé de Gaza, évènement appelé massacre de la farine. L'armée israélienne évoque des tirs limités par des soldats menacés, une bousculade et aussi des personnes renversées par les camions. Cet événement suscite une vague de critiques à l'égard d'Israël, d'autant que selon l'agence des Nations unies chargée de la coordination humanitaire — qui reprend les chiffres du ministère de la santé de Gaza —, « le risque de mort par famine ne cesse d'augmenter »,,.
Fin février et début mars 2024, plus de 20 largages humanitaires sont effectués en coordination avec l'armée israélienne, par la France, les Émirats arabes unis, l'Égypte, les États-Unis et la Jordanie, mais l'aide fournie est insuffisante pour répondre aux besoins du grand nombre de personnes dans la région. Les États-Unis particulièrement affirment avoir largué 36 000 rations alimentaires dans le nord de la bande de Gaza le 5 mars 2024, en coordination avec la Jordanie après leur premier largage du 2 mars.
Le président américain Joe Biden annonce aussi dans son discours sur l'état de l'Union du 7 mars 2024 son intention, à cause de l'insuffisance de l'aide par voie terrestre, de faire construire avec d'autres pays un port artificiel devant Gaza mais cela pourrait prendre jusqu'à deux mois. Avec leur abstention au sujet d'une résolution du Conseil de sécurité qui « exige un cessez-le-feu humanitaire immédiat pendant le mois du ramadan qui soit respecté par toutes les parties et mène à un cessez-le-feu durable, exige également la libération immédiate et inconditionnelle de tous les otages » et surtout après le bombardement tragique de personnel humanitaire le 1er avril 2024, les États-Unis infléchissent leur politique vis-à-vis d'Israël, conditionnent leur soutien à des mesures immédiates pour protéger les civils palestiniens à Gaza et appellent à un cessez-le-feu immédiat.
L'armée israélienne favorise le pillage de l'aide humanitaire dans la bande de Gaza, en s'en prenant notamment aux forces de police palestiniennes qui tentent de le combattre, affirment 29 ONG dans un rapport commun en novembre 2024. Le quotidien israélien Haaretz relève également que « l'armée israélienne permet aux gangs de Gaza de piller les camions d'aide et d'extorquer des frais de protection aux chauffeurs ». Ces gangs sont souvent liés à des criminels notoires ou à des familles influentes du sud de Gaza opposées au Hamas. Ils sont localisés dans la partie est de Rafah, près de la frontière israélienne, dans des zones que les Palestiniens ne peuvent normalement pas approcher sans être tués par l'armée. Les troupes israéliennes n'interviennent pas lorsque des convois humanitaires sont attaqués près de leurs positions. Elles attaquent en revanche la police palestinienne lorsque celle-ci tente d'empêcher les détournements. D'autre part, les autorités israéliennes imposent aux organisations humanitaires des contraintes qui les exposent encore plus aux gangs. Les chargements doivent être placés sur des camions à plateau, ce qui permet aux pilleurs de sélectionner leurs prises. Dans le sud de l'enclave, « les autorités n'ouvrent qu'une seule route depuis Kerem Shalom, nous envoyant droit sur les pilleurs », souligne la responsable des urgences à Gaza pour Médecins sans frontières. Le Hamas a créé une force appelée “Flèche” pour cibler les pilleurs à l'intérieur des villes mais celle-ci ne peut pas intervenir près des zones frontalières ou ont généralement lieu les détournements. Des frappes israéliennes sur des convois humanitaires font au moins douze morts et une trentaine de blessés le 12 décembre 2024.
En novembre 2024, la Cour pénale internationale a accusé l'État israélien d'user de « la famine comme d’un moyen de faire la guerre ».
En avril 2025, 12 dirigeants d'organisations humanitaires signent une déclaration sur le fait que les systèmes d'aides étaient en danger d’effondrement. Après avoir bloqué l'importation de toute nourriture, médicaments et carburant pendant deux mois et demi, Israël autorise une entrée limitée en mai 2025. La directrice du Programme alimentaire mondial, Cindy McCain déclare qu'environ 100 camions par jour accèdent à la bande de Gaza, alors que pendant le cessez-le-feu le nombre était de 600 camions.

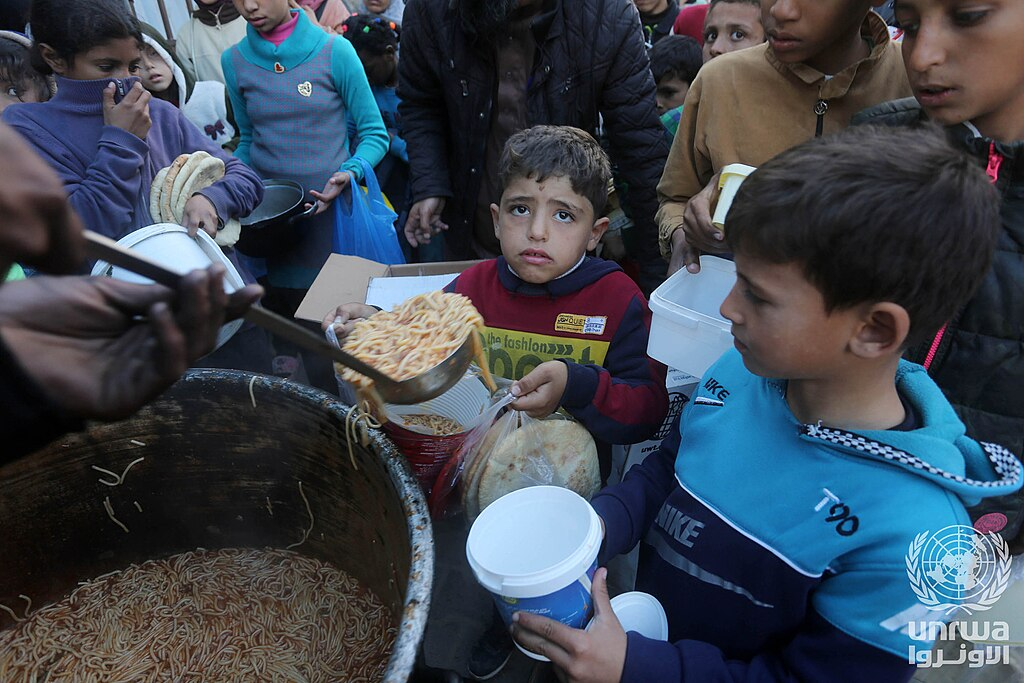
Distribution de nourriture à des Palestiniens déplacés à Deir el-Balah, dans une takiya, le 4 mars 2025.

Les distributions des rares nourritures autorisées à entrer à Gaza, en partie confiées par Israël à des sociétés privées, donnent lieu à des fusillades quotidiennes sur les Palestiniens par l'armée israélienne. Le Haut-Commissariat aux droits de l'Homme de l'ONU déplore ainsi la mort, en deux mois, de plus de 1 000 personnes qui cherchaient à obtenir de l'aide humanitaire.
Le 23 juillet 2025, 111 ONG, dont Médecins sans frontières, Amnesty International, Caritas ou encore Médecins du monde, alerte sur le début d'une « famine de masse » à Gaza. Elles demandent la levée du siège qui empêche les provisions et les fournitures médicales d'arriver sur le territoire palestinien. Selon Jens Laerke, porte-parole du Bureau de la coordination des affaires humanitaires de l'ONU (Ocha), il s'agit de « l'une des opérations d'aide humanitaire les plus entravées, non seulement aujourd'hui dans le monde, mais aussi dans l'histoire récente »,.

### Destructions

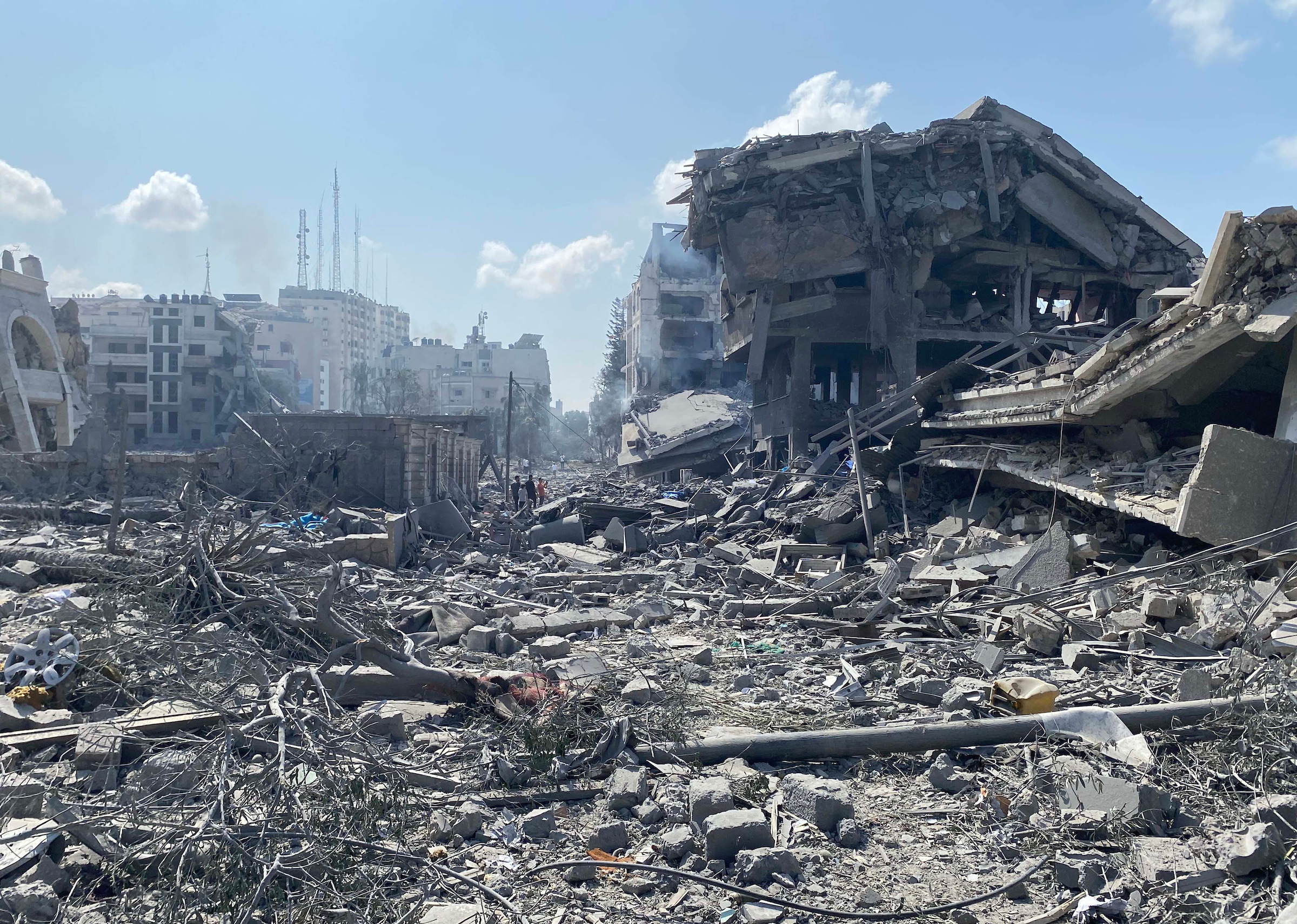
El-Remal dans la ville de Gaza après un bombardement israélien le 9 octobre 2023.

En juin 2025, après 20 mois de bombardements israéliens, l'ONU considère que 92% des bâtiments résidentiels ont été détruits ou endommagés.
Au 31 octobre 2023, des images provenant du satellite Sentinel-1 et autres données disponibles permettent d'estimer qu'environ 29 000 bâtiments soit 11 % du parc immobilier de la bande de Gaza ont été endommagés par les combats.
Le 8 novembre, Balakrishnan Rajagopal, expert à l'ONU, dénonce les crimes de guerre commis par Israël en détruisant près de 45 % des unités d'habitation et d'infrastructures de la bande de Gaza mais souligne également que les logements civils en Israël ne sont évidemment pas non plus des cibles militaires, avertissant que les tirs aveugles et continus de roquettes du Hamas depuis Gaza et ailleurs constituent également un crime de guerre. Le 17 novembre, la BBC parle de près de 50 % des habitations qui sont soit détruites soit endommagées par près de 10 000 obus ou missiles. Les quartiers les plus touchés sont ceux de la zone Nord évacués notamment Beit Hanoun ainsi que les quartiers côtiers de la ville de Gaza avec cependant des bombardements plus sporadiques dans la partie sud à Khan Younès ou à Rafah.
Le 29 novembre, l'ONU estime à 45 000 habitations complètement détruites et 234 000 partiellement endommagées, représentant entre 26 et 34 % de l'ensemble des immeubles de la bande de Gaza, chiffre qui monte à entre 52 et 65 % pour le nord de Gaza. Le 12 décembre, l'ONU estime que plus de la moitié des habitations de la bande de Gaza sont détruites ou endommagées. Le même jour, une autre estimation de l'ONU par imagerie satellitaire est publiée qui estime qu'au 26 novembre 18 % des habitations sont détruites ou endommagées.
60 % des infrastructures de Gaza sont détruites ou endommagées à la date du 19 décembre 2023, selon l'agence des Nations unies pour les réfugiés palestiniens (UNRWA). « Le niveau de destruction dans le territoire palestinien est supérieur à celui de l'Allemagne lors de la Seconde guerre mondiale » selon Josep Borrell, haut représentant de l'Union pour les affaires étrangères et la politique de sécurité.

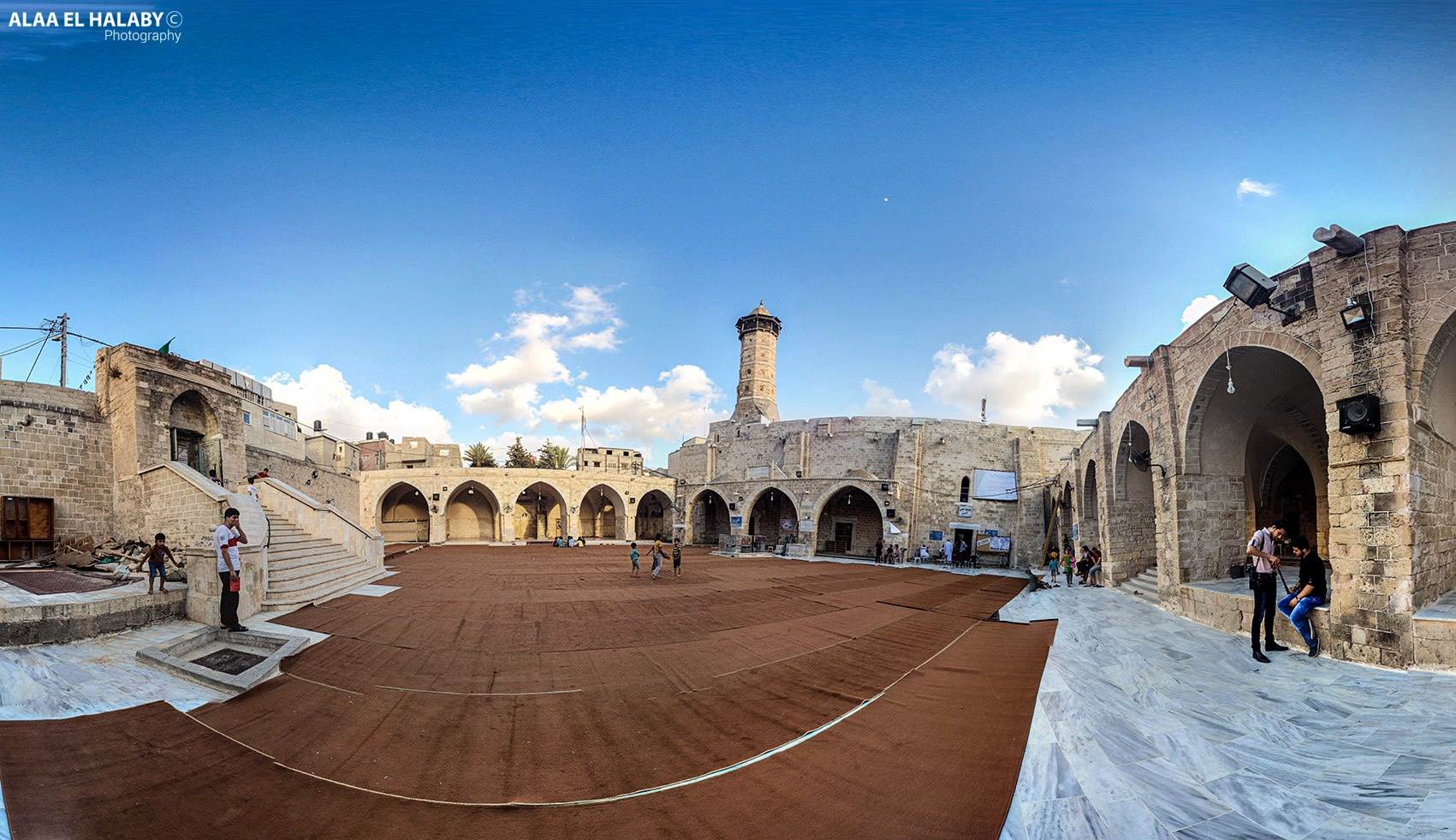
La Grande Mosquée de Gaza (photo de 2015), datant de l'époque médiévale, a été presque entièrement détruite lors d'un bombardement israélien en 2023.

En janvier 2024, la Banque mondiale estime par l'imagerie satellite que 45 % des habitations sont détruites complètement, et ce taux atteint 60 % en prenant en compte les bâtiments grandement endommagés. Également, la moitié des cimetières gazaouis sont endommagés intentionnellement, ce qui constituerait une atteinte au droit international.
Les militaires israéliens documentent eux-mêmes leurs exactions lorsqu'ils transmettent des vidéos et photographies sur des réseaux sociaux, dont des humiliations, du vandalisme, montrant un sentiment d'impunité de leur part.
En mars 2024, les forces armées israéliennes commencent à mettre en place une zone tampon d'un kilomètre le long de sa frontière avec Gaza, en détruisant les bâtiments s'y trouvant. Dans le même temps, une route Est-Ouest est construite au sud de la ville de Gaza pour créer le corridor Netzarim, dans le but de couper celle-ci du reste de la bande de Gaza.
En juillet 2024, une évaluation des Nations Unies estime que la reconstruction de Gaza pourrait coûter entre 40 et 50 milliards de dollars et prendre jusqu'à 15 ans. La gestion des débris, estimés à près de 40 millions de tonnes, nécessiterait d'immenses sites d'enfouissement. Selon l'évaluation, la dévastation a également modifié le paysage, endommagé les infrastructures essentielles et causé de nombreux risques liés aux munitions non explosées.
En août 2024, une analyse d'image satellite montre que 44 % des bâtiments du gouvernorat de Rafah ont été endommagés ou détruits, notamment le long du corridor de Philadelphie où des quartiers entiers ont été ruinés entre avril et août 2024, pour créer une zone tampon, comme le village de Al Qarya as Suwaydiya.
En octobre 2024, une étude satellitaire confirme une estimation de 59 % des bâtiments de l'ensemble de bande de Gaza détruits ou endommagés, allant de 47 % pour Rafah à 74 % pour la ville de Gaza. Ces dommages ont eu lieu principalement entre octobre 2023 et fin janvier 2024. Ces destructions ayant eu lieu d'abord au nord de Gaza entre octobre et décembre 2023, puis dans les zones autour de Deir el-Balah et Khan Younès entre décembre et fin janvier 2024 alors que les destructions autour de Rafah se sont plus étalées dans le temps jusqu'en septembre 2024,.

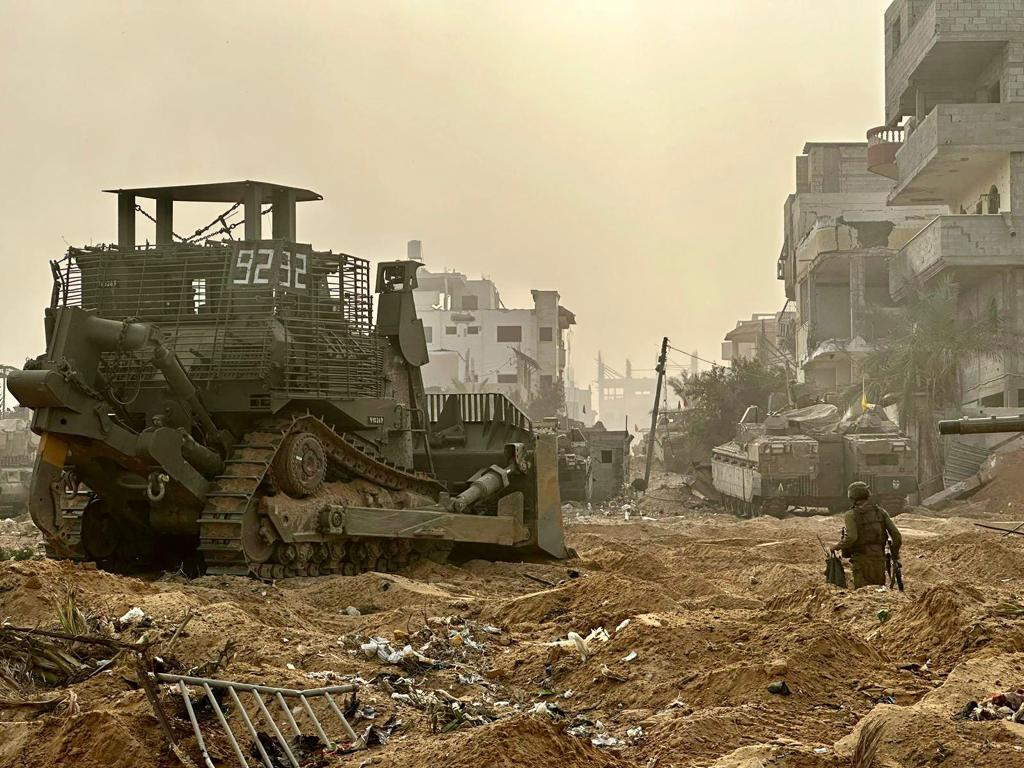
Bulldozer de l'armée israélienne déployé à Gaza, 2 novembre 2023.

Depuis le début d'invasion terrestre, des centaines de bulldozers et d'excavateurs israéliens opèrent dans l'enclave palestinienne pour le compte de l'armée israélienne afin de raser des habitations. Devant l'ampleur de la tâche, Tsahal est obligé de faire appel à des travailleurs civils pour conduire les engins. Pour la BBC, depuis mars 2025, « des villes et des banlieues entières, abritant autrefois des dizaines de milliers de personnes, ont été rasées », principalement dans le nord et le sud de l'enclave, bien au-delà des « zones tampons » que l'armée israélienne estime nécessaire pour sa campagne militaire. Selon le journal israélien Haaretz, cela montre qu'Israël « intensifie ses efforts pour rendre Gaza inhabitable pour les années à venir ». Et pour Neve Gordon, professeur israélien de droit international au Guardian : « Si la nécessité militaire exige de détruire une maison civile, on pourrait trouver des arguments en faveur de cette pratique. Mais si une localité ou un quartier est détruit, comme on le voit partout à Gaza, il s'agit d'une violation flagrante du droit international ».
L'armée israélienne mène aussi des frappes sur les bulldozers palestiniens, chargés de déblayer les décombres pour permettre un minimum de circulation et de secourir les personnes coincées sous les gravats après des frappes. En avril 2025, les destructions causées par les bombardements ont provoqué l’accumulation de plus de 50 millions de tonnes de débris, dont moins de 1 % a été dégagé.

## Bilans

### Bilan humain

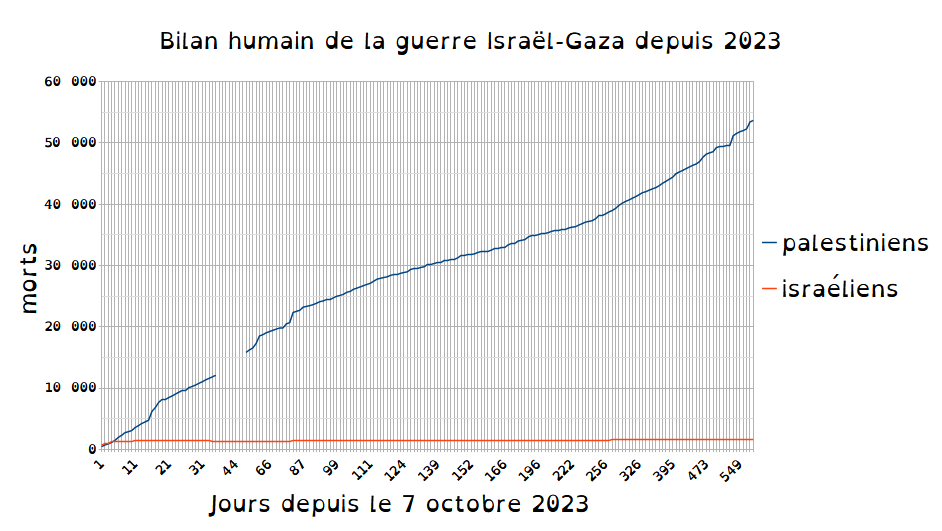
Nombre de morts dus à la guerre Israël-Gaza entre le 7 octobre 2023 et le 11 septembre 2024

Le 5 juillet 2024, les chercheurs Rasha Khatib, Martin McKee et Salim Yusuf estiment, en se fondant sur des conflits comparables, qu'il n'est pas impossible que le nombre total de morts en lien avec le conflit à Gaza s'élève dans le futur ("in the coming months and years") à 186 000, soit l'équivalent de 7,9 % de la population totale de Gaza de 2022. Ce chiffre inclut, outre les décès recensés par le ministère de la Santé de Gaza, 10 000 corps qui pourraient être encore dans les décombres et les décès indirects liés aux maladies de la reproduction et à celles transmissibles ou non-transmissibles.

### Côté israélien

#### Bilan humain de l'attaque du 7 octobre
Le 9 octobre 2023, un premier bilan côté israélien monte à 700 morts. Sur le site du festival de musique Nova de Réïm attaqué par le Hamas, au moins 260 corps sont découverts. Beaucoup de festivaliers y ont été brûlés ; plusieurs femmes ont été violées d'après les témoignages concordants et les enquêtes, ont subi des tortures, ont été mutilées et certaines exécutées tandis que d'autres ont été emmenées de force dans la bande de Gaza,. L'état de nombreux corps de civils rend très difficile leur identification. En décembre, le bilan passe à 1 160 morts.
Le 8 octobre, l'autorité sanitaire dénombre 2 156 blessés admis dans les hôpitaux israéliens ; le 11 octobre, ce nombre monte à 2 700, le lendemain à près de 3 400 et le 20 octobre à 4 834 blessés. Les citoyens israéliens sont appelés à donner leur sang.
Avec 1 160 morts, en majorité des civils – l'armée israélienne déclarant la perte d'au moins 169 soldats israéliens dans les premiers combats contre le Hamas, c'est l'attaque la plus meurtrière sur Israël en 75 ans : le nombre de morts en trois jours dépasse celui des vingt dernières années pour l'État hébreu,.
Outre les victimes des localités détruites, les Israéliens estiment le 23 octobre que 200 000 personnes ont dû se déplacer du sud ou du nord d'Israël vers le centre du pays, spontanément ou à la demande des autorités, de façon à éviter que des civils israéliens se trouvent dans de potentielles zones d'affrontement.
Un mois après les attaques du Hamas, le ministère des affaires étrangères israélien revoit à la baisse le nombre de 1 160 morts israéliens et étrangers initialement déclaré où figuraient en fait quelque 200 combattants palestiniens parmi les corps trouvés sur son sol après le 7 octobre et il indique qu'il est parvenu à identifier précisément 843 victimes civiles parmi ces 1 160 victimes israéliennes et étrangères,.

#### Otages
Selon Abou Obaïda des brigades Izz al-Din al-Qassam, il y aurait 200 otages détenus par son organisation dans la bande de Gaza et une cinquante d'autres entre les mains d'autres factions palestiniennes, détenus dans d'autres endroits. Les familles de 199 personnes sont informées le 16 octobre par Tsahal que leurs proches font partie des captifs retenus dans la bande de Gaza à la suite de leur enlèvement au cours des attaques du Hamas du 7 octobre. Le 31 octobre, 242 personnes s'avèrent otages des membres du Hamas, parmi lesquels 32 sont des enfants,. Des personnes de diverses nationalités sont prises en otages. Elles sont transportées à motos, en voitures ou en camionnettes à Gaza,.
Dans un premier temps, le Hamas et le Jihad islamique palestinien annoncent avoir pris respectivement 100 et 30 otages pour les échanger ultérieurement contre des prisonniers palestiniens d'Israël (environ 6 000),.
Le 9 octobre, la première annonce du Hamas et du Jihad islamique palestinien indique que ces otages pris en Israël serviront de monnaie échange ultérieure contre des prisonniers palestiniens d'Israël,. Le 9 octobre, le Hamas menace d'exécuter des otages israéliens en cas de bombardements sans préavis sur Gaza, : « Chaque fois que notre peuple sera pris pour cible sans avertissement, cela entraînera l'exécution d'un des otages civils. ». Deux jours plus tard, le Hamas menace de les exécuter,. Ensuite, le codirigeant du Hamas Moussa Abou Marzouk indique au magazine français Complément d'enquête que « les civils seront relâchés sans aucun doute » mais que « ces gens-là nous combattaient en tant qu'Israéliens… (devenus après leur capture) Français, Américains, Anglais, ou Allemands… et nous avons besoin de temps avant de vérifier tout cela ».

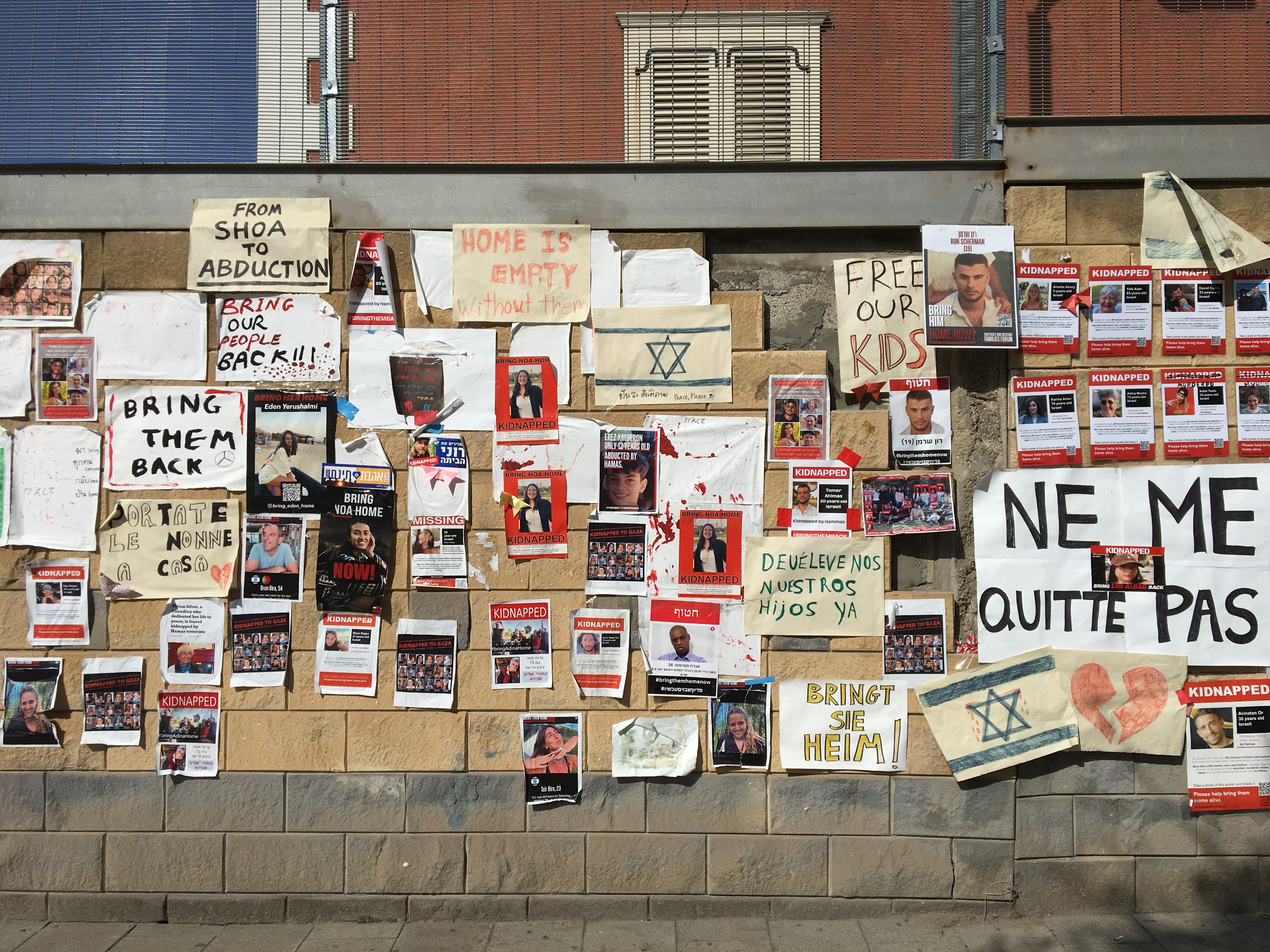
Affiches et posters en plusieurs langues affichés à Kirya (Israël).

Parmi ces 240 otages prisonniers du Hamas et du Jihad islamique palestinien, figurent des dizaines d'étrangers ou de binationaux, devant plutôt servir de boucliers humains.

##### Libérations

###### Durant le conflit
Le 20 octobre, deux otages américaines sont libérées : une mère et sa fille de 17 ans « pour des raisons humanitaires ». Le 23 octobre, les deux premières otages israéliennes sont relâchées ; il s'agit de deux octogénaires. Le 28 octobre, la caporale Ori Megidish, est libérée après trois semaines de captivité par Tsahal, guidé par le Mossad, au cours de son intervention terrestre dans l'enclave palestinienne. Cependant, le porte-parole du Hamas laisse entendre qu'elle aurait été détenue par un autre mouvement palestinien que le sien.

###### Durant la trêve
| Date         | Israéliens | Israéliens | Israéliens | Palestiniens | Palestiniens |
| Date         | Enfants    | Femmes     | Hommes     | Enfants      | Femmes       |
| ------------ | ---------- | ---------- | ---------- | ------------ | ------------ |
| 24 novembre  | 4          | 9          | –          | 17           | 22           |
| 25 novembre, | 7          | 6 + 2      | –          | 33           | 4            |
| 26 novembre  | 9          | 4          | –          | 39           | –            |
| 27 novembre, | 8          | 3 + 3      | –          | 30           | –            |
| 28 novembre, | 1          | 9 + 15     | –          | 15           | –            |
| 29 novembre, | 2          | 7 + 7      | 3          | 16           | 7            |
| 30 novembre, | 1          | 6 + 8      | 1          | 22           | –            |
| Sous-total   | 32         | 44 + 35    | 4          | 172          | 33           |
| Total        | 80 + 35    | 80 + 35    | 80 + 35    | 205          | 205          |

Le 24 novembre, treize otages israéliens sont libérés, en échange de la libération de 39 prisonniers palestiniens, ayant lieu lors d'une trêve négociée de plusieurs jours. Dix otages thaïlandais et un Philippin sont également libérés sans contrepartie ce même jour,. Le 25 novembre, dix-sept otages, dont treize Israéliens) figurant dans les accords du jour, en échange de 39 prisonniers palestiniens, sont libérés, ainsi que quatre Thaïlandais sans contrepartie. Pour le journal israélien Haaretz, le Hamas a provoqué un retard de dernière minute dans le but de recourir à la guerre psychologique contre Israël. Le 26 novembre, quatorze Israéliens, sont libérés en échange de trente neuf prisonniers palestiniens. De plus, un otage israélo-russe est libéré par le Hamas à la demande du président russe Vladimir Poutine ainsi que trois ressortissants thaïs, sans contrepartie. Au dernier jour de la trêve, onze otages israéliens dont trois jeunes franco-israéliens et six Thaïlandais sont libérés par le Hamas. La trêve est prolongée jusqu'au 30 novembre 7 h (heure locale), le temps d'établir de nouvelles listes de personnes à libérer. Le 29 novembre, un nouveau groupe d'otages israéliens et étrangers est libéré ; la moitié d'entre eux ont la double nationalité : un Néerlandais, trois Allemands et un Américain. En contrepartie, un groupe de trente prisonniers palestiniens sont aussi libérés. En dehors du cadre des négociations entre le Hamas et Israël et de ces échanges, quatre otages thaïlandais et deux Russes sont libérés. Le 30 novembre deux nouvelles otages sont libérées à Gaza, après 55 jours de captivité.

###### Après la trêve
Le 25 avril 2024, 18 pays dont des ressortissants sont retenus comme otages (les États-Unis, le Royaume-Uni, l'Allemagne, l'Argentine, l'Autriche, le Brésil, la Bulgarie, le Canada, la Colombie, le Danemark, l'Espagne, la France, la Hongrie, la Pologne, le Portugal, la Roumanie, la Serbie et la Thaïlande) publient une déclaration demandant au Hamas la libération de tous les otages ce qui constituerait une étape dans la résolution de la crise. Le Hamas déclare ne pas céder à la pression internationale. Selon le décompte de l'AFP, il resterait 129 otages, dont 34 sont considérés comme morts selon des responsables israéliens.

##### Otages morts à Gaza
Selon le Hamas, 70 otages sont morts à Gaza à cause des bombardements israéliens.
À la suite de la découverte par l'armée israélienne le 31 août 2024 des corps de six otages exécutés peu avant par leurs ravisseurs, dans un tunnel de la bande de Gaza, le syndicat Histadrout appelle à une grève générale le 2 septembre pour contraindre Benyamin Netanyahou à signer un accord permettant la libération des 97 otages sur 251 toujours détenus par le Hamas (dont 33 sont déclarés morts par Israël).

#### Soldats israéliens morts à Gaza
Le 12 décembre, le nombre de soldats morts lors des opérations à Gaza dépasse le seuil symbolique des 100 morts. Le 1er janvier 2024, l'armée israélienne annonce que 17 % des soldats israéliens morts à Gaza sont tués par leur propre armée,.
Le 17 mai 2024, Israël rapporte que 279 soldats sont morts à Gaza.

### Côté palestinien

#### Bande de Gaza

##### Nombre de victimes

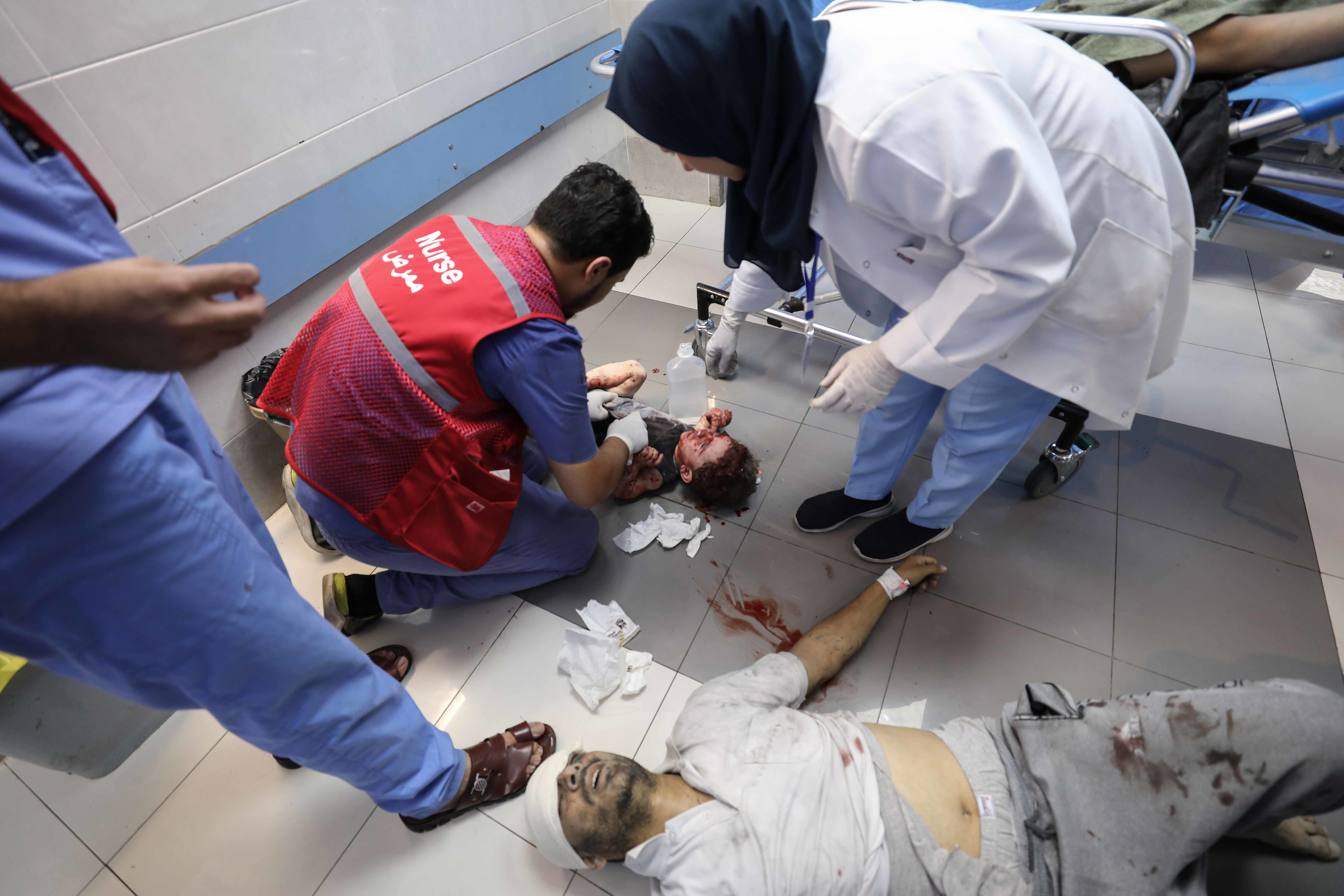
Un enfant et un homme blessés reçoivent des soins sur le sol de l'Hôpital Al-Shifa à Gaza City, le 11 octobre 2023.

Le 29 février 2024, le seuil de 30 000 Palestiniens morts a été franchi. À titre de comparaison, le bilan s'élevait, le 23 janvier, à 25 490 Palestiniens tués et 62 108 Palestiniens blessés dans la bande de Gaza depuis le 7 octobre, selon le ministère palestinien de la Santé du Hamas. Ainsi, explique CNN, 1 % de la population de Gaza d'avant-guerre a été anéantie en trois mois. 300 personnes sont tuées chaque jour depuis le 7 octobre selon un bilan établi le 20 décembre 2023 par la BBC qui, comparant avec d'autres conflits récents dans le monde (en Syrie, en Irak, en Ukraine), juge ce chiffre extrêmement élevé.
Au 10 mai 2024, 34 904 Palestiniens sont tués dans la bande de Gaza, 78 514 sont blessés.
Le 25 novembre 2024, le ministère de la Santé du gouvernement du Hamas à Gaza donne un bilan de 44 235 morts et 104 638 blessés.
Au 16 avril 2025, l'UNICEF comptabilise plus de 51 000 morts palestiniens, dont au moins 15 000 enfants, et plus de 116 343 blessés, dont plus de 34 000 enfants.
Selon le Bureau de la coordination des affaires humanitaires, au 4 juin 2025, 54 607 Palestiniens ont été tués, dont 15 613 enfants et 8 304 femmes.

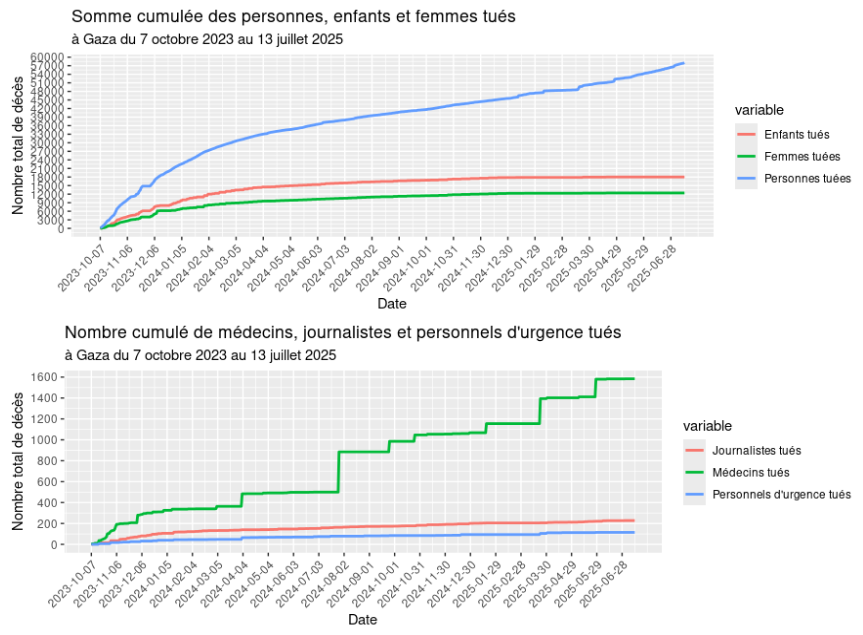
Source:[https://data.techforpalestine.org/ Tech For Palestine

Ces chiffres sont considérés comme probablement sous-évalués, étant donné que le ministère du Hamas comptabilise uniquement les personnes décédées dans les hôpitaux ; or des milliers de personnes voire des dizaines de milliers se trouvent sous les décombres, selon Libération (18 janvier 2024). En effet, au 10 mai 2024, plus de 10 000 personnes sont déclarées disparues dans la bande de Gaza. La revue médicale britannique The Lancet estime, en janvier 2025, le nombre de morts à Gaza à au moins 64 260 morts au cours des 9 premiers mois du conflit, soit 40 % de plus que les bilans du ministère de la Santé de la bande de Gaza,.
La cause du nombre de morts exceptionnellement élevé est l'intensité inédite des bombardements israéliens, avec un nombre de bombes larguées par jour plus élevé qu'en Irak, en Syrie, en Ukraine ou pendant la Seconde Guerre mondiale. Les experts affirment n'avoir jamais observé une si forte intensité dans les bombardements. Ainsi, l'armée israélienne a largué 1 000 bombes par jour en moyenne pendant la première semaine d'opérations militaires, 90% de ces bombes pesant entre 450 et 900 kg (entre 1 000 et 2 000 livres). À titre de comparaison, Londres pendant la Seconde Guerre mondiale, lors du Blitz, a été frappée de 19 000 tonnes de bombes au total sur une durée de huit mois. Les fragments de bombes identifiés à Gaza sont ceux de bombes de fabrication américaine Joint Direct Attack Munitions (JDAM) qui pèsent 450 et 900 kilogrammes et « transforment la terre en liquide » selon Marc Garlasco, enquêteur sur les crimes de guerre à l'ONU ; ainsi que d'autres bombes de plus petit diamètre, selon Amnesty International. Ont été également trouvés à Gaza des fragments de bombes SPICE (en) (Smart, Precise Impact, Cost-Effective : kit permettant d'ajouter un système de guidage de précision sur une bombe) de 900 kg (2 000 livres). Aux bombes larguées sur Gaza se sont ajoutés les obus d'artillerie.
Une proportion importante des victimes est des enfants : près de la moitié de la population du territoire a moins de 18 ans en 2022, selon le ministère de la Santé de Gaza. Selon CNN, 41 % des personnes tuées sont des enfants. Le nombre d'enfants tués entre le 7 octobre et novembre 2023 (4 100 enfants tués selon le ministre de Santé de Gaza) dépasse déjà, en un mois, le nombre d'enfants tués chaque année dans des guerres depuis 2019. À titre de comparaison, durant la guerre en Ukraine, 477 enfants ont été tués en 2022 ; 83 enfants ont été tués en 2023 dans un décompte arrêté au 8 octobre. Les amputations sont plus nombreuses chez les enfants de Gaza que nulle part ailleurs dans le monde, selon The Guardian.
Le bilan humain est le plus meurtrier depuis des décennies au cours du conflit israélo-palestinien ; il s'établit fin janvier 2024 « alors qu'Israël continue de faire pression pour la destruction totale du Hamas », que les combats ne semblent pas devoir s'achever prochainement, le Hamas retenant toujours des otages et le Premier ministre israélien rejetant la solution de deux États, selon The Week.
Des familles entières ayant été tuées à Gaza. Le Financial Times rapporte que la perte de grands groupes familiaux « détruit le tissu social de Gaza ». The New York Times a déclaré : « Des arbres généalogiques ont été démembrés et des branches entières effacées ». Le 28 octobre, le nombre de familles entièrement tuées s'élevait à 825.
79 journalistes palestiniens ont été tués à Gaza entre le 7 octobre 2023 et début janvier 2024. La chronologie du nombre de journalistes tués s'établit de la manière suivante : courant octobre, Reporters sans frontières dénonce un black-out médiatique imposé par Israël sur la bande de Gaza, avec le blocus déjà présent, la destruction des médias à Gaza et la mort d'au moins 19 journalistes tués lors des bombardements israéliens, dont 9 à leur domicile. Le 22 novembre, 46 journalistes palestiniens ont été tués dans des frappes israéliennes.
Le Comité international de la Croix-Rouge annonce le 11 octobre 2023 que cinq membres du réseau de la Fédération internationale des Sociétés de la Croix-Rouge et du Croissant-Rouge (IFRC) ont été tués au cours du conflit entre le Hamas et Israël lorsque des ambulances ont été touchées par des raids israéliens.
Le 11 octobre, l'armée israélienne affirme avoir dénombré « environ 1 500 corps » de combattants du Hamas sur le territoire d'Israël.
Le 28 mai 2025, un bilan global publié par le journal libanais L'Orient-Le Jour estime à 54 084 le nombre de tués dont 28 000 femmes et enfants, tandis que 123 308 Palestiniens ont été blessés dont 4 000 enfants. Parmi les tués, 1 400 professionnels de santé ont été rescencés, ainsi que 232 journalistes.

##### Nombre de déplacés
1,9 million de personnes sont déplacées, contraintes de quitter le nord de la bande de Gaza, et acculées dans le sud à Rafah, depuis décembre 2023. Cette situation perdure en janvier 2024. La chronologie s'établit de la manière suivante : selon l'Organisation des Nations unies, au 9 octobre, plus de 123 538 Palestiniens ont été déplacés dans la bande de Gaza pour s'éloigner des zones bombardées par Israël. Ce nombre monte à 423 378 au 12 octobre, veille de l'ordre d'évacuation donné par l'armée israélienne. Au 20 octobre et malgré le rejet par le Hamas de l'évacuation du nord de Gaza, l'OMS estime que le nombre de personnes déplacées à Gaza pourrait atteindre le million. Le 13 novembre, le bilan se monte à 1 500 000 personnes déplacées. Le 8 décembre, l'ONU estime à 1,9 million de personnes déplacées dans la bande de Gaza, soit 85 % de la population.

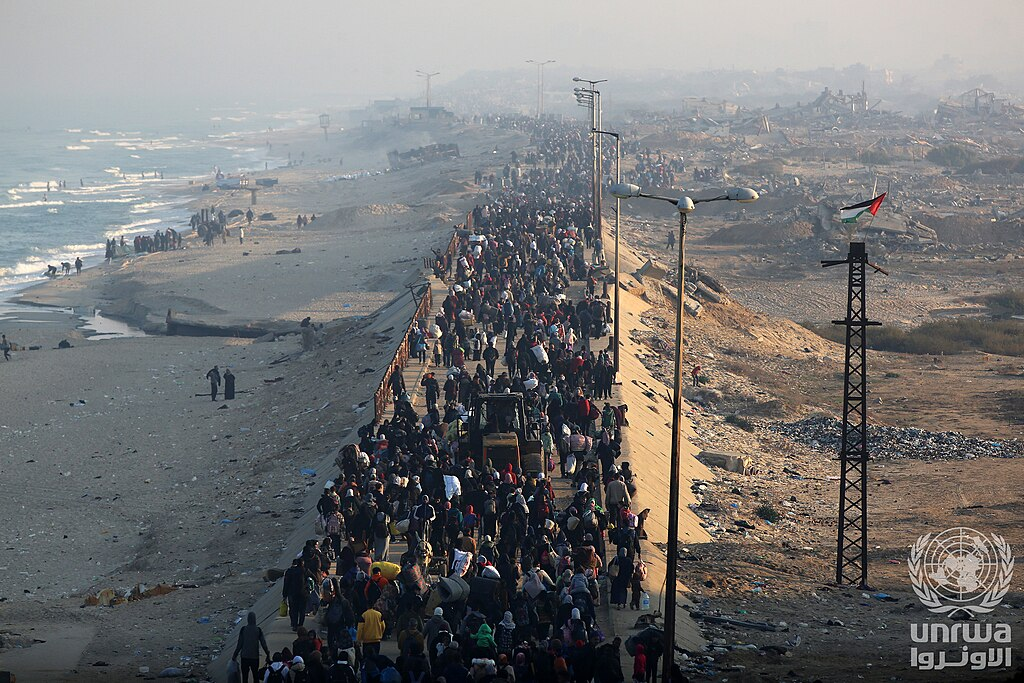
Déplacés palestiniens retournant vers la ville de Gaza et le nord de l'enclave par la rue Al-Rashid, le 28 janvier 2025.

Environ 100 000 Gazaouis se sont réfugiés en Égypte depuis le début de la guerre selon Orient XXI.

##### Fiabilité du nombre de morts à Gaza
Pour The New York Times fin novembre 2023, « même une évaluation prudente du nombre de morts déclaré à Gaza montre que le taux de mortalité pendant l'attaque d'Israël a peu de précédents dans ce siècle selon les experts », même au plus fort de la guerre d'Afghanistan (2001-2021), de la guerre d'Irak ou de la guerre civile syrienne. L'intensité des frappes sur un si petit territoire (15 000 cibles jusqu'au cessez-le-feu du 24 novembre) et l'emploi de bombes de 2 000 pounds (907 kg) dans des zones urbaines densément peuplées qui peuvent détruire une tour résidentielle est du jamais vu depuis la guerre du Viêt Nam voire la Seconde Guerre mondiale. En comparaison, les militaires américains estimaient leurs bombes les plus communes de 500 pounds (226 kg) étaient surdimensionnées pour des cibles en milieu urbain dans les guerres précédemment mentionnées. Même si le chiffre de morts civils est difficile à calculer et que les agences contrôlées par le Hamas ne séparent pas les morts civils et militaires, les chercheurs estiment que le nombre de 10 000 femmes et enfants morts (en novembre 2023) est un chiffre approximatif bien que conservateur. Les responsables et experts internationaux familiers avec les méthodes de comptage des agences de Gaza estiment que le chiffre global est fiable. L'armée israélienne déclare qu'elle ne cible pas les civils, qu'elle utilise les munitions les plus petites disponibles pour accomplir ses objectifs tout en minimisant les pertes civiles, et que la nature du conflit avec des tunnels du Hamas à côté, voire en dessous de résidences met les civils directement dans la ligne de feu.
Libération note que la « presse israélienne, de même que l’ONU, a longtemps jugé plutôt fiables les bilans établis » par le ministère palestinien de la Santé parce que lors des conflits précédents « des vérifications indépendantes (par l'ONU ou par d'autres ONG) continuaient de corroborer peu ou prou les chiffres du ministère palestinien », mais que « la polémique sur l’explosion à l'hôpital Al-Ahli Arabi atténue leur crédit » et que l'antenne gazaouie du ministère palestinien de la Santé — de facto sous la coupe du Hamas — ne fait dans ses bilans aucune distinction entre les combattants du Hamas et les civils ; elle comptabilise également comme victimes des frappes israéliennes celles des tirs défaillants de roquette venant du Hamas. Au sujet du nombre d'enfants morts qui serait 100 fois plus élevé coté palestinien qu'israélien (3 400 contre 30 au 31 octobre), même en prenant les réserves précédentes, pour les jeunes enfants, cela « ne fait aucune différence ».
Pour France Inter, le brouillard de guerre, les communications avec Gaza souvent coupées, l'absence de journalistes étrangers et la difficulté pour les journalistes locaux d'accomplir leur travail et parfois tués, la guerre de l'information à laquelle se livrent Israël et le Hamas doit inciter à la prudence.
La Maison-Blanche et Israël remettent en question les statistiques selon eux invérifiables car publiées par les autorités sanitaires de Gaza, contrôlées par le Hamas alors qu'elles sont jugées fiables voire sous-estimées par l'ONU,.
Pour Le Monde, cette controverse est « très politique ». À la suite des « accusations de manipulation lancées par la Maison Blanche », le ministère de la Santé de Gaza a publié le 28 octobre une liste nominative de près de 7 000 morts depuis le 7 octobre. Le quotidien note que « le contraste est saisissant entre la mise à distance de ces morts civiles et l'empathie sincère des responsables américains pour les victimes israéliennes de l'attaque du Hamas ».
Inversement, le nombre de morts déclarés, entre 30 000 et 35 000 début mai 2024, est aussi considéré comme sous-évalué, car à la suite de l'effondrement de l'état civil du Hamas, qui ne contrôle plus de fait la totalité de la bande de Gaza, et déjà manquant de fiabilité, il n'y a plus de moyen fiable de recenser les victimes, notamment celles des bombardements, enfouies sous les décombres et non dégagées. Par extrapolation, l'ancien officier français Guillaume Ancel évoque plutôt entre 60 000 et 70 000 morts.

##### Journalistes tués à Gaza
Selon la plateforme Forbidden Stories, 108 journalistes — pour la plupart gazaouis puisque les journalistes étrangers sont interdits par le gouvernement israélien — sont tués par des actions de l'armée israélienne entre le 7 octobre 2023 et juin 2024. Pour une part importante d'entre eux, les journalistes auraient été repérés portant un gilet marqué « Press » par des drones ou autres armes de précisions, impliquant que ces morts n'étaient pas accidentelles. Au mois d'avril 2025, ce sont 210 journalistes qui ont été tués.
Un porte-parole de l’armée israélienne dément que celle-ci ait ciblé volontairement des journalistes et allègue que « la plupart des cas mentionnés sont des militants tués durant des activités militaires, mais recensés comme journalistes »,. Le Comité pour la protection des journalistes dénonce la « pratique récurrente d’Israël consistant à accuser des journalistes de terrorisme sans fournir de preuves crédibles » pour justifier leur assassinat.
Reporters sans frontières a dénoncé la « volonté claire d’Israël d’imposer un black-out médiatique sur Gaza » en tuant les journalistes. Selon un rapport de l’université Brown (États-Unis), le nombre de journalistes tués en dix-huit mois à Gaza excède le total de ceux qui ont péri durant les deux guerres mondiales et cinq autres conflits majeurs.

##### Comparaison avec le nombre de morts dans d'autres conflits récents
La moyenne de 300 personnes tuées par jour à Gaza entre le 7 octobre et fin décembre 2023 est extrêmement élevée par rapport à d'autres conflits récents selon Emily Tripp, directrice d'Airwars, ONG qui comptabilise les morts civiles dans les guerres depuis 2014. Il s'agit même du taux de morts quotidiens le plus élevé de tous les conflits majeurs du XXIe siècle d'après Oxfam,.

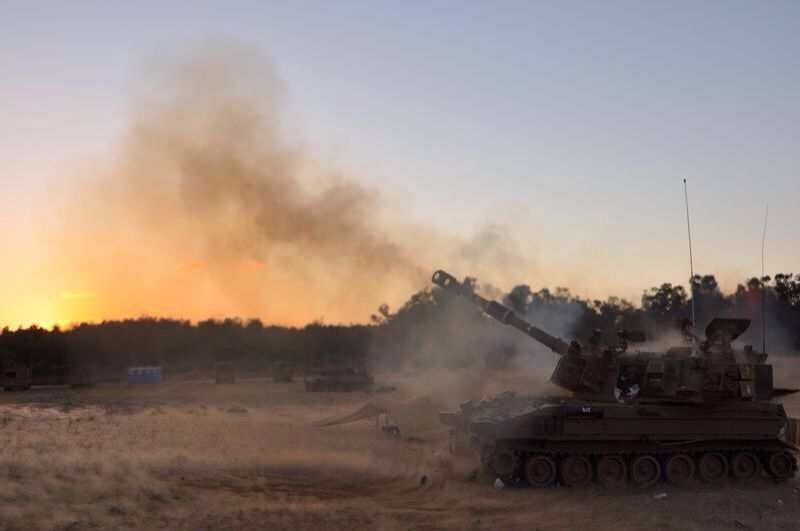
Des obusiers M109 utilisés par Israël pour bombarder la bande de Gaza.

Lors des opérations aériennes de la coalition internationale en Syrie, en 2017 à Raqqa, 20 civils par jour ont été tués en moyenne par les frappes aériennes et les tirs d'artillerie sur une période de quatre mois selon Amnesty International. L'offensive de la coalition menée par les États-Unis avait pour objectif de faire sortir l'État islamique de la ville syrienne de Raqqa. 160 000 civils auraient été déplacés à ce moment-là, ayant été contraints de fuir les bombardements.
Lors de la bataille de Mossoul (2016-2017) en Irak, 40 civils par jour ont été tués, soit au total entre 9 000 et 11 000 civils morts au cours des combats qui ont duré 9 mois selon des chiffres fournis par Associated Press. La population de Mossoul était de près de deux millions d'habitants en 2014. Cette bataille a opposé les forces irakiennes et l'aviation américaine à l'État islamique.
Lors de la guerre en Ukraine, 10 000 civils auraient été tués en deux ans, selon l'ONU ; toutefois le nombre de morts pourrait être sous-évalué compte tenu des problèmes que pose le décompte des morts. Par ailleurs, les comparaisons entre les guerres sont jugées complexes parce que les méthodes utilisées pour le décompte peuvent être différentes.
L'historien Jean-Pierre Filiu note, en avril 2025, que les plus de 51 000 morts palestiniens, dont plus de 15 000 enfants, directement dus à la guerre correspondrait à 1,7 million de tués, dont un demi-million d'enfants, à l’échelle de la population française.

##### Proportion de civils et de combattants
Il n'existe « aucun chiffre fiable » sur la proportion de civils et de combattants tués à Gaza, selon des responsables du projet Iraq Body Count, qui recense le nombre de morts dans la guerre d'Irak. Les autorités israéliennes ont affirmé avoir tué des « milliers » de combattants du Hamas, mais l'armée israélienne interrogée par la BBC a répondu « ne pas disposer de chiffre exact sur le nombre de terroristes du Hamas tués ».
Selon des dirigeants israéliens, deux civils palestiniens avaient été tués pour un combattant du Hamas – soit une proportion de 66,6 % de civils tués.
L'universitaire Michael Spagat auteur de plusieurs études sur les problèmes liés au décompte des morts dans les guerres déclare fin décembre 2023 qu'il « ne serait pas du tout surpris si environ 80 % des personnes tuées étaient des civils ». Il souligne le fait que la proportion publiée par des dirigeants israéliens est invérifiable, et communiquée sans indication sur les moyens de mesurer un tel ratio.
Lorsque des armes explosives sont utilisées dans des zones densément peuplées, en moyenne 90 % des victimes sont des civils, selon le groupe de recherche et de défense Action on Armed Violence (en) qui a étudié les conflits récents entre 2011 et 2021. 29 000 bombes israéliennes sont tombées sur Gaza entre le 7 octobre et la mi-décembre, dont 40 à 45 % de bombes non guidées. Or ce type de bombes peut manquer l'objectif jusqu'à 30 mètres.
Selon le ministère de la Santé dirigé par le Hamas, 70 % des personnes tuées à Gaza sont des femmes et des enfants ; pour les 30% d'hommes tués, le ministère de la Santé ne distingue pas les civils et les combattants. Cependant, cette proportion est finalement jugée non fiable par le Bureau de la coordination des affaires humanitaires qui, début mai 2024, décide d'utiliser uniquement la proportion parmi les victimes totalement identifiées, alors ramenée à 52 %, tout en reconnaissant l'absence de vérification indépendante du Hamas,,. En mai 2024, le gouvernement israélien annonce « la mort de 14 000 terroristes et de probablement 16 000 civils ». Le 16 septembre 2024, le ministère de la santé du Hamas publie les noms de 34 344 Palestiniens victimes des bombardements et qui ont été identifiés, classés par âge, de zéro à 101 ans sur 649 pages. 11 355 ont moins de 18 ans. 7 613 personnes en plus de cette liste n’ont à pas été identifiées. En novembre 2024, un rapport du Haut-Commissariat de l'ONU aux droits de l'homme situe à 70 % la proportion d'enfants et de femmes parmi les personnes tuées dans la bande de Gaza pour la période allant de novembre 2023 à avril 2024.

#### En Cisjordanie
Selon le ministère de la Santé de l'Autorité palestinienne, le 3 janvier 2024, 300 Palestiniens sont morts depuis le 7 octobre lors d'affrontements avec les soldats israéliens et dans certains cas avec des colons en Cisjordanie. En octobre 2024, le nombre de Palestiniens tués par l'armée israélienne ou des colons en Cisjordanie est de plus de 700. En avril 2025, le nombre de Palestiniens tués est de 950, dont plus de 200 enfants selon l'UNICEF.

#### Prisonniers palestiniens
Le gouvernement israélien durcit les conditions de détention des prisonniers palestiniens après le début de la guerre. En cinq mois, le nombre de Palestiniens emprisonnés en Israël, hors ceux de droits communs, double, passant à 9 500, dont 3 550 dits « administratifs » (des personnes incarcérées sans charges ni limite de temps). Les cellules sont surpeuplées, les radios ont été confisquées et l'électricité coupée, les couvertures et le matériel d'entretien manquent. La Croix-Rouge n'a plus accès aux prisonniers. La directrice de l'ONG israélienne Hamoked indique : « Nous n'avons jamais vu un tel niveau d'abus. Les prisonniers ne reçoivent pas assez de nourriture. Parmi ceux que nous avons rencontrés, certains ont perdu 20 kg ». Une autre ONG, Médecins pour les droits humains, qui a assisté à des autopsies, indique que des détenus ont succombé à un manque de soins. De nombreux témoignages font état de violences et de menaces, y compris de viols.
Entre le 7 octobre 2023 et le 10 mai 2024, 18 Palestiniens sont morts dans les prisons israéliennes.
De nombreuses vidéos montrent des Palestiniens, dont de nombreux civils, arrêtés et déshabillés en pleine rue à Gaza, pratiques humiliantes, dégradantes et interdites par le droit international. Israël invoque des raisons de sécurité pour justifier ces pratiques,.
Des Palestiniens capturés par Israël sont déshabillés, attachés, les yeux bandés avant d'être empilés dans des camions pour être envoyés dans des camps au milieu du désert. Les personnes enfermées n'y ont pas le droit de parler ou de bouger. Certaines personnes y sont attachées à des lits, sans vêtement, nourries par une paille. Parfois, elles sont attachées dans des positions volontairement stressantes ou douloureuses.
Le personnel médical y est sous qualifié. Des témoignages de celui-ci expliquent que des blessures causées par l'utilisation constante de menottes ne sont pas traitées correctement. Les personnes capturées vivent avec l'odeur des blessures qui pourrissent. Au moins une de ses personnes a été amputée à cause de la négligence de blessures dues au port prolongé de menottes. Beaucoup de patients qui y subissent des actes médicaux ne sont pas anesthésiés.

### Autres victimes

#### Victimes étrangères de l'attaque du 7 octobre en Israël
| Pays           | Morts | Disparus | Otages | Otages   |
|                |       |          |        | Libérés  |
| -------------- | ----- | -------- | ------ | -------- |
| Afrique du Sud | 2     |          |        | 1        |
| Allemagne      | 1     |          | 5      |          |
| Argentine      | 9     | 20       |        |          |
| Australie      | 1     |          |        |          |
| Autriche       | 4     | 1        |        |          |
| Azerbaïdjan    | 1     |          |        |          |
| Biélorussie    | 3     | 1        |        |          |
| Brésil         | 3     |          |        |          |
| Cambodge       | 1     |          |        |          |
| Canada,        | 6     | 3        |        |          |
| Chili          | 4     |          | 1      |          |
| Chine          | 4     | 2        |        |          |
| Colombie       | 2     |          |        |          |
| Danemark       |       |          | 1      |          |
| États-Unis,    | 32    | 13       | 2      | 2 ̟ 1     |
| Estonie        | 1     |          |        |          |
| Espagne        | 1     |          | 1      |          |
| Éthiopie       | 7     |          |        |          |
| France,        | 41    | 3        | 3      | 3 ̟ 1     |
| Honduras       | 2     |          |        |          |
| Irlande        | 1     |          |        | 1        |
| Italie         | 3     |          |        |          |
| Kazakhstan     | 1     |          |        |          |
| Lettonie       | 1     |          |        |          |
| Liban          | 8     |          |        |          |
| Lituanie       | 1     |          |        |          |
| Mexique        |       |          | 2      |          |
| Népal,         | 10    | 1        | 17     |          |
| Paraguay       | 2     | 2        |        |          |
| Pérou          | 2     | 5        |        |          |
| Philippines,   | 4     | 2        | 7      | 1        |
| Portugal,      | 9     | 5        |        |          |
| Roumanie,      | 5     | 2        | 1      |          |
| Royaume-Uni    | 6     | 10       |        |          |
| Russie         | 19    | 9        | 2      | 1        |
| Serbie         |       |          | 1      |          |
| Syrie          | 2     |          |        |          |
| Sri Lanka,     | 2     | 1        | 2      |          |
| Suisse         | 1     |          |        |          |
| Tanzanie       | 1     | 1        |        |          |
| Thaïlande,     | 32    | 14       | 22     | 10 ̟ 4 ̟ 6 |
| Turquie        | 3     |          |        |          |
| Ukraine,       | 23    | 8        |        | 1        |

Selon un bilan du 9 octobre 2023, une quarantaine d'étrangers sont morts dans les opérations menées par les combattants du Hamas contre Israël.
Le 11 octobre, le Washington Post rapporte que des personnes originaires de 24 pays ont été tuées ou portées disparues pendant le conflit mais au fur et à mesure des enquêtes et identifications, une quarantaine de pays dont des ressortissants en séjour ou vivant en Israël comptent leurs victimes.
La Thaïlande est le pays, hors Israël, à compter compte le plus de victimes de l'attaque du 7 octobre. Notamment car, en Israël, se trouvent environ 30 000 Thaïlandais originaires de régions pauvres, travaillant pour la plupart en tant qu'ouvriers agricoles en pays hébreu, appelés à l'origine pour remplacer une grande partie de la main-d'œuvre palestinienne à la suite de la première Intifada (années 1980 et 1990).
Parmi environ 4 500 Népalais travaillant en Israël, souvent aides-soignants, 10 étudiants en agriculture participant au programme « Earn and Learn », sont morts ce 7 octobre.
De nombreux voyageurs français présents en Israël au moment des attentats pour les fêtes juives, 62 000 français sont enregistrés auprès du consulat général de Tel Aviv et 25 000 autres à Jérusalem, déplorant plusieurs dizaines de victimes. Le 10 octobre, le ministère des Affaires étrangères français confirme la mort de plusieurs ressortissants français. Pour le peuple français, l'attaque du Hamas du 7 octobre en Israël est la plus meurtrière depuis l'attentat de Nice en juillet 2016. Le 7 février 2024, une cérémonie d'hommage national est organisée à Paris par le Président Emmanuel Macron, dans la Cour des Invalides, en présence des familles des victimes.

#### Victimes étrangères des bombardements israéliens
Selon Abou Obaïda des brigades Ezzedine al-Qassam du Hamas, sept otages dont trois étrangers sont morts dans le bombardement du camp de Jabaliya, qui a permis l'élimination d'un haut responsable de l'attaque du 7 octobre.
Le 31 octobre, le Quai d'Orsay annonce la mort de deux enfants français dans le nord de la bande de Gaza ; leur mère Yasmine Znaïdi, âgée de 43 ans, et son troisième enfant seraient blessés,,. Cette Française est « visée par un mandat d'arrêt international depuis 2016 pour association de malfaiteurs en vue de la préparation d'actes de terrorisme et financement d'une entreprise terroriste »,.

#### Victimes dues à l'internationalisation du conflit

##### Au Liban
Entre le 7 octobre 2023 et le 3 avril 2024, au moins 349 Libanais sont morts, dont 68 civils.

#### Otages étrangers libérés
À la faveur d'une trêve de quatre jours entre Israël et le Hamas, négociée par le Qatar, l'Égypte et d'autres puissances internationales, il est entendu d'échanger un otage civil (israélien, bi-national ou étranger) du 7 octobre contre trois prisonniers palestiniens détenus en Israël, soit environ 50 otages contre 150 prisonniers, entre le 24 et le 27 novembre,.
- Le 24 novembre[453], dix premiers otages thaïlandais et un philippin sont libérés après sept semaines de captivité, sans contrepartie, qui n'étaient initialement pas prévus dans l'accord conclu entre Israël et le Hamas[454],[252]. Un mois auparavant et sous l'égide de l'Iran, la Thaïlande avait envoyé une délégation composée exclusivement de musulmans thaïlandais pour rencontrer des représentants palestiniens du Hamas, à Téhéran, et leur rappeler que leur pays « traite bien les communautés musulmanes et leur offre de bonnes conditions de vie »[572] (voir Islam en Thaïlande).
- Le lendemain, quatre autres Thaïlandais sont libérés indépendamment des accords internationaux et sans contrepartie. Quatre otages (femmes et enfants dont une Israélo-irlandaise âgée de 9 ans) sont libérés tardivement dans la soirée[254].
- Le 26 novembre, sont libérés un homme israélo-russe de 25 ans[573] (à la demande du président russe Vladimir Poutine[574] et grâce à son « soutien à la cause palestinienne »[575]), une Israélo-sud-africaine de 62 ans et une fillette israélo-américaine devenue orpheline le 7 octobre[576]. De plus, trois travailleurs thaïlandais sont libérés sans contrepartie, ce même jour.
- Le 27 novembre (dernier jour de la trêve), trois Franco-israéliens et six Thaïlandais sont libérés par le Hamas[536]. La trêve est prolongée de deux jours, jusqu'au 30 novembre[257].
- Le 29 novembre, un nouveau groupe d'otages israéliens et étrangers est libéré composé de cinq mineurs et cinq femmes ; la moitié d'entre eux ont la double nationalité : un Néerlandais, trois Allemands et un Américain[456]. En dehors du cadre des négociations entre le Hamas et Israël et de ces échanges, quatre otages thaïlandais et deux otages russes[457] sont aussi remis en liberté[456].

Le dernier jour de la trêve prolongée, après 55 jours de captivité, deux nouvelles otages sont libérées à Gaza le 30 novembre.
À cette date, la trêve a permis la libération de 105 personnes enlevées le 7 octobre dont 80 Israéliens, en échange de 240 prisonniers palestiniens.

### Bilan militaire
Dans ses objectifs de guerre, Benyamin Netanyahou visait l’éradication du Hamas. Lors du cessez-le-feu, les policiers et les combattants du Hamas étaient très visibles, prouvant que cet objectif de guerre n’a pas été atteint par l’armée israélienne

## Soutien international à Israël

### Soutien des États-Unis
Dès le 8 octobre, les États-Unis affichent leur soutien à Israël en dépêchant leur plus gros porte-avions, le USS Gerald R. Ford en Méditerranée orientale. Un second porte-avion est envoyé le 16 octobre, l'USS Dwight D. Eisenhower.
Le 20 octobre, le président Joe Biden demande au Congrès américain des aides de 14,3 milliards d'USD pour Israël (et de 61,4 milliards d'USD pour l'Ukraine).
Le 8 décembre 2023, Robert A. Wood oppose le veto des États-Unis à une résolution du Conseil de sécurité de l'ONU en faveur d'un cessez-le-feu permanent.
En un an de guerre, les États-Unis ont dépensé 23 milliards de dollars en aide militaire à Israël. Ce nombre n'inclut pas les dépenses liées à la centaine de livraisons militaires à Israël que l'administration de Joe Biden a réalisées en fractionnant les cessions pour contourner l'obligation légale d'une approbation par le Congrès. En outre, Joe Biden a proposé en août 2024 une aide additionnelle de 20 milliards de dollars en armement sur les années à venir, en plus des aides existantes et programmées, ce qui doit d'abord être validé par le Congrès.
Selon le gouvernement israélien les États-Unis ont envoyé 800 avions et 140 navires chargés d’équipements militaires à Israël entre le début de la guerre et mai 2025. Ces équipements militaires comprennent « des véhicules blindés, des munitions, des équipements de protection individuelle et des équipements médicaux », précise l'État israélien, selon lequel ces livraisons sont un « un élément important » permettant à l’armée israélienne de poursuivre ses opérations, « à la fois pour atteindre les objectifs de la guerre et pour améliorer l’état de préparation et les stocks ».

#### Livraisons d'armes américaines à Israël

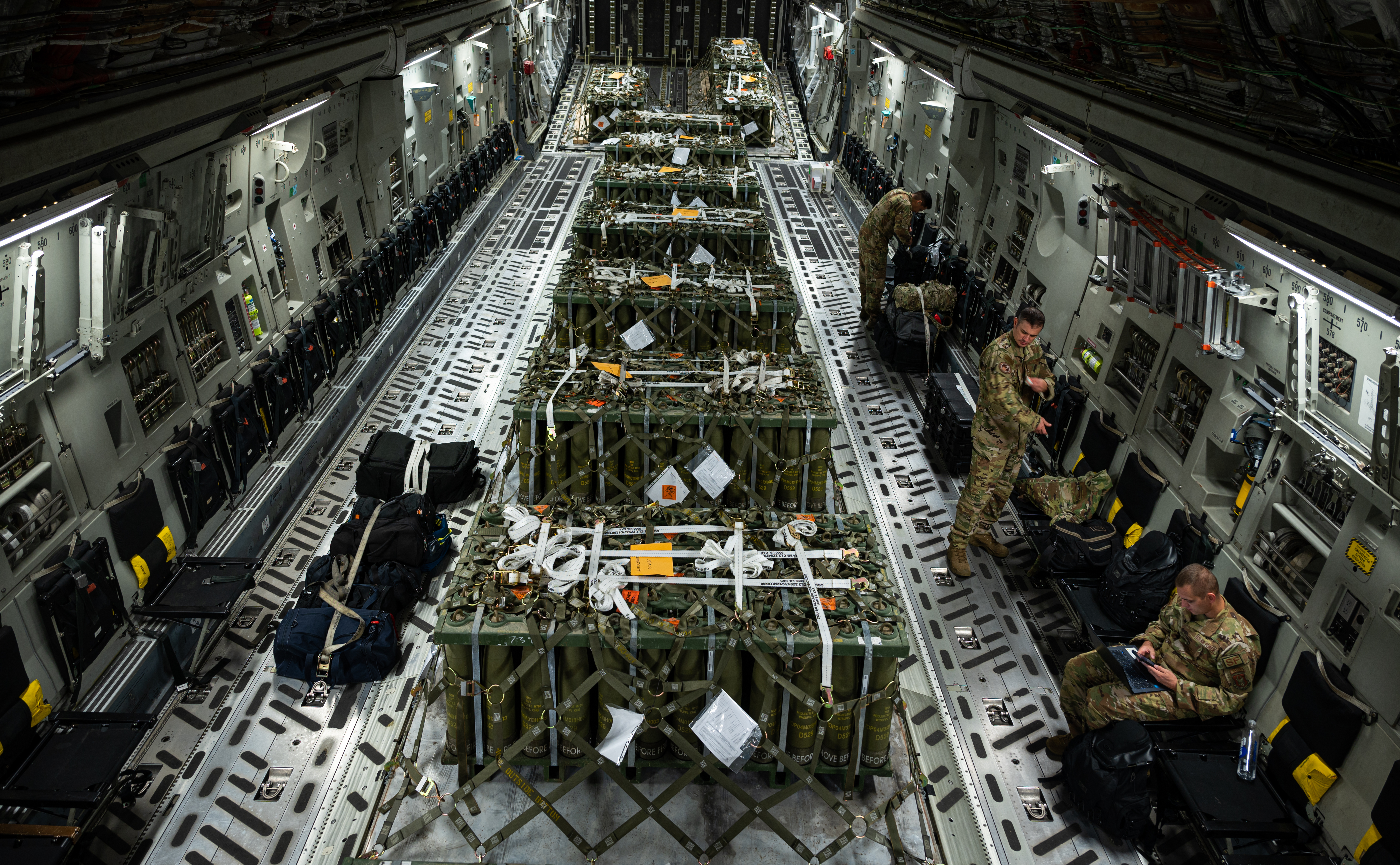
Avion de l'US Air Force transportant des munitions pour Israël le.

Le président des États-Unis autorise le 9 décembre 2023 la vente à Israël de 14 000 obus pour les chars en contournant un vote au Congrès. Selon le Washington Post, cette livraison d'armes « pourrait enfreindre les propres règles de l'administration Biden sur la fourniture d'armements à des États étrangers qui stipulent que de tels transferts ne doivent pas avoir lieu si le gouvernement des États-Unis estime qu'il existe un risque « probable » de violations du droit international ». Fin décembre 2023, les autorités des États-Unis décident la vente à Israël de munitions d'artillerie (obus de 155 mm et autres matériels) pour la somme de 147,5 millions de dollars, toujours sans passer par le Congrès.
En mars 2024, à l'approche de l'offensive sur la ville de Rafah, le gouvernement américain autorise le transfert pour plusieurs milliards de dollars de bombes et d'avions de combat vers Israël. Les livraisons comprennent notamment des milliers de bombes Mark 84.

### Soutien de pays européens

#### Royaume-Uni
Le Royaume-Uni a participé activement à la guerre contre Gaza, en réalisant au moins 518 vols de renseignement à partir de la base d'Akrotiri, dès décembre 2023, soit plus d'un par jour. Les avions sont des Shadow R1 du 14e Squadron, surnommé l'escadrille des Croisés. Le gouvernement britannique affirme qu'ils sont destinés à retrouver les otages, mais refuse régulièrement de répondre aux demandes de détails des parlementaires. La compagnie privée Gama Aviation a également fourni un soutien technique à ces opérations.

## Crimes de guerre et crimes contre l'humanité
Les termes de crime de guerre et crime contre l'humanité, voire génocide, sont utilisés tour à tour pour décrire les actes meurtriers perpétrés par Israël et le Hamas,,,.
La Cour internationale de justice (CIJ), la plus haute instance judiciaire de l'ONU, peut qualifier en droit ces types de crimes. Elle a une compétence universelle sur les différends entre États, mais n'est pas compétente pour juger des individus ayant commis des crimes de guerre, crimes contre l'humanité ou génocides.
Des enquêtes sur les crimes de guerre, les crimes contre l'humanité, les crimes de génocide peuvent être conduites par la Cour pénale internationale (CPI), juridiction internationale indépendante, qui juge des individus, non des États, à la différence de la Cour internationale de justice. Israël ne reconnaît pas l'autorité de la Cour pénale internationale ; la Palestine, en revanche, est devenue membre de la Cour pénale internationale en 2015. Ainsi la Cour pénale internationale ne peut pas juger une personnalité israélienne (mais seulement émettre un mandat d'arrêt contre elle), un procès dans le cadre de la CPI ne pouvant se tenir en l'absence de l'accusé.
À la mi-novembre 2023, cinq États saisissent la Cour pénale internationale pour lui demander une enquête sur la situation dans l'État de Palestine, les crimes présumés commis pendant la guerre de 2023 faisant partie du mandat du procureur de la Cour, Karim Khan, de même que la colonisation des territoires palestiniens. Toutefois, Israël ne reconnaissant pas l'autorité de la Cour pénale internationale, à laquelle il n'a pas adhéré, la Cour ne peut mener d'investigation dans ce pays. Selon des experts juridiques, aussi bien le Hamas qu'Israël pourraient être accusés de crimes de guerre. La saisine de la Cour est le fait de l'Afrique du Sud, de la Bolivie, du Bangladesh, des Comores et de Djibouti.

### Allégations contre le Hamas
Pour plusieurs spécialistes de droit international, comme Neve Gordon, ou Marco Sassoli, les diverses agressions subies par Israël le 7 octobre constituent un « crime de guerre », du fait que des populations civiles ont été prises pour cibles. Pour l'avocat Yaacov Garson, spécialisé en droit international, il s'agit de « crimes contre l'humanité et pas de crimes de guerre » car dans le droit international, le crime de guerre représente un « dérapage » lors d'une guerre entre deux armées régulières de deux États souverains[source insuffisante], alors que le crime contre l'humanité se caractérise par le fait que « les civils sont visés à dessein et en amont ». Des familles de victimes franco-israéliennes ont ainsi déposé plainte auprès du parquet national antiterroriste pour crimes contre l'humanité contre le Hamas.
Jean-Louis Margolin qualifie l'attaque du 7 octobre par le Hamas de crime de guerre, en raison de l'utilisation de civils, palestiniens ou étrangers, comme boucliers humains ; du détournement des structures médicales protégées au profit de son effort de guerre ; et de la prise d'otages. Il juge aussi qu'il s'agit de crime contre l'humanité du fait de la préméditation, du ciblage et de l'étendue de l'attaque.
Selon Jacques Semelin le Hamas « professe l'intention de détruire Israël » dans sa charte de 2017. L'objectif de l'action du 7 octobre « relève d'une intention génocidaire ». Georges Bensoussan affirme aussi : « Il s'agit d'éradiquer toute présence juive de la mer au Jourdain, donc de détruire l'État d'Israël. C'est en ce sens que ce qui s'est passé le 7 octobre et le programme lui-même du Hamas est un programme de type génocidaire ».
Pour Serge Sur, professeur de droit international public, l'attaque du 7 octobre est « une attaque terroriste au sens du droit international ». La Cour pénale internationale n'est pas compétente pour juger des actes terroristes (elle l'est uniquement pour les crimes de guerre, crimes contre l'humanité et génocides). En revanche des pays comme la France, dont des ressortissants ont été victimes de l'attaque, peuvent engager une procédure judiciaire.
Le 17 juillet 2024, Human Rights Watch (HRW) publie un rapport qui relate les nombreux crimes notamment des crimes contre l'humanité perpétrés lors de l'attaque du 7 octobre 2023. HRW dresse un inventaire sans appel : « Attaques délibérées et aveugles contre des civils et des biens civils, meurtres intentionnels de personnes détenues, traitements cruels et inhumains, violences sexuelles et sexistes, mutilations et vols de dépouilles, utilisation de boucliers humains. […] Des centaines » de crimes de guerre ont été commis par des groupes armés palestiniens. Le rapport incrimine non seulement le Hamas mais aussi le Jihad islamique palestinien.

### Allégations contre Israël
Concernant Gaza, des experts indépendants mandatés par le Conseil des droits de l'homme des Nations unies condamnent « la rétention des fournitures essentielles telles que la nourriture, l’eau, l’électricité et les médicaments », imposée par Israël. Ils ajoutent que « de telles actions vont précipiter une grave crise humanitaire à Gaza, où la population est désormais exposée à un risque inéluctable de famine ». Ils déclarent, en outre, que « la famine intentionnelle est un crime contre l’humanité ».
Pour Karim Khan, procureur de la Cour pénale internationale, « empêcher l'accès de l'aide humanitaire peut constituer un crime de la part d'Israël ». De plus, il indique que « les écoles, les hôpitaux et les mosquées » ne doivent pas être des cibles militaires. Dans le même temps, il demande la libération des otages détenus à Gaza.
Le Haut-Commissariat des Nations unies aux droits de l'homme (HCDH) affirme que les bombardements du camp de réfugiés de Jabaliya, dans le nord de la bande de Gaza, pourraient constituer des crimes de guerre (1er novembre 2023). En effet, même si Israël visait un chef du Hamas dans le camp, en vertu du principe de proportionnalité, il y a crime lorsque « l'ampleur des dommages causés aux civils est excessive par rapport à l'avantage militaire escompté ».
Le rapporteur de l'ONU Balakrishnan Rajagopal qualifie le « ciblage volontaire de résidences » de crime de guerre ; selon lui, « tous les éléments disponibles » suggèrent qu'Israël cherche « volontairement » et « systématiquement » à maximiser la destruction de bâtiments civils, « rendant tout retour à la normale à Gaza extrêmement difficile, voire impossible, une fois que le conflit sera terminé ».

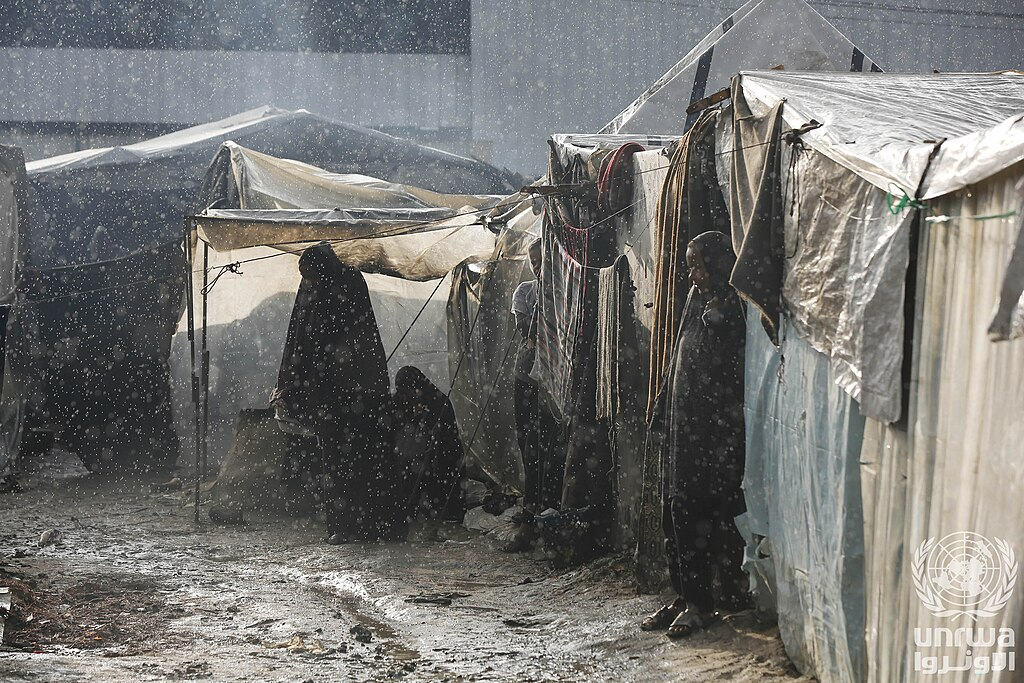
Tentes de déplacés palestiniens à Deir el-Balah le 23 janvier 2025.

Neve Gordon, professeur de droit international, qualifie de crimes de guerre nombre d'actions menées par Israël à Gaza : « il y a, écrit-il, le châtiment collectif par la privation d'eau et d'électricité, le déplacement forcé des populations et ensuite le déclenchement de violences éruptives qui tuent des milliers de civils tout en détruisant les infrastructures dans la bande de Gaza ». Il souligne le fait que l'armée israélienne a souvent été dispensée d'envoyer à la population civile gazaouie les avertissements qui doivent précéder en principe les attaques contre des bâtiments résidentiels – avertissements auxquels elle procédait encore avant le 7 octobre, pour se défendre juridiquement, même si le délai accordé aux civils était insuffisant ».
Le juriste Serge Sur considère les bombardements indiscriminés pratiqués par Israël comme des violations du droit international humanitaire, qui exige une « réponse proportionnée à l'attaque ». Il estime que l'armée israélienne devrait, dans le cadre du droit, « combattre au sol, et non en bombardant à distance, d'autant plus que le Hamas n'a pas d'aviation ». Les délais insuffisants accordés à la population pour quitter une zone qui va être bombardée ; le blocage de l'aide humanitaire ; le blocage de l'approvisionnement en eau et en nourriture constituent d'autres violations claires du droit international.
Plusieurs experts indépendants mandatés par le Conseil des droits de l'homme des Nations unies déclarent que le peuple palestinien « court un grave risque de génocide », le 2 novembre 2023,.
Plusieurs organisations ou personnalités indiquent que la situation actuelle à Gaza pourrait être qualifiée de « génocide » : appel du 15 octobre de plus de 800 enseignants-chercheurs publié par l'organisation Approches tiers-mondistes du droit international, Center for Constitutional Rights (en),, l'anthropologue Didier Fassin. D'autres ont directement accusé Israël de génocide.
Le 9 novembre 2023, un groupe d'avocats, de juristes et de citoyens, mené par Gilles Devers, estimant que les conditions sont réunies pour qualifier de « génocide » les massacres en cours à Gaza, déposent à La Haye une plainte contre Israël et demande à la Cour pénale internationale de mener des investigations.
Plusieurs personnalités israéliennes, dont le juriste spécialiste de droit international Michael Sfard, adressent une lettre au procureur général et au procureur de l'État d'Israël pour leur demander de prendre des mesures contre les incitations au génocide ou d'autres actes contraires au droit international contre les habitants de Gaza de plus en plus nombreuses et normalisées dans les discours politiques israéliens. Si les auteurs de la lettre datée de janvier 2024 ne portent pas d'accusations de génocide contre Israël, les propos violents qu'ils citent font partie des éléments à charge retenus dans la procédure ouverte par l'Afrique du Sud contre Israël en décembre 2023.
Selon Jacques Semelin, si dans les termes employés par les autorités israéliennes, l'objectif déclaré est d'« éradiquer le Hamas » plutôt que la Palestine, dans les faits les opérations menées par Israël relèvent du nettoyage ethnique.
Le 25 mars, Francesca Albanese, une rapporteuse de l'ONU accuse Israël de commettre plusieurs « actes de génocide » dans la bande de Gaza. Le secrétaire général de l'ONU, Antonio Guterres apporte son soutien à l'UNRWA et rend hommage aux 171 personnes de l'organisation tuées à Gaza, « le plus grand nombre de morts parmi le personnel de l’ONU dans notre histoire ».
Le 31 juillet 2024, le haut-commissaire des Nations unies déclare que les Palestiniens arrêtés puis détenus par Israël dans le cadre de la guerre à Gaza, l’ont été en grande partie dans le secret et ont été soumis, dans certains cas, à un traitement s’apparentant à de la torture.
En novembre 2024, le rapport d'un comité spécial de l'ONU établit que les méthodes employées par Israël « correspondent aux caractéristiques d'un génocide ».
Entre octobre 2023 et février 2024, l'armée israélienne a largué plus de 25 000 tonnes d'explosifs sur la bande de Gaza, soit l'équivalent de deux bombes nucléaires. Les bombardements israéliens ont anéanti les services essentiels de la bande de Gaza, comme les systèmes vitaux d'approvisionnement en eau, d'assainissement et d'alimentation, et déclenché une catastrophe environnementale avec des effets durables sur la santé des survivants. Les forces israéliennes ont par ailleurs fait obstruction à l'acheminement d'aide humanitaire, ignoré les appels de l'ONU et les ordonnances de la Cour internationale de justice et délibérément organisé une famine contre la population palestinienne, souligne le comité spécial de l'ONU.
Le 2 avril 2025, l'ONU dénonce une « guerre sans limite » après la découverte à Rafah d’une fosse commune contenant les corps de 15 secouristes tués par des frappes israéliennes. Parmi eux se trouvent huit travailleurs du Croissant-Rouge, six membres de l'unité d'urgence de la défense civile de Gaza et un employé de l'UNRWA. Les secouristes retrouvés étaient toujours en uniforme, avec leurs gants, à proximité de leurs ambulances, visiblement prises pour cible. Selon l'OCHA (Bureau de la coordination des affaires humanitaires de l'ONU), une première équipe avait été frappée le 23 mars. Les autres ont été visées dans les heures suivantes, alors qu'elles tentaient de secourir leurs collègues disparus. Selon les Nations unies, depuis le début de la guerre en octobre 2023, une centaine de secouristes du Croissant-Rouge et de la défense civile, ainsi qu'au moins 1 060 professionnels de la santé ont été tués sous les bombardements ou par les tirs des forces israéliennes.
Une enquête du média israélien +972 publiée en juillet 2025 montre, à partir de plusieurs témoignages, que l'armée de l'air israélienne pratique les bombardements en double frappe de manière habituelle, afin de s'assurer que les blessés ne sont secourus. Elle est pratiquée autant sur les membres du Hamas que sur les civils, hommes, femmes, enfants et vieillards. Après le premier bombardement, toute personne tentant de secourir les blessés, membre de services médicaux ou simple personne se trouvant sur place, est visée par drone ou avion. Cette pratique est aussi mentionnée par Orient XXI, et constitue un crime de guerre..

## Génocide à Gaza
Des experts, des gouvernements, des agences des Nations Unies et des ONG accusent Israël de perpétrer un génocide contre le peuple palestinien lors de son invasion et de ses bombardements de la bande de Gaza dans le cadre de la guerre en cours entre Israël et le Hamas.
Dès novembre 2023, plus d’une vingtaine de rapporteurs des Nations unies font part de leurs inquiétudes sur « un génocide en cours ». Le 12 décembre, c'est la Fédération internationale pour les droits humains qui publie un communiqué appelant à « arrêter le génocide en cours »,.
Le 29 décembre 2023, l'Afrique du Sud lance une requête auprès de la Cour internationale de justice, pour dénoncer ce qu’elle estime être le caractère « génocidaire » de l’invasion israélienne à Gaza. Elle dénonce des « massacres » et une intention de « détruire » ce peuple. Elle indique également que « L'État israélien, y compris aux plus hauts niveaux, du président, du Premier ministre et du ministre de la Défense israéliens expriment une intention génocidaire ». Selon Gideon Levy, journaliste et écrivain israélien, « Israël n'est pas entré en guerre pour commettre un génocide - cela ne fait aucun doute - mais il le commet dans la pratique ».
Le 10 janvier 2024, 50 universitaires spécialistes de la Shoah et des études juives, demandent à l'institut Yad Vashem de condamner les discours, explicites ou implicites, qui, en Israël, appellent au génocide à Gaza.
Le 26 janvier 2024, la Cour internationale de justice rend une première décision au titre de la Convention sur le génocide ordonnant à Israël d'empêcher tout éventuel acte génocidaire dans la bande de Gaza, et d'autoriser l'accès humanitaire à ce territoire palestinien. Dans une seconde décision rendue le 28 mars 2024, la CIJ prononce des mesures conservatoires supplémentaires et « confirme les conclusions de son précédent arrêt ».
Le 25 mars 2024, Francesca Albanese, rapporteuse spéciale des Nations unies sur les territoires palestiniens, publie un rapport intitulé « Anatomie d'un génocide » : elle y affirme qu'il existe des « motifs raisonnables » de croire qu’Israël a commis plusieurs actes de génocide dans la bande de Gaza,. Le rapport évoque aussi un « nettoyage ethnique ».
Le 17 avril 2024, Amos Goldberg, historien israélien spécialiste de la Shoah à l’Université hébraïque de Jérusalem, publie une analyse selon laquelle les actions d'Israël pendant la guerre à Gaza sont constitutives d'un génocide. Selon lui, le fait que ce qui se passe à Gaza ne ressemble pas à l'Holocauste ne signifie pas qu'il ne s'agit pas d'un génocide. En octobre 2024, il affirme plus explicitement que « ce qui se passe à Gaza est un génocide, car Gaza n’existe plus ». Il dénonce également la « rhétorique génocidaire » qui domine en Israël, dans les médias, l’opinion publique et la sphère politique.
Le 12 juin 2024, une Commission d'enquête de l'ONU accuse Israël de « crimes de guerre et de crimes contre l’humanité » au cours des opérations militaires menées à Gaza depuis le 7 octobre 2023 notamment pour « extermination ». La Commission fait observer que « L’incitation directe et publique au génocide est un crime de droit international », elle fustige « une punition collective à l’encontre de la population civile ». Cette Commission accuse également le Hamas de « crimes de guerre » commis en Israël.
En novembre 2024, le rapport d'un comité spécial de l'ONU établit que les méthodes employées par Israël « correspondent aux caractéristiques d'un génocide ». En particulier, le comité s'inquiète des « pertes civiles massives et les conditions imposées aux Palestiniens sur place mettant leur vie en danger intentionnellement ». Le rapport alerte également sur la campagne intensive de bombardements israéliens qui a détruit les services essentiels et déclenché une catastrophe environnementale.
Moshé Yaalon, ancien chef de Tsahal, ancien ministre de la Défense et vice-président, déclare le 30 novembre 2024 que « La route sur laquelle on est entraînés, c'est la conquête, l'annexion et le nettoyage ethnique ».

## Utilisation d'outils d'intelligence artificielle
Israël utilise plusieurs outils d'intelligence artificielle tels qu'Évangile (Habsora), The Alchemist, Lavender, Depth of Wisdom et Firefactory, qui contribuent à augmenter significativement le nombre de victimes civiles,,.
Évangile permet à l'armée israélienne de générer des centaines de cibles par jour dans ses bombardements sur Gaza, contre une cinquantaine par an lorsque les cibles étaient définies sans recours à l'IA lors des opérations antérieures. Son utilisation conduit à une augmentation significative des frappes dans des zones densément peuplées et à un nombre important de victimes civiles,,. Lavender permet de générer des cibles potentielles pour des frappes aériennes. En avril 2024, ce programme a été utilisé pour marquer environ 37 000 Palestiniens, y compris des civils, comme potentiels membres de groupes armés palestiniens. Les résultats sont parfois erronés et entraînent des attaques aériennes massives,,. Un autre système d'intelligence artificielle nommé Where's Daddy? est utilisé pour suivre les cibles et mener des frappes à l'intérieur de leurs résidences familiales. Selon les témoignages de militaires ayant utilisé ces outils, ils auraient été largement utilisés sans vérification humaine adéquate, entraînant un nombre significatif de victimes civiles,,.
Ce recours presque généralisé à l'IA dans l'identification des cibles à conduit Tsahal à revoir considérablement à la hausse le nombre de victimes collatérales autorisé pour chaque frappe. Pour atteindre un membre de base du Hamas ou d'une autre organisation palestinienne combattante, l'armée israélienne est autorisée à tuer l'ensemble de sa famille lors d'une frappe massive sur son lieu d'habitation. Pour atteindre un cadre du Hamas, le nombre de victimes civiles autorisé est passé de plusieurs dizaines à plusieurs centaines. Toutefois, l'armée israélienne a également attaqué de nombreuses habitations où ne résidait aucun membre connu ou apparent du Hamas ou de tout autre groupe combattant. Le nombre de civils vivant dans une habitation est connu des unités de renseignement de l'armée, qui savent également, avant de lancer une attaque, combien de civils devraient être tués.
À la suite de la parution en avril 2024 d'une enquête de +972 Magazine et Local Call portant sur Lavender et Where's Daddy?, les autorités israéliennes contestent la portée de ces programmes, affirmant que chaque cible est examinée individuellement pour respecter le droit international,. Le 6 avril, le secrétaire général de l'ONU António Guterres exprime son inquiétude quant au recours à des algorithmes pour « des décisions de vie ou de mort »,,.

## Saisine des juridictions internationales

### Résolutions de l'Assemblée générale des Nations unies et du Conseil de sécurité

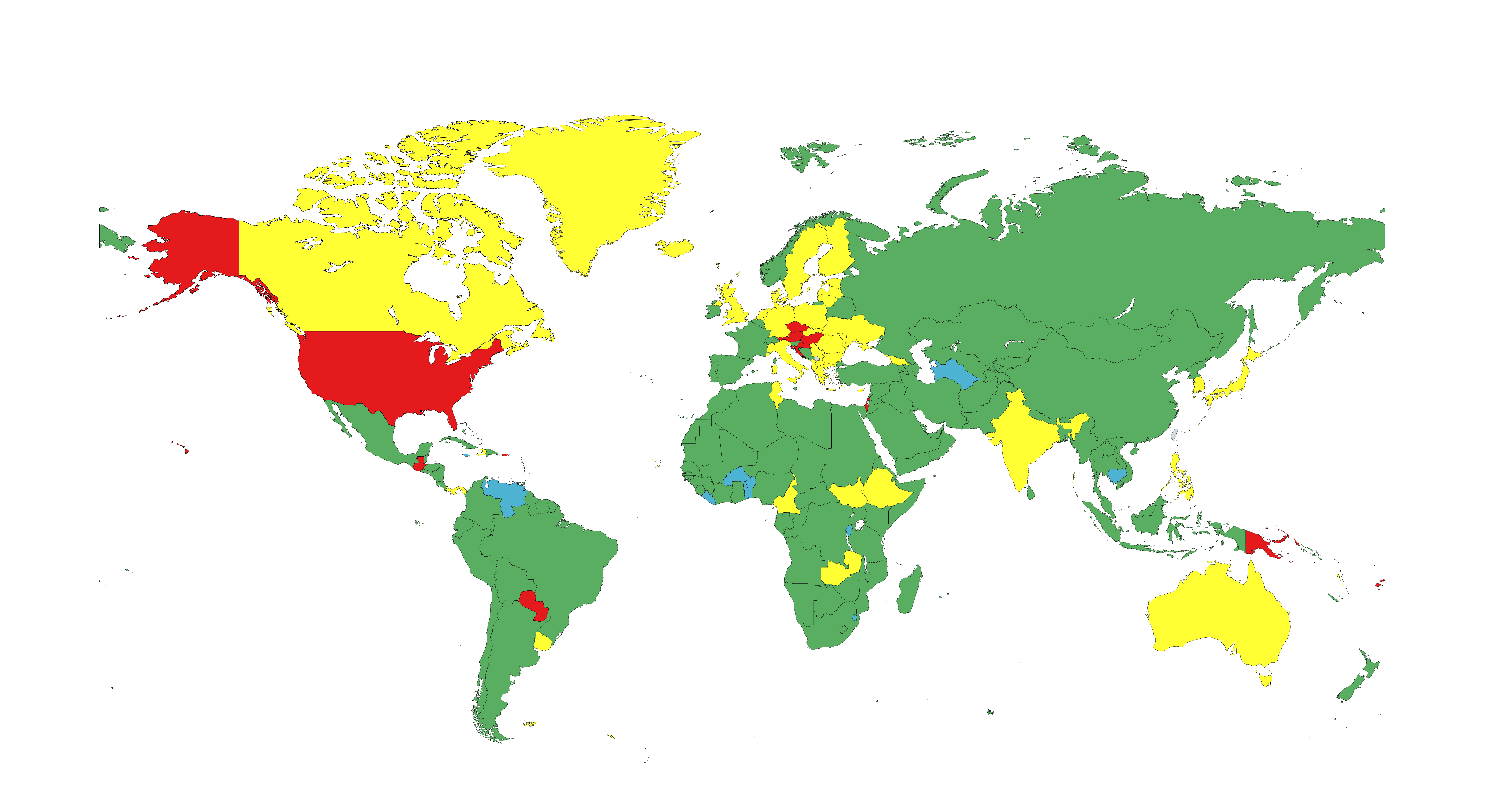
Résultats du vote de l'Assemblée générale des Nations unies le 27 octobre 2023 concernant la résolution ES-10/21, qui appelle à un cessez-le-feu humanitaire immédiat à Gaza et exige l'accès à l'aide :
Pour (121)
Contre (14)
Abstention (44)
Absent (14)
Pas membres

Après que le Conseil de sécurité des Nations unies a échoué à adopter une résolution à quatre reprises en l'espace de dix jours, l'Assemblée générale des Nations unies vote le 27 octobre 2023 en faveur d'une « trêve humanitaire immédiate ». Cette résolution ES-10/21 non contraignante est approuvée par 120 pays, avec 14 votes contre et 45 abstentions. Israël a critiqué cette résolution en la qualifiant d'« infamie », tandis que le Hamas l'a saluée.
Le 15 novembre 2023, le Conseil de sécurité adopte une résolution appelant à des pauses humanitaires à Gaza, à une augmentation de l'aide humanitaire et à la libération immédiate et inconditionnelle des otages emmenés à Gaza, alors que jusque-là, les résolutions étaient bloquées par le veto de la Russie ou des États-Unis. Le 8 décembre, après l'utilisation par António Guterres de l'article 99 de la charte des Nations unies permettant au secrétaire général des Nations unies d'interpeler le Conseil de sécurité sur un sujet qui « pourrait mettre en danger le maintien de la paix et de la sécurité internationales », une nouvelle résolution du Conseil de sécurité propose un cessez-le-feu. Les États-Unis mettent leur veto à cette proposition et le Royaume-Uni s'abstient. Le 12 décembre, l'Assemblée générale des Nations unies, appelé par l'Égypte et la Mauritanie, vote à nouveau pour demander un cessez-le-feu humanitaire, avec une résolution non contraignante approuvée par 153 voix pour, 10 voix contre et 23 abstentions,.
Le 22 décembre, le Conseil de sécurité adopte une résolution par laquelle il exige de toutes les parties qu'elles « autorisent et facilitent l'acheminement immédiat, sûr et sans entrave d'une aide humanitaire à grande échelle » pour les civils palestiniens, et qu'elles « facilitent l'utilisation de toutes les routes disponibles vers et dans toute la bande de Gaza » à cette fin. Les parties sont appelées à « créer les conditions d'une cessation durable des hostilités ». Cette résolution, votée par 13 pays, deux s'abstenant la Russie et les États-Unis, exige aussi la libération des otages. Cette résolution qui n'appelle pas à un cessez-le-feu immédiat est le fruit d'un compromis pour que les États-Unis ne fassent pas usage de leur droit de veto.
En février 2024, une résolution du Conseil de sécurité demande un cessez-le-feu immédiat et dénonce tout déplacement forcé de population, avec le soutien de l'Algérie. Cependant, cette résolution reçoit un veto de la part des États-Unis.
Le 22 mars 2024, une résolution du Conseil de sécurité soutenue par les États-Unis soulignant « la nécessité d'un cessez-le-feu immédiat et durable […] en lien avec la libération des otages encore détenus », est rejetée par onze voix contre trois à la suite des vétos de la Russie et de la Chine et du vote contre de l'Algérie,,.
Le 25 mars 2024, pour la deuxième fois, l'Algérie propose une résolution du Conseil de sécurité qui « exige un cessez-le-feu humanitaire immédiat pendant le mois du ramadan qui soit respecté par toutes les parties et mène à un cessez-le-feu durable, exige également la libération immédiate et inconditionnelle de tous les otages et la garantie d’un accès humanitaire pour répondre à leurs besoins médicaux et autres besoins humanitaires, et exige en outre des parties qu'elles respectent les obligations que leur impose le droit international à l’égard de toutes les personnes qu'elles détiennent ». Cette résolution est adoptée par le Conseil, 14 pays votant en faveur et un pays, les États-Unis, s'abstenant,.
Le 10 juin 2024, le Conseil de sécurité adopte par quatorze voix et une abstention (celle de la Russie) une résolution sur un cessez-le-feu visant à mettre fin à la guerre entre Israël et le Hamas à Gaza. Cette résolution propose un plan en trois phases amenant à un plein cessez-le-feu et à la libération de tous les otages. Benyamin Netanyahou réagit en affirmant que tout débat sur un cessez-le-feu permanent est inutile tant que le Hamas n'a pas été démantelé, tandis que les dirigeants du Hamas déclarent « que tout accord doit aboutir à un cessez-le-feu permanent, à un retrait total d'Israël de la bande de Gaza, à la fin du siège israélien de Gaza, à la reconstruction et à « un échange sérieux » entre les otages de Gaza et les Palestiniens détenus dans les prisons israéliennes ».

### Cour internationale de Justice

#### Plainte de l'Afrique du Sud contre Israël pour génocide
L'Afrique du Sud saisit la Cour internationale de justice, la plus haute juridiction de l'ONU, le 29 décembre 2023, accusant Israël de génocide, ; elle demande à la Cour de prendre des mesures conservatoires urgentes contraignant Israël à s'abstenir d'un certain type d'actes à Gaza ; ou à faciliter l'accès des Palestiniens à l'aide humanitaire, dans le but de prévenir un possible génocide. Il faut quelques semaines à la Cour pour décider de mesures conservatoires, mais plusieurs années pour se prononcer sur la question d'un éventuel génocide.
La requête déposée par l'Afrique du Sud invoque le nombre de 23 000 morts palestiniens, le déplacement forcé de la population, le manque de nourriture, la destruction d'hôpitaux, ce qui empêche les femmes enceintes de donner naissance à des enfants dans des conditions sûres, comme indices permettant de conclure de manière plausible à des intentions génocidaires. L'Afrique du Sud ajoute le fait que le patrimoine culturel des Palestiniens est attaqué ; elle cite également des propos de personnalités politiques israéliennes qui ont appelé à la destruction non seulement du Hamas mais des Palestiniens. Depuis plusieurs pays comme la Turquie et l'Égypte se sont joints à cette requête. Israël qui a comparé la plainte à une « diffamation sanglante » a annoncé qu'il défendrait sa position devant la Cour.

#### Première décision de la Cour internationale de justice, janvier 2024
La Cour internationale de justice rend une première décision le 26 janvier 2024, par laquelle elle considère comme plausible l'accusation de génocide dirigée contre Israël, indique six mesures conservatoires, mais s'abstient d'évoquer un cessez-le-feu à Gaza. La Cour ordonne notamment à Israël d'empêcher tout éventuel acte génocidaire dans la bande de Gaza, de prendre des mesures immédiates permettant de fournir aux Palestiniens « l'aide humanitaire dont ils ont un besoin urgent ». Israël doit aussi « prévenir et punir » l'incitation au génocide. Cette décision a « l'impact symbolique « énorme » de toute décision rendue contre l'État hébreu au titre de la Convention sur le génocide, compte tenu de son histoire » selon une analyse pour l'AFP de Juliette McIntyre, experte en droit international à l'Université d'Australie du Sud. Les ventes d'armes à Israël deviennent plus problématiques du fait de la mention par la Cour d'un risque de génocide à Gaza. De même, selon le site Mediapart, cette décision, qu'elle soit mise en œuvre ou non par l'État hébreu, marque « un tournant dans la guerre ».

### Cour pénale internationale
Le 14 février 2024, les organisations Forum des familles des otages et centre Raoul Wallenberg ont remis au bureau du procureur de la Cour pénale internationale (CPI) à la Haye un document accusant le Hamas de « crimes contre l'humanité » commis le 7 octobre 2023. La CPI n'est pas reconnue par l'État d'Israël.
Le 20 mai 2024, le procureur général de la CPI, Karim Khan soumet une requête à la Cour pour la délivrance d’un mandat d’arrêt contre le premier ministre israélien Benyamin Nétanyahou et le ministre de la défense Yoav Gallant pour des crimes de guerre et crimes contre l’humanité présumés commis dans la bande de Gaza à partir du 8 octobre 2023 ainsi que contre Ismaël Haniyeh (chef du bureau politique du Hamas), Mohammed Deïf, commandant des Brigades Ezzedine Al-Qassam, la branche armée du Hamas, et Yahya Sinwar (chef du Hamas dans la bande de Gaza) pour des crimes de guerre et crimes contre l’humanité commis sur le territoire d’Israël et de l’État de Palestine (dans la bande de Gaza) à compter du 7 octobre 2023.
Les accusations portées contre les dirigeants israéliens incluent des crimes « le fait d’affamer délibérément des civils », « homicide intentionnel » et « extermination et/ou meurtre ». « Nous affirmons que les crimes contre l’humanité visés dans les requêtes s’inscrivaient dans le prolongement d’une attaque généralisée et systématique dirigée contre la population civile palestinienne. D’après nos constatations, certains de ces crimes continuent d’être commis ».
Les accusations portées contre les dirigeants du Hamas incluent « l’extermination », « le viol et d’autres formes de violence sexuelle », « la prise d’otages en tant que crime de guerre » et « le fait de diriger intentionnellement des attaques contre la population civile en tant que crime de guerre ».
Le 21 novembre 2024, la chambre préliminaire de la CPI, s'estimant compétente, émet des mandats d’arrêt contre Benyamin Netanyahu, Premier ministre israélien ; Yoav Gallant, ancien ministre de la Défense israélien ainsi que Mohammed Deif, dirigeant de la branche armée du Hamas.
Le 24 avril 2025, la Chambre d’appel considère que la Chambre préliminaire avait commis une erreur de droit en n'analysant pas suffisamment l’argument d’Israël selon lequel cet État était fondé à soulever une exception d’incompétence en vertu de l’article 19-2-c. La Chambre d’appel a par conséquent annulé la Décision attaquée et renvoyé la question à la Chambre préliminaire pour que celle-ci se prononce à nouveau sur le fond de l’exception d’incompétence soulevée par Israël. Cependant les deux mandats d'arrêt contre Benyamin Netanyahou et Yoav Gallant ne sont pas suspendus,,.
Le 16 juillet 2025, la Chambre préliminaire rejette les demandes d'Israël d'annuler les mandats d'arrêt et d'ordonner la suspension de l'enquête le temps que la contestation de la compétence de la CPI soit tranchée, estimant que les mandats demeurent valides jusqu'à preuve du contraire,,,,.

### Commission d'enquête de l'ONU
En octobre 2024, le rapport d'une commission d'enquête de l'ONU établit qu'Israël « commet des crimes de guerre et le crime contre l'humanité d'extermination avec des attaques incessantes et délibérées contre le personnel médical et les installations », et que l’État hébreu « met en œuvre une politique concertée de destruction du système de santé de Gaza ». Dans de premiers résultats publiés en juillet 2024, la commission avaient jugé « que la malnutrition à Gaza était intentionnelle ».
Le rapport évoque aussi les mauvais traitements infligés aux détenus palestiniens en Israël comme aux otages retenus à Gaza, et parle aussi bien pour Israël que pour les groupes armés palestiniens de tortures et de violences sexuelles.

## Saisines des juridictions nationales

### Europe

#### Pays-Bas
Les Pays-Bas fabriquent des pièces de F-35, qui servent à l'armée de l’air israélienne, ce qui a soulevé une polémique dès le début de la guerre. Rapidement, trois ONG, Oxfam Novib, Pax et The Rights forum, saisissent la justice. Le tribunal de district de La Haye, en décembre, estime qu'il n'a pas à interférer dans les affaires de l’État. Les ONG interjettent appel et les audiences ont lieu en janvier 2024. Le 12 février, la cour d'appel de La Haye interdit au gouvernement néerlandais de vendre des composants militaire à Israël. L'État hollandais saisit la Cour suprême, dont les auditions ont lieu en novembre. L'avocat général s'est prononcé en faveur du maintien de l'interdiction, estimant qu’il y avait un risque évident que ces armes puissent être utilisées en violation du droit international.
Les mêmes ONG ont également lancé une procédure en juin pour que l’interdiction soit effectivement respectée, puisque des pièces vendues par les Pays-Bas à d'autres pays ont ensuite été rétrocédées à Israël, possiblement via un pool d'achat de l'OTAN.

## Médias et guerre informationnelle

### Blocus médiatique de l'enclave
Depuis le 8 octobre 2023, Israël interdit l'accès de l'enclave à tous les journalistes étrangers. En avril 2024, le journal Le Monde déclare que, afin de « moins […] documenter ce que fait l'armée israélienne à l'intérieur de la bande de Gaza », le gouvernement israélien interdit l'accès aux journalistes étrangers aux territoires en guerre, s'ils ne sont pas strictement accompagnés et dirigés par l'armée israélienne, officiellement pour couvrir leur sécurité. De même, l'association Reporters sans frontières déplore la morts de 200 journalistes palestiniens, tués par l’armée israélienne en 20 mois.

### Guerre informationnelle
L'émission télévisuelle Complément d'enquête diffuse le 15 février 2024 un reportage sur la guerre informationnelle.
Acrimed, association française de critique des médias, publie plusieurs articles sur le traitement médiatique des attaques du 7 octobre puis des représailles israéliennes et y consacre sa revue trimestrielle de janvier-mars 2024. En partenariat avec Blast, Acrimed critique à nouveau ce traitement médiatique dans une vidéo publiée à la fin du mois de mars 2024.

## Analyses

### Analyses sur l'attaque du Hamas du 7 octobre
Selon la première lecture, adoptée entre autres par le secrétaire général de l'ONU, l'attaque du Hamas « n'[est] pas arrivée dans le vide [car les Palestiniens ont subi cinquante-six ans] d’occupation suffocante » qui n'aurait donc pas cessé avec le plan de désengagement de la bande de Gaza et à laquelle s'ajouterait « la colonisation, avec 700 000 Israéliens qui s'installent en Cisjordanie et à Jérusalem-Est, » accompagnée de nombreuses provocations avec la bénédiction de la coalition nationaliste que dirige Benyamin Netanyahou depuis janvier 2023,,,.
Plusieurs agences de presse et observateurs décrivent le conflit en cours comme une « Troisième Intifada », faisant suite aux première (1987-1993) et deuxième intifada (2000-2005). De nombreux analystes et responsables considèrent plutôt l'assaut initial sur Israël comme une guerre de Kippour II et comme « un 11 septembre israélien »,.
Pour Charles Enderlin, journaliste expert du conflit israélo-palestinien, c'est « l'événement le plus traumatique de l'histoire d'Israël » et « le plus grand massacre de Juifs depuis la Shoah ». Il accuse les gouvernements israéliens d'avoir favorisé l'implantation du Hamas à Gaza en voulant éliminer la gauche palestinienne du Front populaire de libération de la Palestine (FPLP), responsable d'attentats, en soutenant pendant 20 ans l'islam radical du cheik Ahmed Yassine, « la branche la plus extrémiste des Frères musulmans », jusqu'en 1988 et la création du Hamas et sa charte qui préconise itérativement la destruction d'Israël. En 2005 Ariel Sharon décide le retrait d'Israël de la bande de Gaza pour la laisser au Hamas qui élimine le Fatah et l'Autorité autonome palestinienne. Selon lui, cette stratégie, reprise par Benjamin Netanyahou, est faite pour d'affaiblir l'OLP et l'Autorité palestinienne afin qu'il n'y ait jamais d'accord pour un État palestinien. « Netanyahou maintient le blocus de Gaza, mais en autorisant le financement du Hamas par le Qatar ». L'arrivée de l'extrême droite « religieuse, messianique, raciste et homophobe » en 2022 dans le dernier gouvernement Netanyahou a pour objectif « la totale conquête territoriale de la Cisjordanie » favorisant la montée des violences et les attaques de colons. Selon Enderlin, « l'armée a donc envoyé de nombreuses unités, dégarnissant les abords de Gaza ». Pour lui, la gauche israélienne doit lutter contre ce gouvernement car « toute personne qui a soutenu la politique de colonisation de Netanyahou soutenait de fait le renforcement du Hamas ».
Rigoulet-Roze considère que la question des otages israéliens représente « un dilemme moral » pour Israël car, rappelle-t-il, dans la culture juive, « la vie humaine n'a pas de prix » et dans l'histoire juive, « le rachat des captifs » tient une place centrale ; ce sont des principes halakhiques du pikuah nefesh (en) – préservation de la vie.
Une polémique autour de l'usage du mot « génocide » illustre aussi le rôle pris par la guerre des mots dans le conflit israélo palestinien,,, l'usage de ce terme étant politique,.
De fait, la bande de Gaza est l'une des zones les plus densément peuplées du monde en 2023 et la plupart de la population vit dans une détresse humanitaire permanente mais si le blocus israélo-égyptien limite fortement les ressources de l'enclave, cette précarité est aussi due aux pratiques du Hamas qui les répartit inéquitablement et détournerait une importante partie des aides internationales pour financer ses attaques car, ainsi que le déclare Khalil al-Hayya, un membre du conseil dirigeant du Hamas interrogé à Doha,

« Le but du Hamas n'est pas de gérer Gaza et de lui fournir de l'eau, de l'électricité ou quoi que ce soit. […] Ce n'est pas parce que nous voulons du carburant et du travail que nous livrons bataille. Ce n'est pas pour améliorer la situation à Gaza, c'est pour bouleverser la situation [et remettre la question palestinienne au premier plan]. »

### Objectifs militaires et politiques d'Israël
L'objectif déclaré d'Israël est « l'éradication » du Hamas, responsable de l'attaque du 7 octobre. Beaucoup d'experts considèrent cet objectif quasiment impossible, voire impossible. Justin Crump, expert en terrorisme, considère même que se donner comme mission de détruire le Hamas « n'a aucun sens d'un point de vue militaire ». Selon l'analyste militaire Amir Bar Shalom, un objectif plus réaliste est de « l'affaiblir autant que possible pour qu'il n'ait pas de capacités opérationnelles ».
La riposte militaire israélienne est jugée disproportionnée par Haut-Commissariat des Nations unies aux droits de l'homme et de nombreux analystes, qui avancent diverses explications. Dans un premier temps, plusieurs ont attribué à Israël l'objectif de dissuader les Palestiniens de procéder à de nouvelles attaques, conformément à « la doctrine Dahiya », qui théorise l'usage disproportionné de la force par l'armée israélienne. Le nom « Dahiya » fait référence à la banlieue de Beyrouth (au Liban), où le Hezbollah, milice chiite, domine ; en 2006, l'armée israélienne bombarde de manière intensive la Dahieh Janoubyé à la suite du kidnapping de quelques soldats israéliens par le Hezbollah. Selon Tewfik Hamel, spécialiste d'histoire militaire, cette doctrine « pose problème au regard du droit international, notamment la convention de Genève de 1949 » dans la mesure où elle traite de la même manière les civils et les cibles militaires. Cette doctrine n'est pas reconnue officiellement par Israël.
Toutefois dès la fin du mois d'octobre 2023 sont évoqués d'autres objectifs de cette « riposte disproportionnée » : l'expulsion des Palestiniens de Gaza, qui seraient « encouragés » à émigrer en masse, par exemple vers l'Arabie Saoudite. Benyamin Netanyahou évoque un « plan de migration volontaire » ; des contacts auraient été pris avec des pays d'Amérique du Sud et d'Afrique où seraient adressés les Gazaouis (en décembre 2023). Un document du ministère israélien du Renseignement, dont l'existence avait été révélée dans la presse fin octobre 2023, « recommande le transfert forcé et permanent des 2,2 millions d'habitants palestiniens de la bande de Gaza vers la péninsule égyptienne du Sinaï »,,. Avec 70 % des habitations détruites, les Gazaouis n'ont plus d'endroit où s'abriter, de sorte que, selon Radio France, « le déplacement de la population de la Gaza devient de plus en plus clairement la stratégie d'Israël » en janvier 2024, malgré les démentis des autorités israéliennes.
Le Haut-commissaire de l'ONU aux droits de l'homme, Volker Türk souligne le fait que « le droit international interdit le transfert forcé de personnes protégées à l'intérieur d'un territoire occupé ou leur expulsion de ce territoire » ; il rappelle aussi que la population gazaouie actuelle est déjà composée à 85 % de déplacés internes. Selon l'historien Thomas Vescovi, l'armée israélienne « fait en sorte que certaines zones de Gaza ne soient pas réinvesties par des habitants après la guerre, qu'elles deviennent des zones tampon ou qu'une colonisation se mette en place ».
Des hommes politiques israéliens évoquent ouvertement un projet de recolonisation de Gaza ; non seulement à l'extrême droite, mais au sein du Likoud. Des colonies israéliennes avaient été implantées à Gaza entre 1967 et 2005, date du désengagement israélien de la bande de Gaza.
Quant à Benyamin Netanyahou, qui tiendrait compte pour sa part de l'opposition américaine à ce projet, il aurait l'intention d'établir dans Gaza une présence militaire permanente de l'armée israélienne, présence militaire qui diminuerait de 60 % la superficie des terres agricoles palestiniennes.
L'historien Vincent Lemire évoque une menace à moyen ou long terme pour l'État d'Israël qui pourrait expliquer le sentiment de mener une lutte existentielle, et une menace existentielle immédiate pour les Gazaouis.

### Incitations à la violence
Une rhétorique incendiaire justifiant des crimes, voire appelant à en commettre, a été mobilisée de manière de plus en plus extrémiste dans la sphère publique en Israël et du côté du Hamas, depuis le 7 octobre 2023.
Le langage de certains dirigeants israéliens incitant à la violence contre les Palestiniens de Gaza est particulièrement médiatisé à la suite de la plainte de l'Afrique du Sud contre Israël devant la Cour pénale internationale en décembre 2023 : le dossier présenté par l'Afrique du Sud tente de démontrer l'existence d'une intention génocidaire de la part de l'État d'Israël et, dans ce but, répertorie les discours de haine des responsables politiques israéliens comme éléments de preuve.
Ainsi par exemple, le 28 octobre 2023, le Premier ministre israélien Benyamin Netanyahu mentionne Amalek en s'adressant aux citoyens israéliens : « Vous devez vous rappeler ce qu'Amalek vous a fait ». Il fait ici référence aux Amalécites, un peuple mentionné dans la Bible comme étant les persécuteurs des israélites,. La Bible ordonne aux Israélites d'exterminer les Amalécites : « Va maintenant, frappe Amalek, et dévouez par interdit tout ce qui lui appartient ; tu ne l'épargneras point, et tu feras mourir hommes et femmes, enfants et nourrissons, bœufs et brebis, chameaux et ânes ». Ainsi, le propos de Benyamin Netanyahu sur Amalek a pu être considéré comme un appel dangereux à la violence. Dans sa plainte contre Israël pour génocide, l'Afrique du Sud mentionne ce propos comme une « Expression d'intention génocidaire à l'encontre du peuple palestinien de la part de fonctionnaires d'état israéliens ». Benyamin Netanyahu se défend sur X en écrivant que la comparaison à Amalek servait à désigner « ceux qui souhaitent éradiquer les Juifs », et à dénoncer l'attaque du Hamas du 7 octobre, et que ce propos n'était pas une incitation au génocide des Palestiniens. Cette référence à Amalek a déjà été utilisée plusieurs fois par le passé par l'extrême droite israélienne pour justifier le meurtre de Palestiniens, voire pour appeler au génocide des Palestiniens.
Le 9 octobre 2023, Yoav Gallant, ministre israélien de la Défense annonce le siège complet de Gaza ; il ôte tout aspect humain à ses ennemis, disant dans une vidéo diffusée publiquement (pour parler de Gaza) : « Pas d'électricité, pas de nourriture, pas d'eau, pas de gaz, tout est fermé […] Nous combattons des animaux et nous agissons en conséquence », ; puis il ajoute : « Gaza ne sera plus jamais la même. Nous allons tout éliminer ». Cette citation « a fait le tour du monde », selon le journal Le Devoir qui y voit un propos visant l'ensemble des Gazaouis, puisque c'est tous les Palestiniens de Gaza qui n'ont plus d'électricité, plus de nourriture, plus d'eau, et non le Hamas seul. Or l'animalisation permet de légitimer la violence à l'égard d'un groupe et, en temps de guerre, un tel langage peut conduire à transgresser toutes les limites imposées par le droit.
Le 5 novembre 2023, Amihai Eliyahu, ministre israélien du Patrimoine, évoque dans une interview à la radio Kol Barama un possible recours à la bombe nucléaire contre la bande de Gaza,. « Une telle rhétorique peut être considérée comme potentiellement génocidaire de la manière dont elle déshumanise les civils palestiniens », selon Dov Waxman (en), spécialiste de la politique israélienne ; certes Amihai Eliyahu ne décide pas de la stratégie militaire, mais il a le statut de ministre, ce qui rend son discours problématique. Le Premier ministre Benyamin Netanyahou « recadre » Amihai Eliyahu en affirmant que ce propos est « déconnecté de la réalité » et en suspendant la participation du ministre aux réunions du gouvernement, sans le destituer.
Le 17 novembre 2023, Nissim Vaturi (en), vice-président de la Knesset (Parlement israélien) déclare que les Israéliens partagent le même but : « effacer la bande de Gaza de la surface de la terre ». Il appelle à brûler Gaza ; en réaction à l'approbation par le cabinet de guerre israélien de l'entrée à Gaza de deux camions de carburant par jour, Nissim Vaturi avait publié sur le réseau social X « Nous sommes trop humains. Brûlez Gaza maintenant, rien de moins ! ».
Selon les avocats de l'Afrique du Sud qui accusent Israël de génocide, les propos déshumanisants à l'égard des Palestiniens ne sont plus des exceptions isolées, mais constitueraient une phénomène « systémique », « ces propos s'incarnent dans la politique de l'État ».
L'avocat d'Israël a répondu qu'il s'agissait de citations « aléatoires » et non significatives. Les autorités israéliennes ont affirmé qu'elles poursuivraient les auteurs de telles déclarations ; des observateurs ont fait remarquer toutefois que ces auteurs n'avaient toujours pas été traduits en justice. Israël met en cause le Hamas dont les dirigeants tiennent des discours incitant à la violence, comme l'expression du projet de reproduire une attaque semblable à celle du 7 octobre et « l'engagement du groupe en faveur de la destruction d'Israël ».
Associated Press rappelle le rôle que joue l'extrême droite israélienne dans cette multiplication des discours haineux. Ainsi par exemple le ministre des Finances Bezalel Smotrich, membre de l'extrême droite, a appelé à « effacer » une ville palestinienne de Cisjordanie.
Dans le camp adverse, Ghazi Hamad, membre du bureau politique du Hamas, a déclaré que si la possibilité était offerte, le Hamas conduirait d'autres attaques semblables à celle du 7 octobre 2023 avec l'objectif de détruire Israël ; l'existence d'Israël est « illogique » et cet État doit être effacé de toutes les « terres palestiniennes » a-t-il ajouté ; ce propos a été rapporté par The Times of Israël. Le ministre iranien des Affaires étrangères, Nasser Kanaani, a « félicité » le peuple palestinien, considérant l'attaque du 7 octobre comme « un nouveau chapitre de la résistance et de l'action armée contre les occupants dans les territoires occupés ». Le chef du Hezbollah Hassan Nasrallah loue l'attaque meurtrière du 7 octobre 2023 qu'il présente comme « juste et sage », tout en se dissociant d'une action selon lui « 100 % palestinienne ».
En Israël les propos génocidaires proférés par les plus hautes autorités de l’État, sur les plateaux de télévision et dans les think tanks se sont banalisés depuis le début de la guerre. En 2025, 82 % des juifs israéliens se prononcent pour la déportation de la population de la bande de Gaza, 56 % pour l'expulsion hors d’Israël des Arabes israéliens, et près de 50 % pour le massacre de la population civile palestinienne selon une enquête de l'institut de sondage israélien Geocartography réalisé pour l'Université d'État de Pennsylvanie,.

### Information et propagande
Dans ce conflit, il convient de prêcher « a minima pour l'extrême prudence dans la manipulation de l'information ». Certaines informations provenant d'Israël n'ont pu être vérifiées ou se sont révélées fausses — l'un des collecteurs de corps de ZAKA rapporte avoir trouvé une femme enceinte éventrée et le fœtus poignardé mais son témoignage, une fois vérifié, a été infirmé par les habitants des lieux, et l'illustration diffusée pour appuyer son récit, est en fait la photo d'une Mexicaine massacrée par le cartel des drogues en 2018 —, et « les bilans du ministère de la Santé de Gaza, piloté par le mouvement islamiste, sont désormais contestés »,,, « quand bien même l'ONU et des ONG jugent globalement ces bilans fiables ».
Depuis l'attaque du Hamas contre Israël le 7 octobre, laquelle a provoqué un regain d'intérêt médiatique pour Israël et la question palestinienne inédit depuis le plan de désengagement de la bande de Gaza en 2005, Israël et le Hamas se livrent également à une guerre sur le terrain de la communication qui a démarré dès les premières secondes de l'attaque du 7 octobre : usant des possibilités de diffusion prodiguées par les réseaux sociaux, le Hamas utilise des caméras embarquées pour filmer et diffuser sur la messagerie Telegram des exactions contre des civils israéliens quasiment en temps réel. Les images et vidéos choquantes de cadavres, de sang, de prises d'otages — ainsi que des témoignages sur des violences sexuelles, — ont été reprises par les médias du monde entier, ce que recherchait le mouvement islamiste, et se sont multipliées sur les réseaux sociaux avec comme objectif de montrer l'État d'Israël affaibli et subissant des pertes. Inquiète du manque de modération sur les réseaux sociaux depuis le début du conflit, l'Union européenne ouvre une enquête le 19 octobre sur Meta et TikTok pour vérifier si ces plateformes avaient pris des mesures suffisantes pour lutter contre la diffusion de « fausses informations » et de « contenus illégaux », dans le cadre du conflit.
Le 10 octobre, la journaliste de la chaîne franco-israélienne i24NEWS Nicole Zedeck affirme que quarante bébés ont été assassinés, et que certains ont été décapités ; la journaliste se rétracte plus tard en parlant de quarante enfants dont des bébés. Ces fausses informations ont pu aider Israël à gagner le soutien de l'opinion publique dans ses représailles sur Gaza, elles ont en contrepartie participé à la négation, sur les réseaux sociaux, des massacres du 7 octobre, dont plus de 50 morts bien réels lors du massacre de Kfar Aza. Le bilan publié par les autorités et la presse israéliennes le 5 décembre 2023 fait état de 2 bébés et 12 enfants de 1 à 9 ans (10 garçons et 2 filles) tués le 7 octobre.
Yoav Gallant, ministre de la Défense israélien, décide de projeter, à rebours de la culture juive, un film non censuré des actes du Hamas devant ses homologues de l'OTAN le même jour.
Après l'emballement mondial sur l'affaire de l'hôpital gazaoui al-Ahli Arabi où la presse avait immédiatement attribué à Israël une frappe palestinienne, David Colon, chercheur à Sciences Po perçoit « l'effet du souffle de la désinformation… avec des retombées immédiates auprès de l'opinion internationale ». À l'heure des réseaux sociaux et de la postvérité, « la guerre entre Israël et le Hamas se déroule sur deux théâtres : le champ informationnel et celui des opérations militaires ».
Pour « montrer la barbarie » du Hamas, « afin que tout le monde sache » et lutter contre la diffusion d'informations négationnistes,, le 23 octobre sur la base militaire de Glilot près de Tel-Aviv, l'armée israélienne rompt avec sa tradition de communication et décide de projeter à plus de 150 journalistes du monde entier, presque 45 minutes des images de l'attaque et des massacres perpétrés par le Hamas, sur les centaines d'heures que les assaillants palestiniens ont tournées à l'aide de téléphones et de caméras embarquées en voiture (dashcam) ou GoPro fixées sur leur tête ou leur poitrine (caméra-piéton : bodycam), voire de caméras de vidéosurveillance locale dans les villages israéliens, le 7 octobre,. La plupart des journalistes présents sont choqués par l'horreur des violences, et certains quittent la projection, ne pouvant y faire face. Ce film est basé sur les images filmées par les assaillants palestiniens et les caméras de sécurité locales à partir du 23 octobre ; y figurent, entre autres, le cadavre brûlé d'une femme violée,, un père déchiqueté par une grenade pour en protéger ses enfants et des enfants tués devant leurs parents,. Ce même film est projeté début novembre aux parlementaires israéliens de la Knesset, au sein des ambassades israéliennes d'une trentaine de pays, et également à plus de 2 000 journalistes étrangers accrédités. D'autres projections sont prévues dans le monde pour témoigner des atrocités commises par les hommes du Hamas le 7 octobre. Un porte-parole de Tsahal a déclaré à ce propos : « Nous voulons montrer que la guerre que nous menons à Gaza, qu'on nous a imposée, n'est pas arrivée toute seule ». Le 14 novembre, le film est projeté à 90 parlementaires volontaires à l'Assemblée nationale, à l'initiative du député Renaissance Mathieu Lefèvre. Cependant, Moussa Abou Marzouk continue à nier dans une interview donnée le 7 novembre à la BBC, que le Hamas a intentionnellement visé des femmes et enfants ; cette interview est par ailleurs diffusée en deux versions, anglaise et arabe, laquelle est passablement tronquée et minimise encore davantage la responsabilité du Hamas.
Par ailleurs, le ministère israélien a conçu et diffusé des spots publicitaires sur des jeux vidéo et des plateformes de vidéo en ligne populaires dans des pays occidentaux afin de diffuser sa version, de convaincre les populations étrangères et de façonner leur point de vue sur le conflit.
Israël a également diffusé sur les réseaux sociaux certains des interrogatoires dans des bureaux des assaillants palestiniens ayant participé aux agressions des villages israéliens, en exposant leur planification, leur cruauté et leur singularité. Pour Ahmed Réda Benchemsi, directeur du plaidoyer pour le Moyen-Orient et l'Afrique du Nord à l'ONG Human Rights Watch, l'armée israélienne « n'a pas le droit » de diffuser ces images, au nom des droits des prisonniers de la troisième convention de Genève (effectivement décrits par l'article 13), alors qu'elle ne s'applique qu'aux prisonniers de guerre tels que définis dans l'article 4 de cette même convention, l'appartenance des membres du Hamas capturés à ce groupe faisant débat,.
De son côté, Israël doit aussi faire face aux images montrant la détresse des Gazaouis consécutive aux bombardements israéliens, avec des « images de Gaza en ruines, des témoignages de femmes et d'hommes en larmes après la mort de leurs enfants »,.
Une semaine après le début de cette guerre, plus de 50 millions de messages à son sujet sont publiés sur X, l'ancien Twitter. Sur les réseaux sociaux où la désinformation fait son lit, le site NewsGuard montre que sur X, les trois quarts des fausses informations et des récits qui servent le Hamas sont diffusées par des robots, des comptes certifiés et de faux comptes gérés par l'Iran, le Hamas et le Jihad islamique,. À travers cette propagande, les Israéliens ne sont ppas épargnés par les fausses nouvelles issues du Hamas et les diffusent.
Le 30 octobre, la vidéo des brigades Al Qassam montrant trois femmes présentées comme des otages sionistes qui supplient Netanyahu de procéder à un cessez-le-feu et un échange de prisonniers est considérée par Israël comme « une propagande psychologique cruelle du Hamas » et n'est pas diffusée sur les chaînes du pays.
The Wall Street Journal fait remarquer que « Le Hamas a deux messages pour deux publics différents. À la communauté internationale, il plaide pour un cessez-le-feu pour des raisons humanitaires. Au monde arabe, il s’engage à réitérer l’attaque du 7 octobre et sacrifier autant de Palestiniens qu’il le faudra pour détruire Israël ».
Au milieu d'un déferlement de critiques, le militant Yoseph Haddad plaide au nom des Arabes israéliens pour Israël et contre la désinformation et l'antisémitisme sur les campus américains et ailleurs.
En France, le Conseil français du culte musulman interpelle l'Autorité de régulation de la communication audiovisuelle et numérique et les médias sur une « déshumanisation » des Palestiniens dans les médias audiovisuels français, et sur le « traitement médiatique humain » appliqué aux victimes israéliennes du conflit, permettant « une compassion et une solidarité unanime de nos concitoyens à leur égard » et avertit sur les risques de « manipulation » si le public, notamment jeune, préfère s'informer sur les réseaux sociaux.
Lors de la libération des otages israéliens du 25 novembre durant la première trêve humanitaire, les images filmées montrent Sharon Avigdori (52 ans) et sa fille Noam (12 ans) monter dans un véhicule de la Croix-Rouge en quittant leurs geôliers masqués des brigades Izz al-Din al-Qassam et leur faire toutes deux des petits signes de la main en guise d'au revoir et poursuivre ainsi en souriant alors qu'elles sont à l'intérieur du véhicule. Mais dans la vidéo, une voix masculine lance en anglais : « Continuez à saluer », mettant en doute la liberté de geste des otages. Des comptes proches du Hamas comme Gaza News ou Quds News Network relaient cette vidéo sur les réseaux sociaux en la présentant favorablement pour le Hamas.
Le 9 octobre 2023, l'armée israélienne créé un channel sur Télégram dans lequel elle publie des images violentes de Palestiniens tués, accompagnés de messages racistes et déshumanisants. Le 12 décembre 2023, une enquête réalisée par Haaretz démontre que le channel est bien détenu par l'armée israélienne, ce qu'elle nie dans un premier temps avant de le confirmer. Selon l'armée israélienne, le channel a été créé sans autorisation de la hiérarchie.
En juin 2024, Haaretz et l'ONG israélienne Fake Reporter révèlent que le gouvernement Netanyahou a financé des campagnes de désinformation pour modeler l'opinion aux États-Unis, en visant les populations juive, afro-américaine et progressiste.

### Rôle et intérêts de l'Iran
L'Iran, a exprimé son soutien à l'attaque du 7 octobre 2023 par le Hamas. Au vu de l'ampleur de l'attaque du 7 octobre, de son degré de sophistication et de complexité logistiques ainsi que de son impact sur le processus de normalisation israélo-arabe, certains ont spéculé sur le rôle des Gardiens de la révolution islamique, voyant l'Iran derrière le Hamas,.
L'Iran se refuse à toute confrontation directe avec Israël mais soutient le Hezbollah libanais et les Houthis yéménites, engagés dans des hostilités militaires contre Israël.
Le 27 décembre 2023, le porte-parole des Gardiens de la Révolution islamique Ramezan Sharif déclare que l'attaque du Hamas du 7 octobre était une action de représailles pour l'assassinat en 2020 du général iranien Qasem Soleimani mais il est démenti le lendemain par le commandant en chef des Gardiens de la révolution, Hossein Salami.
Dans un deuxième temps, plusieurs épisodes de confrontation directe entre l'Iran et Israël ont lieu, via l'envoi de missiles et d'assassinats ciblés. En avril 2024, une attaque israélienne contre le consulat iranien à Damas entraîne la mort d'une quinzines de personnes, dont des officiers iraniens. Toujours en avril 2024, l'Iran riposte avec des missiles visant une base aérienne israélienne dans le Néguev, attaque qui ne fait pas de victime, la plupart des missiles ayant été interceptés avant leur arrivée en Israël. Israël répond par une frappe ciblée sur un site militaire en Iran.
En octobre 2024, des documents du Hamas récupérés par Israël et publiés par The New York Times indiquent que le Hamas a organisé une réunion au Liban avec un responsable militaire iranien pour l'informer qu'un projet d'attaque était en préparation et demander le soutien de l'Iran et du Hezbollah.

### Réactivation de traumatismes passés
La guerre a pu réactiver le souvenir de traumatismes collectifs aussi bien parmi les Israéliens juifs que parmi les Palestiniens,.
En Israël, la mémoire de la Shoah demeurée lancinante a parfois été évoquée par les victimes de l'attaque du 7 octobre et plus largement par nombre de leurs compatriotes. Ces comparaisons sont parfois critiquées, par peur qu'elles minimisent la mémoire et l'horreur de la Shoah. Mairav Zonszein, journaliste travaillant pour l'International Crisis Group, critique aussi ces comparaisons car elles pourraient avoir des conséquences dangereuses sur le déroulement de la guerre. La mémoire de la Shoah est aussi parfois évoquée par les critiques d'Israël, qui comparent les actions du pays à celles de l'Allemagne nazie. Cette comparaison est considérée antisémite par Israël.
Les habitants de Gaza, qui sont, pour 80 % d'entre eux, des descendants de réfugiés palestiniens déplacés de 1948, sont hantés par la perspective d'une nouvelle Nakba qui les jetterait sur les routes de l'exil, sans espoir de retour. Le nombre de morts palestiniens pendant la guerre de 2023 est bien supérieur à celui de la « catastrophe » de 1948, qui était de 13 000 morts environ, en majorité des civils.

### Guerre asymétrique

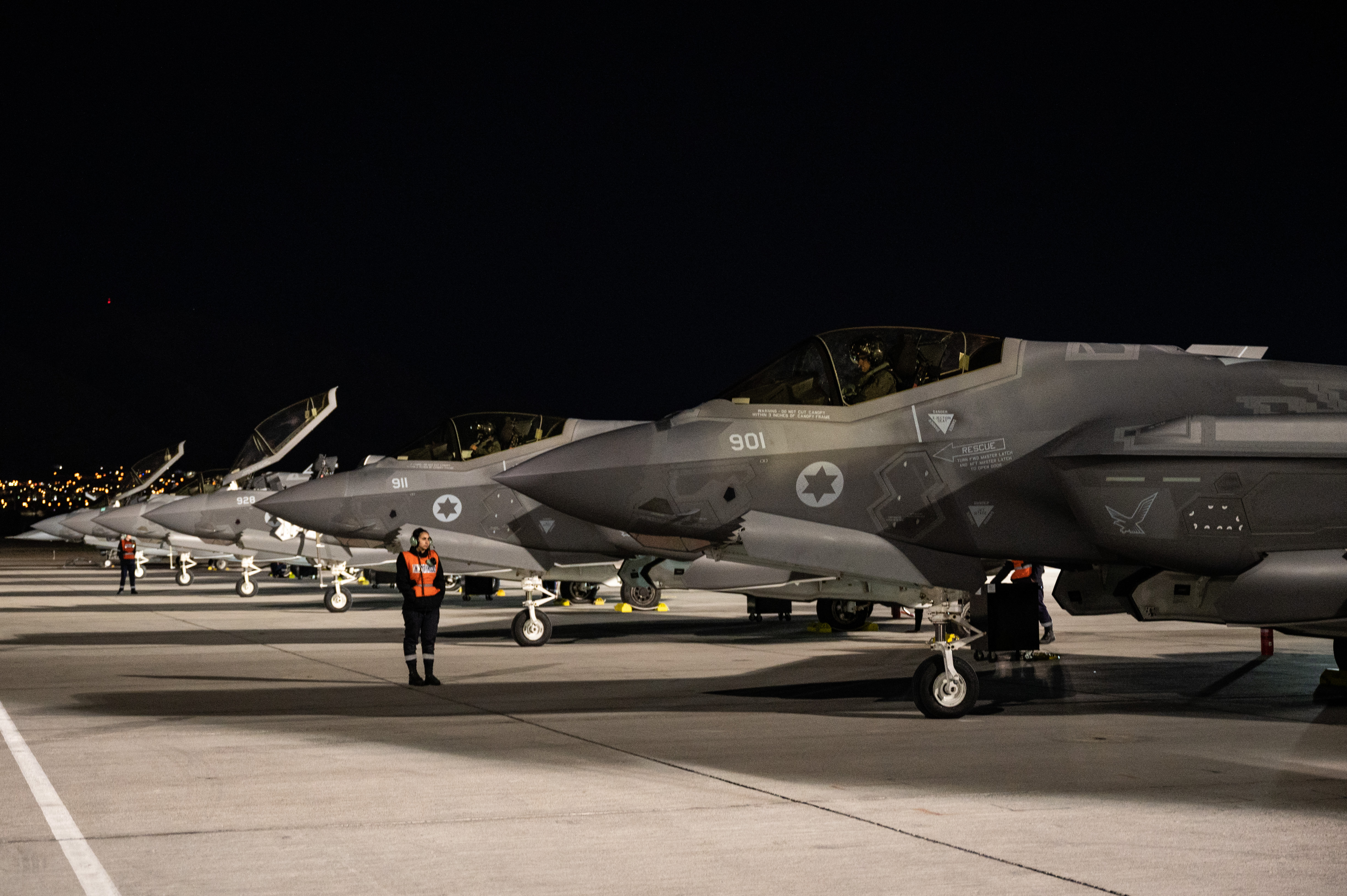
Le F-35l Adir, chasseur-bombardier utilisé par Israël pour les bombardements de la bande de Gaza.

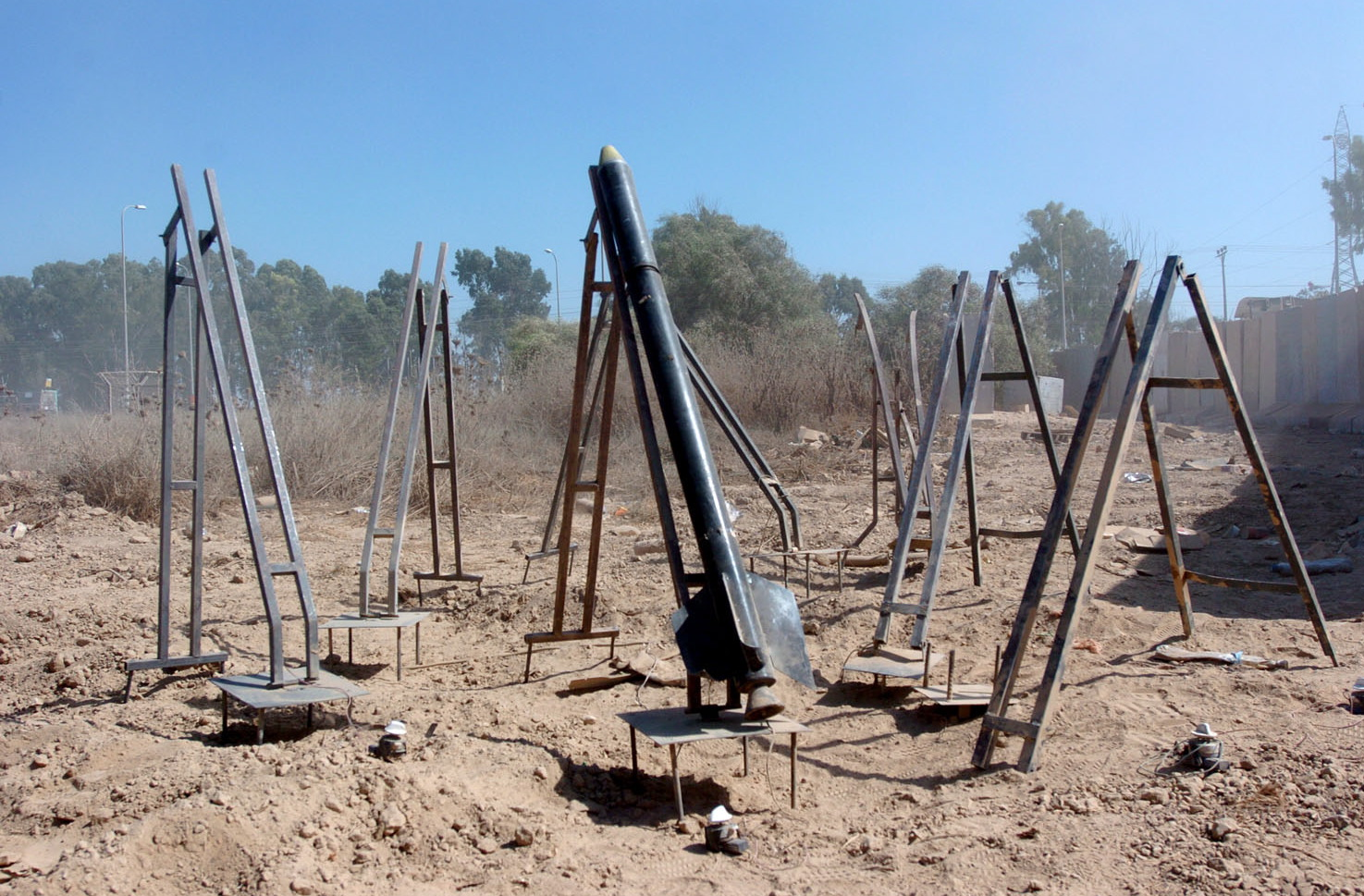
Rampes de lancement de roquettes artisanales Qassam, utilisées par le Hamas.

La guerre à Gaza est un « conflit asymétrique », les moyens militaires des protagonistes étant très inégaux. Israël dispose en effet d'une technologie et d'une capacité létale sans commune mesure avec celle de son adversaire (avions bombardiers, hélicoptères, artillerie, navires, chars et véhicules blindés, missiles guidés, satellites…). Du côté du Hamas, les ressources sont très limitées, et la plupart des équipements et technologies lui sont inaccessibles.
Pour Yakov Rabkin, professeur à l’Université de Montréal, « une des armées les plus fortes au monde » s’oppose à « une population avec des groupes de résistance qui utilisent toutes sortes de moyens qu’on appelle terroristes ». Il compare la situation dans la bande de Gaza aux « campagnes de pacification » menées jadis par les Empires français et britannique contre la population « indigène » de leurs colonies lorsque des « révoltes » y avaient lieu. Le sociologue Rachad Antonius considère même que cette guerre, désormais asymétrique, a d'abord été « unidirectionnelle » pendant des années, jusqu’à ce que le Hamas réplique avec violence le 7 octobre.
Selon Marc Hecker, chercheur à l'Institut français des relations internationales, cette asymétrie explique les modes d'action et les choix tactiques des parties prenantes. Ayant face à lui des chars, des avions et des technologies modernes, le Hamas cherche à éviter le choc frontal, et utilise des moyens indirects pour attaquer l'adversaire, profitant parfois de l'effet de surprise. Il opère en mode guérilla et se fond dans le paysage et dans les populations. Pour Israël, le renseignement est primordial pour distinguer les insurgés du reste de la population.

## Impacts et conséquences

### Conséquences économiques
Indépendamment des conséquences pour les Israéliens et les Palestiniens, et des craintes d'une extension du conflit au Liban, à la Syrie, à l'Iran, la guerre a des répercussions économiques sur tous les pays de la région. Les trois premiers mois du conflit ont un coût, pour l'Égypte, la Jordanie et le Liban, estimé à 10 milliards de dollars, soit 2,3 % des PIB combinés de ces trois pays déjà fragilisés par une inflation et une dette très élevées. L'instabilité régionale compromet les améliorations dans certains secteurs enregistrées au Liban, affecté par la crise économique la plus grave de son histoire depuis 2019 ; le tourisme est touché en Jordanie et en Égypte. La Banque mondiale et le Fonds monétaire international alertent sur les risques qu'entraîne le conflit en particulier pour l'économie de l'Afrique du Nord et du Moyen-Orient, qui s'ajoutent aux répercussions de la guerre civile sud-soudanaise.

#### Record de vente d'armes pour Israël
En 2024, les exportations d'armes d'Israël ont atteint le montant record de 14,7 milliards de dollars. Les missiles, roquettes et  systèmes de défense aérienne constituent environ 48% du volume total, et les pays européens représentent plus de la moitié des acheteurs. D'après le ministère israélien de la Défense : « Les résultats opérationnels de la guerre et les performances avérées des systèmes israéliens sur le champ de bataille ont suscité une forte demande ».

### Conséquences environnementales

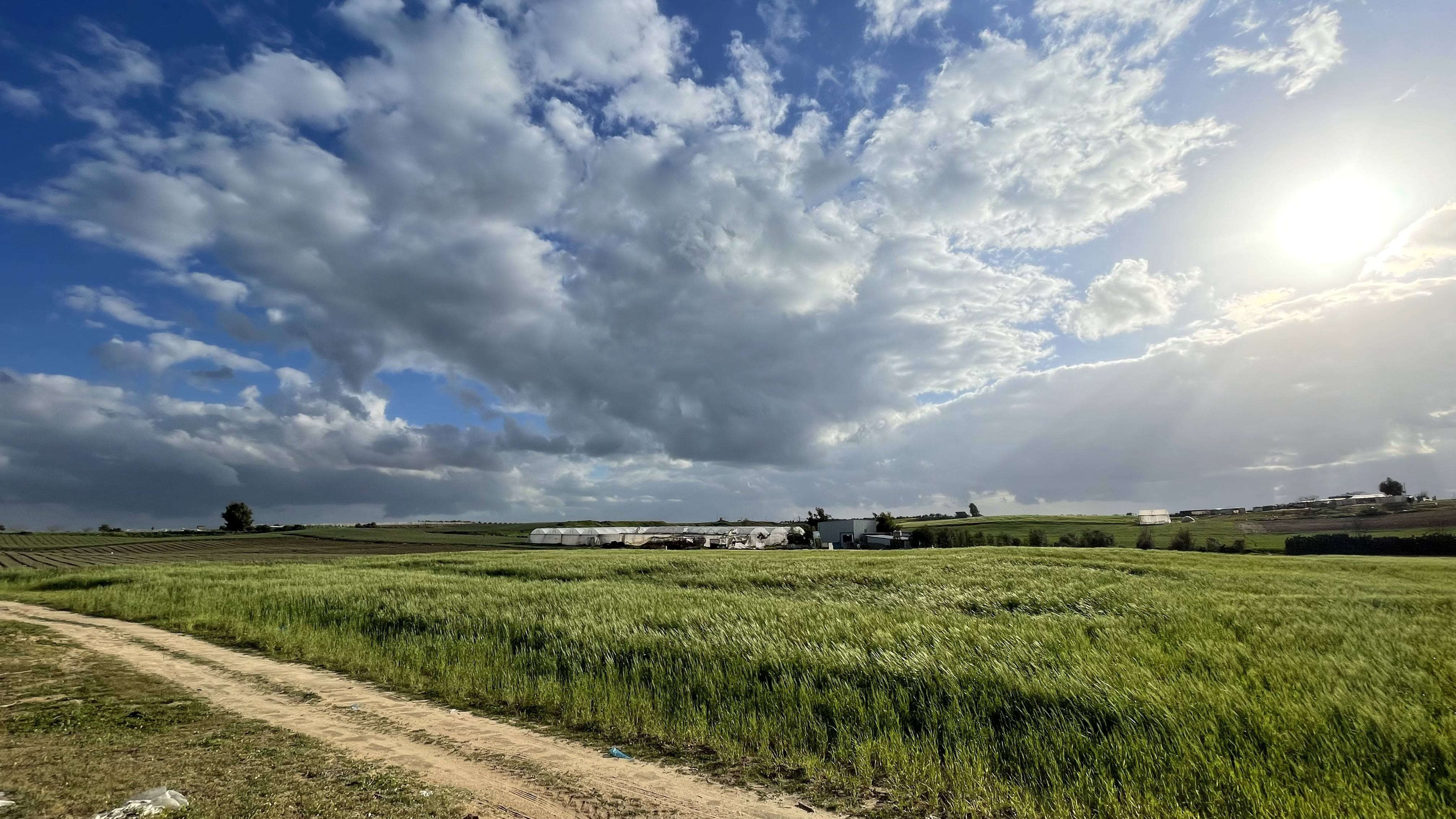
Un champ de blé à Gaza avant la guerre.

Fin décembre 2023, les spécialistes estiment déjà que dans la bande de Gaza, « des dommages irréversibles sont en train d'être causés à l'environnement », et qu'une catastrophe environnementale est en train de se dérouler sur ce territoire, rapporte Euronews.

#### Pollution
Les bombes provoquent une pollution des sols, de l'air et de l'eau à Gaza. La combustion des bombes dégage une chaleur qui peut aller jusqu'à « modifier la structure physique et les propriétés chimiques du sol, réduisant ainsi la fertilité et augmentant la probabilité de maladies transmises par le sol », selon le directeur du Centre Synerjies pour les études internationales et stratégiques.
Le magazine environnemental américain Grist souligne les risques écologiques liés aux destructions d'usines. La ville de Gaza a un quartier industriel qui produit des médicaments, des cosmétiques, etc., et qui a été très touché par les bombardements ; a été identifiée, au-dessus de Gaza, « une nuée de fumée noire émanant d'une usine de boissons gazeuses, suggérant des plastiques en train de brûler ». Par ailleurs dans les quartiers résidentiels, les destructions d'habitations dégagent des poussières d'amiante dangereuses pour la santé.
Israël a largué du phosphore blanc sur Gaza et sur le Sud-Liban, d'après les résultats d'une enquête de Human Rights Watch. Cette substance provoque des brûlures profondes, pouvant pénétrer jusqu'aux os. Elle est également dangereuse pour les yeux et le système respiratoire. D'autre part, elle produit des effets toxiques sur l'environnement : elle « endommage les sols, contamine les sources d'eau et empoisonne les écosystèmes aquatiques ».
Israël ayant limité l'entrée de carburants à Gaza, les stations d'épuration des eaux ne peuvent fonctionner normalement, de sorte que les eaux usées envahissent les lieux.

#### Empreinte carbone
D'après une étude parue début janvier 2024, la guerre a provoqué des émissions de gaz à effet de serre considérables, principalement du fait des bombardements sur Gaza. Durant les deux premiers mois de ce conflit, 281 000 tonnes de dioxyde de carbone engendrées à 99 % par les opérations militaires israéliennes auraient ainsi été injectées dans l'atmosphère. Cette empreinte carbone dépasse celle de 20 pays en développement sur une durée d'un an. Puis, au quinzième mois de guerre, ce sont 1,89 million de tonnes de dioxyde de carbone.

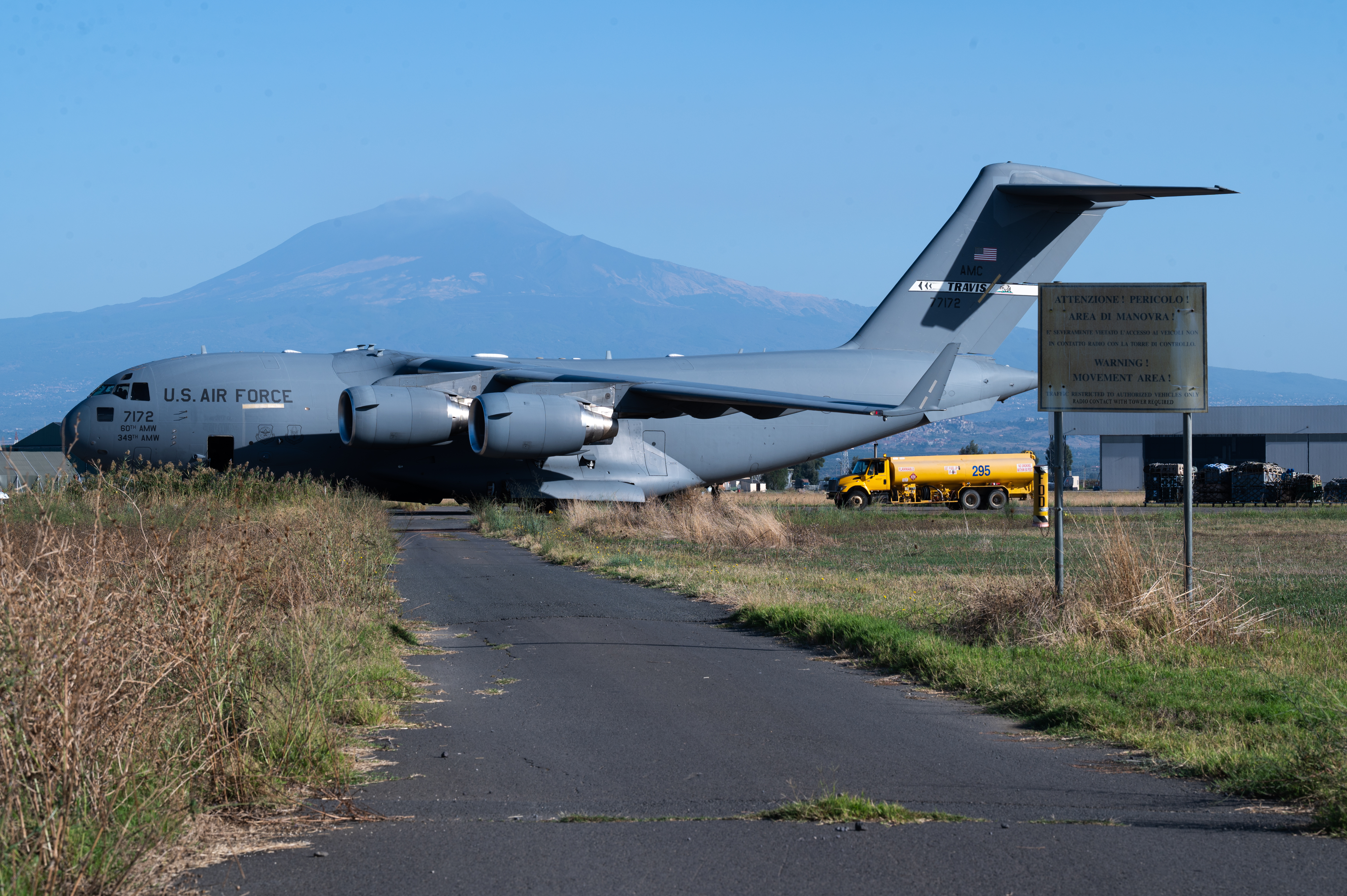
Ravitaillement en carburant d'un avion cargo américain transportant des munitions pour l'armée israélienne, 15 octobre 2023.

99 % des émissions sont dues aux bombardements aériens et à l’invasion terrestre israélienne. Les États-Unis jouent un rôle important dans cette pollution atmosphérique : 30 % du bilan carbone est lié à des émissions de gaz à effet de serre sont imputables aux avions-cargos américains qui transportent les 50 000 tonnes d’armes et autres soutiens militaires à Israël. Les roquettes lancées par le Hamas ont quant à elles injecté 3 000 tonnes de CO2 en 15 mois, soit l’équivalent de seulement 0,2 % des émissions liées à la guerre.
De même, tous les panneaux solaires qui fournissaient un quart de l'énergie à Gaza, ont été détruits par l'armée israélienne, tout comme la seule centrale électrique. En conséquence, l’accès limité à l’électricité à Gaza repose aujourd’hui sur des générateurs qui émettent 130 000 tonnes de gaz à effet de serre.

#### Déchets
La guerre a provoqué une crise des déchets, avec des tonnes d'ordures qui s'amoncellent, d'autant que dans la ville de Khan Younès qui doit désormais accueillir 1 million de personnes dans 30 km2, la décharge principale a été bombardée. Les polluants et la prolifération de rongeurs et d'insectes sont dangereux pour la santé et l'environnement. Les déchets se répandent dans la Méditerranée.

#### Destruction de la biodiversité
Les oliviers, les agrumes, les cultures de légumes etc., « ont fait l'objet d'une destruction étendue et sans précédent », selon Euronews.

### Fracture entre pays du Sud et du Nord
Le soutien sans faille des États-Unis et de la plupart des pays occidentaux à Israël, au moment où les bombardements israéliens et le blocus de Gaza provoquent des milliers de morts parmi les civils, est très mal perçu dans un grand nombre de pays d'Amérique latine, d'Afrique ou du Moyen-Orient ; Courrier international parle à ce sujet d'un clivage géopolitique autour de ce conflit. Souvent critiques de longue date à l'égard du traitement par les États-Unis et les pays européens du conflit israélo-palestinien, la plupart des pays du Sud global ont soutenu la demande d'un cessez-le-feu immédiat dans la guerre Israël-Gaza de 2023. Ils jugent « hypocrite » le discours occidental sur le droit, les crimes de guerre, etc. et soulignent un « deux poids deux mesures » favorable à Israël. Le Brésil a condamné ouvertement la gestion du conflit par les puissances occidentales dans ce conflit.
Des pays du Moyen-Orient (Liban, Jordanie, Égypte) dénoncent les positions politiques et la couverture médiatique de la guerre aux États-Unis et en Europe ; ils y voient une entreprise de « déshumanisation des Palestiniens ». À la suite de l'explosion survenue à l'hôpital Al-Ahli Arabi, à Gaza, le 17 octobre 2023, et alors que Joe Biden s'apprêtait à se rendre en Israël, des manifestations ont éclaté du Maroc au Bahreïn, en Jordanie, en Iran, au Liban.
Un début de mouvement d’isolement d’Israël se fait jour : en avril 2025, les Maldives interdisent l’entrée sur leur territoires aux touristes israéliens, en solidarité avec les Palestiniens et contre les actes de génocides commis contre le peuple de Gaza ; et le Bangladesh restaure l’interdiction aux détenteurs de ses passeports d’aller en Israël.

## Aides humanitaires en faveur des Palestiniens
Pour faire face à la crise humanitaire dans la bande de Gaza, provoquée par les opérations armées israéliennes et un siège presque total de l'enclave, l'aide humanitaire internationale s'active.
Concrètement, les tonnes de fournitures humanitaires avaient jusqu'alors été « fournies à Gaza par le biais d'un mécanisme géré conjointement avec les États-Unis, l'Égypte et l'ONU » ; elles passent d'Israël en Égypte via le poste-frontière de Nitzana (sud de Gaza) où elles sont soumises à un contrôle de sécurité, pour être ensuite acheminées par le poste-frontière de Rafah, à la frontière entre l'Égypte et la bande de Gaza, et enfin transférées aux agences de l'ONU (comme l'UNRWA) pour organiser leur distribution, indique le directeur du département civil de la Coordination des activités gouvernementales dans les territoires, en contact avec les agences humanitaires internationales opérant sur le terrain.
Parallèlement à son rôle de coordination des interventions d'urgence et de distribution d'aides humanitaires, le Programme alimentaire mondial facilite la collecte des dons de particuliers, notamment avec son application de collecte de fonds ShareTheMeal pour les personnes souffrant de la faim.
Le 15 novembre 2023, un premier camion chargé de plus de 23 000 litres d'essence venant d'Égypte entre dans la bande de Gaza « mais leur utilisation a été restreinte par les autorités israéliennes, (et servira) seulement pour le transport de l'aide » humanitaire et non pas « pour faire fonctionner l'approvisionnement en eau ou les hôpitaux », déplore le patron de l'Office de secours et de travaux des Nations unies pour les réfugiés de Palestine dans le Proche-Orient à Gaza.
La Croix rouge achemine de l'aide (nourriture, médicaments, eau…) à partir d'un délai d'un peu plus d'une semaine après l'attaque. Un pont aérien humanitaire sous la forme de plusieurs vols à destination de l'Égypte permet à plusieurs pays d'envoyer de l'aide, à partir de la deuxième moitié d'octobre ; l'Algérie, l'Union européenne, la France, l'Allemagne, la Grande-Bretagne, le Luxembourg, le Canada, la Jordanie, les Émirats arabes unis, comptent parmi les donateurs.
Selon le média français Le Parisien, la France a participé à l'accord avec le Qatar qui a rendu possible l'opération qui devrait permettre, 100 jours après l'attaque du Hamas contre Israël, de faire livrer des médicaments aux otages de Gaza, malades ou blessés.
Le 15 mars 2024, une première cargaison de 200 tonnes de vivres arrive à Gaza par le bateau Open Arms affrété par l'ONG espagnole Proactiva Open Arms.
Le 1er avril 2024, sept bénévoles de l'ONG World Central Kitchen fondée par le cuisinier José Andrés sont tués par une frappe aérienne israélienne qualifiée de « non intentionnelle » et de « tragique incident » par Benyamin Netanyahou. De nombreux pays occidentaux demandent à Israël d'éclaircir les conditions qui ont amené à cette frappe, la première à toucher du personnel international selon le secrétaire général de l'ONU, António Guterres.
Comme demandé par le président Joe Biden le 7 mars 2024 lors de son discours sur l'état de l'Union, des navires militaires américains commencent le 25 avril 2024 à construire un port temporaire et une jetée en mer de façon à améliorer la livraison d'aide humanitaire dans l'enclave palestinienne. Mise en service à la mi-mai 2024, elle devient hors service à la suite d'une tempête fin mai et remise en service le 9 juin 2024.
Le 25 avril 2025, 115 palestiniens arrivent à Paris à la suite à une opération d'évacuation depuis Gaza vers la France. Le groupe est constitué de « ressortissants français et de leurs ayants-droit, de personnels de l'Institut français de Gaza et leurs familles et de personnalités proches de (la France) ». D'après une source diplomatique, 500 personnes auraient été évacuées de Gaza vers Paris.

## Réactions internationales
Les réactions internationales à ce conflit ont été variées. Plusieurs pays ont exprimé leur soutien à Israël ou au contraire leur condamnation de ses actions, tandis que d'autres ont cherché à jouer un rôle de médiation pour promouvoir un cessez-le-feu. Des organisations internationales telles que l'ONU ont également été impliquées, appelant à la désescalade de la violence et à la protection des civils. Des manifestations et des rassemblements ont eu lieu dans de nombreuses villes à travers le monde pour exprimer des positions pro-israéliennes ou pro-palestiniennes. Seuls le Belize et la Bolivie ont suspendu leurs relations diplomatiques avec Israël.

### Manifestations pro-israéliennes, pro-palestiniennes ou pour la paix

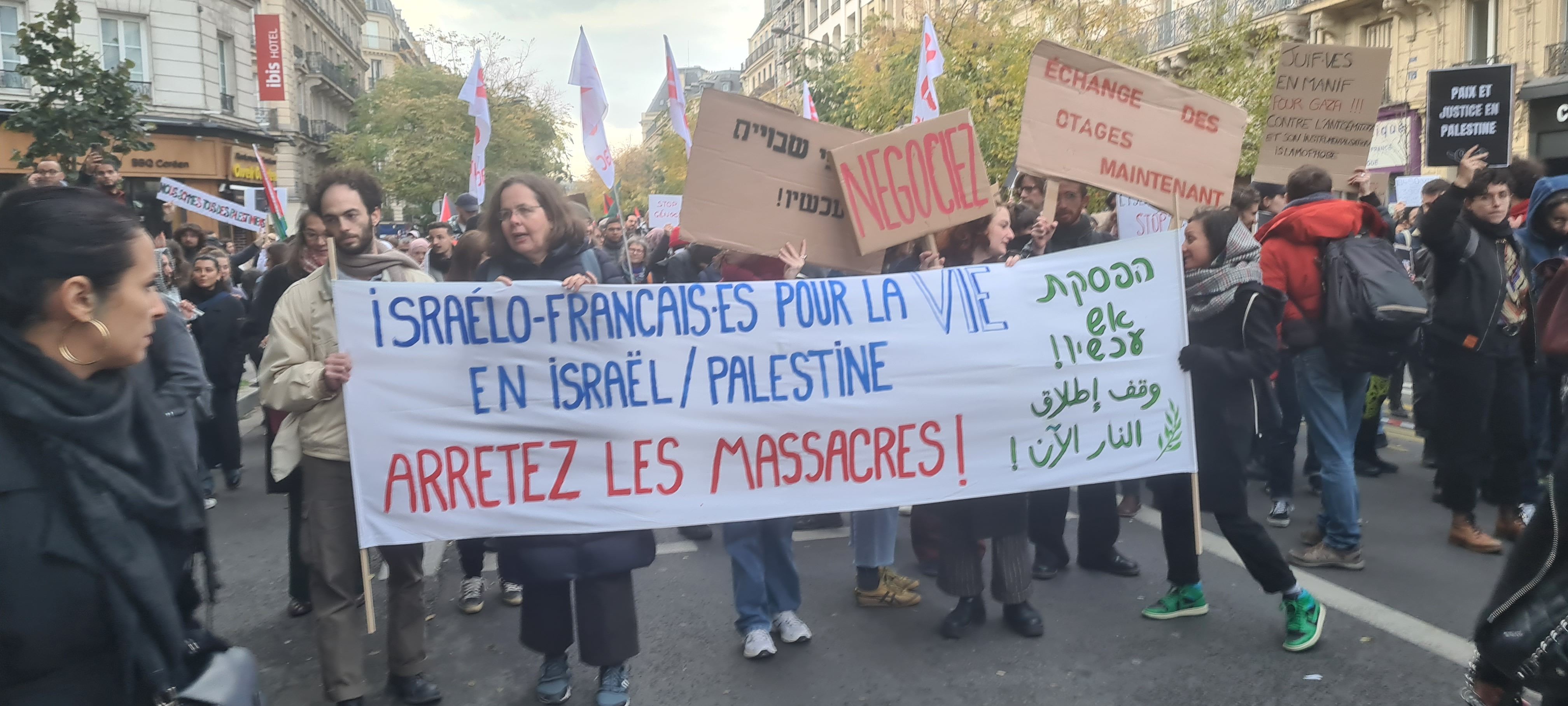
Paris : Manifestation, du 11 novembre 2023, pour un cessez-le-feu à Gaza.

Les manifestations pro-israéliennes, pro-palestiniennes ou pour la paix se concentrent sur diverses questions liées au conflit, notamment les demandes de cessez-le-feu, la fin du blocus, le retour des otages israéliens, les protestations contre les crimes de guerre et la fourniture d'une aide humanitaire à Gaza. Les protestations contre l'action israélienne à Gaza sont particulièrement importantes au Moyen-Orient et en Afrique du Nord, en particulier après l'explosion à l'hôpital Al-Ahli Arabi.
Selon Reuters, qui cite les chiffres de l'Armed Conflict Location & Event Data Project, entre le 7 et 27 octobre 2023, la majorité des manifestations (près de 86 %) sont pro-palestiniennes ; une minorité s'abstient de prendre parti et demande la paix ou un cessez-le-feu.

### Résolutions du Parlement européen
Le 18 janvier 2024, le Parlement européen appelle à un « cessez-le-feu permanent » à Gaza. Ce texte marque un changement significatif par rapport à la position précédente du parlement, adoptée en octobre 2023, qui appelait seulement à une « pause » humanitaire afin d'accélérer l'acheminement de l'aide aux civils de Gaza. La résolution précise qu'un cessez-le-feu devrait être subordonné à la libération de tous les otages détenus à Gaza et au « démantèlement » du Hamas, désigné comme une organisation terroriste par l'Union européenne.